# Jom Kipoer-oorlog
De Jom Kipoer-oorlog of Oktoberoorlog, ook bekend als de Ramadanoorlog (Arabisch: حرب أكتوبر, Ḥarb ʾUktōbar, of حرب تشرين Ḥarb Tišrīn; Hebreeuws: מלחמת יום הכיפורים, Milẖemet Jom HaKipoerim of מלחמת יום כיפור, Milẖemet Jom Kipoer), was een militair conflict tussen Israël en een coalitie gevormd door Egypte en Syrië, tussen 6 oktober 1973 en 22 of 25 oktober afhankelijk van het oorlogsfront. "Jom Kipoer-oorlog", ook gespeld als Jom Kippoer-oorlog of Yom Kippoer-oorlog is de naam die in Israël aan deze oorlog gegeven is omdat op Jom Kipoer, de Grote verzoendag, Egypte en Syrië Israël aanvielen in een poging hun in 1967 door Israël bezette gebieden te heroveren. Ook Marokko, Irak, Algerije, Koeweit en Saoedi-Arabië zouden via expeditiemachten aan de strijd deelnemen.
In de Zesdaagse Oorlog van 1967 veroverde Israël de Sinaï op Egypte en de Hoogten van Golan op Syrië. Na jaren van schermutselingen gedurende de Uitputtingsoorlog, wees in 1971 de Israëlische minister-president Golda Meïr toenaderingspogingen af van de nieuwe Egyptische president Anwar Sadat. Sadat besloot Israël naar de onderhandelingstafel te dwingen door bij verrassing het Suezkanaal over te steken. Hij vormde een bondgenootschap met de Syrische president Hafiz al-Assad die de Golan wilde heroveren. Een ingewikkeld misleidingsplan deed Israël de kansen op een oorlog te laag inschatten en het land mobiliseerde pas vier uur voor het begin van de aanval om 14.00 uur, 6 oktober 1973, zijn reserves.
Doordat het de capaciteiten van het Egyptische leger ernstig had onderschat, lukte het Israël niet de overstekende troepen in te sluiten. De Israëlische luchtmacht leed daarbij zware verliezen door luchtdoelraketten. De Egyptenaren bezetten op 6 en 7 oktober met een grote legermacht een brede strook langs de oostoever van het Suezkanaal die ze sterk ter verdediging inrichtten. Door misverstanden werd een frontsector op de zuidelijke Golan onvoldoende versterkt en de Syriërs braken daar al op de eerste avond doorheen. De Israëlische regering vreesde dat Egypte en Syrië deze successen zouden uitbuiten door snel verder op te rukken en schijnt de inzet van kernwapens te hebben overwogen. Een weinig doortastende Arabische bevelvoering gaf Israël echter de tijd met reservetroepen de fronten af te grendelen. Door de doorbraak werd het Syrische opperbevel verleid toch zijn pantserreserves in te zetten voor massale aanvallen die echter met zware verliezen werden afgeslagen.
Op 8 oktober liep een poging van Israël om zelf het Suezkanaal over te steken vast in de Egyptische verdediging, mede door de inzet van geleide antitankraketten. Dezelfde dag begonnen Israëlische reserves de zuidelijke Golan te heroveren, wat op 10 oktober voltooid werd. Van 11 oktober af dreven ze het verslagen Syrische leger richting Damascus. Het arriveren van een Iraakse expeditiemacht voorkwam op 13 oktober echter een totale ineenstorting van Syrië en het noordelijk front zou tot 22 oktober vrij stabiel blijven. Sadat trachtte op 14 oktober Syrië te ontlasten door een groot offensief in de Sinaï maar verloor daarbij een aanzienlijk aantal tanks. In de avond van 15 oktober maakte een Israëlische eenheid daar gebruik van door achter de Egyptische linies langs te glippen en een oversteekpoging te beginnen. Na zware strijd om de aanvoerwegen naar het oversteekpunt, zette Israël het grootste deel van zijn strijdmacht in de Sinaï over het Suezkanaal. Het begon de hele rechterflank van het Egyptische leger te omsingelen. De Veiligheidsraad legde op 22 oktober een wapenstilstand op. Israël rukte tot 25 oktober naar het zuiden op en voltooide de omsingeling van het Egyptische Derde Leger waarna opnieuw een staakt-het-vuren inging.
In 1974 trok Israël zijn troepen terug tot de Mitla- en Gidipassen. Dat was het begin van een vredesproces dat zou leiden tot de Camp Davidakkoorden van 1978, de vrede tussen Israël en Egypte van 1979 en het geleidelijk ontruimen door Israël van de Sinaï tot 1982. Tijdens de oorlog kwam het tot een olieboycot die leidde tot de Eerste Oliecrisis. De oorlog markeerde zo het einde van de snelle westerse economische groei na de Tweede Wereldoorlog.

## Achtergronden
De Arabische wereld wilde zich in 1967 niet neerleggen bij de militaire nederlaag die Egypte, Jordanië en Syrië in de Zesdaagse Oorlog hadden geleden. De Arabische Liga had op 1 september 1967 in Khartoem een resolutie opgesteld die de "drie nee's" omvatte: geen onderhandelingen met Israël, geen vrede met Israël, geen erkenning van Israël. Hiermee verwierp men een Israëlisch voorstel om de in 1967 bezette Sinaï en Hoogten van Golan te demilitariseren. Weliswaar waren er aan zowel Israëlische als Arabische zijde ook 'duiven', die gebiedsteruggave in ruil voor vrede bepleitten conform resolutie 242 van de Veiligheidsraad van de Verenigde Naties, maar in het algemeen overheerste vanaf dat moment de harde lijn. Israël wenste niet meer te onderhandelen over een regeling, tenzij die mede gericht zou zijn op diplomatieke erkenning. Al snel kwam het zo tot vijandelijkheden in de vorm van beschietingen, bombardementen, luchtgevechten, zeeslagen en commando-overvallen tijdens de zogenaamde Uitputtingsoorlog die tot augustus 1970 duurde, toen een wapenstilstand gesloten werd. Deze gevechten verliepen over het algemeen sterk in het voordeel van Israël en versterkten het gevoel van militaire superioriteit in dat land. In feite echter was gedurende die jaren de professionaliteit van het Egyptische leger flink gestegen. Na 1970 legde Egypte een vernieuwde luchtafweergordel van luchtdoelraketten aan. De bescherming die dit verschafte tegen de Israëlische luchtmacht, bood de Egyptenaren goede kansen op een succesvolle poging het Suezkanaal over te steken.

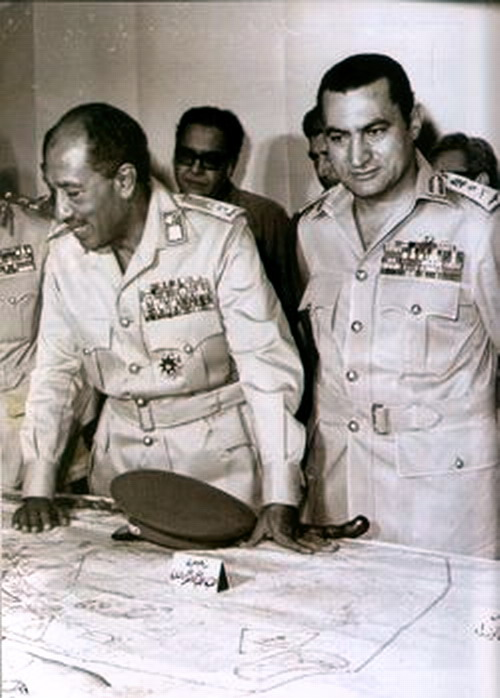
Sadat bespreekt in 1973 oorlogsplannen samen met Hosni Moebarak

In Egypte was in september 1970 president Nasser overleden en opgevolgd door Anwar Sadat. Sadat erfde een stagnerende economie, hoge schulden en enorme militaire uitgaven. Hij stelde een economisch herstel- en groeiprogramma op, met lagere overheidsuitgaven door een vermindering van het defensiebudget en impopulaire bezuinigingen. Tegelijkertijd waren ook voor Israël de lasten van de oorlogsdreiging sterk toegenomen: tussen 1966 en 1971 steeg het defensiebudget daar van een al aanzienlijke 10,4% naar 26,3% van het bnp. Deze kosten slokten een belangrijk deel van de economische groei tijdens deze periode op en verhinderden een opbouw van een verzorgingsstaat. In maart 1971 braken er vanwege de slechte sociaaleconomische omstandigheden in Jeruzalem rellen uit onder arme jonge Israëliërs van Noord-Afrikaanse afkomst. Het leek er dus op dat beide landen veel te winnen hadden bij een vredesregeling. Sadat maakte op 4 februari 1971 in het Parlement van Egypte openlijk bekend dat hij, in ruil voor een terugtrekking van veertig kilometer door het Israëlische leger tot de Gidi- en Mitlapassen, een wapenstilstand voor zes maanden wilde aangaan, gecombineerd met een opening van het Suezkanaal en vredesbesprekingen in het kader van de missie van de VN-gezant Gunnar Valfrid Jarring gericht op een demilitarisering van de Sinaï ten oosten van de passen. De Israëlische minister van Defensie Mosjee Dajan wilde hierop wel ingaan — de plannen kwamen nauw overeen met een voorstel dat hij de Egyptenaren zelf had willen doen. Premier Golda Meïr antwoordde echter op 9 februari in de Knesset dat er eerst vrede moest komen voordat er sprake kon zijn van enige terugtrekking. Achteraf zou ze toegeven niet onderkend te hebben dat hiermee een belangrijke kans op vrede verloren ging. In de zomer van 1971 zond de Amerikaanse president Richard Nixon staatssecretaris Joseph John Sisco naar Meïr om haar te bewegen toch een gebaar te maken. Sisco had echter weinig middelen om Israël onder druk te zetten daar Nixon in 1970 bij de onderhandelingen over een wapenstilstand had moeten beloven nooit een vredesregeling op te zullen leggen. Hij zou onverrichter zake terugkeren. Dat betekende ook dat een gelijktijdige missie naar Sadat van de Amerikaanse gezant Michael Sterner vruchteloos zou blijven.
Voor Sadat was het gezien de politieke situatie in zijn land onacceptabel zich bij het verlies van de Sinaï neer te leggen, te meer omdat hij 1971 veelvuldig het "jaar der beslissing" genoemd had en het nu voorbij ging zonder enig positief resultaat. Hij begon te overwegen een oud plan uit te voeren, dat al was opgesteld onder Nasser, om Israël tot onderhandelingen te dwingen door de oostelijke oever van het Suezkanaal te bezetten. Een dergelijke overwinning zou hem ook steun opleveren voor zijn economische politiek. In 1972 ging Sadat een agressievere toon aanslaan en liet de militaire infrastructuur bij het Suezkanaal verbeteren. Op 24 oktober 1972 beval hij het Egyptische oppercommando om de bestaande operationele plannen voor een oorlog met Israël die uitgingen van een herovering van de gehele Sinaï, te vervangen door de uitwerking van een beperkte operatie. Dit was mede gemotiveerd door de vrees dat bij een totale oorlog de Israëlische luchtmacht de Egyptische industrie zou vernietigen. Alleen een dreiging met Scud-raketten of jachtbommenwerpers voor de lange afstand zou Israël hiervan kunnen afschrikken. De Sovjet-Unie, Egyptes belangrijkste wapenleverancier, had echter in het verleden categorisch geweigerd zulke wapens te verschaffen en bleef in de zomer van 1972 bij dat standpunt. Het Egyptische oppercommando had grote bedenkingen bij de operatie. Men voorspelde dat na successen in de beginfase het leger zou bezwijken onder het Israëlische tegenoffensief zodat er opnieuw een beroep op de Sovjet-Unie zou moeten worden gedaan om een totale nederlaag af te wenden. Sadat zette zijn wil echter door. Alternatieve plannen, zoals een hervatting van de Uitputtingsoorlog of het uitvoeren van een luchtlanding in de Sinaï, werden als onpraktisch verworpen.
De weigering van de Sovjet-Unie had ten dele haar oorzaak in verslechterde verhoudingen met Egypte. In 1970 had een eskadron Sovjetvliegtuigen meegedaan aan de strijd tegen de Israëlische luchtmacht en bedienden vele duizenden Sovjetspecialisten de raketbatterijen. Na de Uitputtingsoorlog bleven deze troepen in het land. Ze legden nauwe contacten met procommunistische officieren. Sadat begon hierom te vrezen voor een communistische staatsgreep. Op 14 mei 1971 zuiverde hij de factie rond de socialistische vicepresident Ali Sabri. Op 18 juli 1972 stuurde hij vijftienduizend van de "militaire adviseurs" Egypte uit. Hij hoopte dat hij zo in een beter blaadje zou komen bij de Verenigde Staten. De Sovjet-Unie was erg ongelukkig met deze situatie en poogde Egypte gedurende 1973 te paaien met ruimere wapenleveranties. Begin 1973 deed Sadat nog een poging via de Amerikanen tot een regeling met Israël te komen. Op 23 februari 1973 zond hij zijn veiligheidsadviseur Hafez Ismael naar Nixon. Ismael had op 24 en 25 februari drie geheime besprekingen met zijn Amerikaanse tegenhanger Henry Kissinger. Die gaf echter aan weinig voor Egypte te kunnen doen tenzij het tot een crisis kwam. Sadat interpreteerde dat als een aanmoediging om de patstelling door een oorlog te doorbreken.

## Aanloop naar de oorlog

### Sadat betrekt Syrië bij zijn plannen

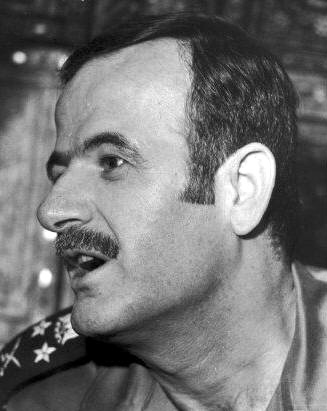
Na zijn machtsgreep in 1970 streefde al-Assad naar een herovering van de Golan

In het voorjaar van 1973 nam Sadat het definitieve besluit tot een aanval. De Egyptische oversteekpoging kreeg de codenaam Operatie Badr (eerder: "Hoge Minaretten"), genoemd naar de Slag bij Badr. Voor het welslagen daarvan was het echter essentieel dat ook Syrië aan de oorlog zou deelnemen; anders zou Israël slechts een kleine dekkingsmacht op de Golan kunnen handhaven en ondertussen alle reserves inzetten voor een offensief tegen Egypte. In april 1973 nodigde Sadat de Syrische president Hafiz al-Assad uit voor een geheime beraadslaging op Borg el Arab ten westen van Alexandrië. Toen Assad het plan van Sadat geopenbaard werd, bleek dat ook Syrië in een vergevorderd stadium was in de voorbereiding van een aanval op Israël. Assad had in 1970 alle macht in zijn land naar zich toegetrokken. Hij was persoonlijk geërgerd door het feit dat in 1967 een dappere verdediging van de Hoogten van Golan uiteindelijk mislukte door een amateuristische bevelvoering. Zijn regime trachtte de diepe etnische en religieuze tegenstellingen te overbruggen door alle Syriërs te verenigen in een poging de "nationale schande" van 1967 uit te wissen door een herovering van de Golan. Er was veel geïnvesteerd in de opbouw van de Syrische strijdmacht. Al-Assad, die officieel een buitenlands beleid voerde dat gericht was op de vernietiging van de Israëlische staat, aanvaardde in het kader van de coalitie met Egypte beperktere oorlogsdoelen: de bevrijding van de in 1967 bezette gebieden, een oplossing voor het Palestijnse vluchtelingenprobleem en een erkenning van een "Palestijnse entiteit".
Beide presidenten besloten hun acties te coördineren in een "opperraad" van hoge Egyptische en Syrische generaals. Dit instituut had echter geen operationeel bevel over hun gezamenlijke strijdkrachten; het was meer een overlegorgaan voor informatie-uitwisseling. In feite hielden beide landen wezenlijke delen van hun strategie voor elkaar verborgen. De Egyptenaren begrepen dat als hun inspanning beperkt zou blijven tot het heroveren van de oostelijke oever van het Suezkanaal, dit voor de Syriërs weinig aanlokkelijks had; Israël zou zijn reserves dan weleens tegen hen kunnen concentreren. Daarom pretendeerden ze dat de oversteekpoging onmiddellijk gevolgd zou worden door een tweede fase, "Operatie Graniet Twee", waarin men door de Sinaï zou oprukken richting Israëlische grens, in ieder geval tot de Mitla- en Gidipassen. In werkelijkheid was men dat niet van plan, tenzij zich uitzonderlijk gunstige omstandigheden zouden voordoen. De Syriërs op hun beurt hadden heimelijk grote twijfel over de uitvoerbaarheid van hun eigen aanval. Hun oorspronkelijke plan had namelijk voorzien in een nachtelijke overval op de parate Israëlische eenheden die direct aan de grens gestationeerd waren. De Egyptenaren gaven echter aan dat ze onmogelijk 's nachts het kanaal konden oversteken. Aldus zelf gedwongen tot een aanval overdag, vreesde het Syrische opperbevel voor zware verliezen. Men besloot de belangrijkste tankreserves alleen in te zetten als op korte termijn een doorbraak gerealiseerd was.
Het Suezkanaal kon alleen overgestoken worden bij een gunstig getij, dat zich slechts op enkele dagen per maand voordeed. Tijdens besprekingen in Alexandrië op 22 en 23 augustus kwam de opperraad tot de conclusie dat de aanval moest plaatsvinden in de periode 7 tot 11 september of 5 tot 10 oktober 1973. De troepen hadden echter minstens vijftien dagen waarschuwingstijd nodig. Sadat en Assad ontmoetten elkaar hierover pas op 28 en 29 augustus. Dit leidde ertoe dat aanval in oktober plaatsvond. Op 3 oktober vloog een Egyptische delegatie naar Damascus en stelde het tijdstip voor een gelijktijdige verrassingsaanval vast op de middag van 6 oktober 1973, 14:00 plaatselijke tijd. In de nacht van 6 op 7 oktober was het volle maan, wat het aanleggen van bruggen over het kanaal zou vergemakkelijken. Die datum had als bijkomend voordeel dat hij samenviel met het joodse Jom Kipoer, de Grote Verzoendag, de heiligste dag in het joodse geloof. Het gehele openbare leven in Israël zou stilliggen en een deel van het leger zou met verlof zijn, zodat het land op zijn kwetsbaarst was. Bovendien was de dag de tiende van de Ramadan, de vastenmaand waarin moslims overdag niet mogen eten of drinken, wat het verrassingseffect zou kunnen vergroten door een schijn van geringere paraatheid. Tijdens het gevecht zouden de troepen vrijgesteld zijn van de vastenplicht.

### Israël laat zich verrassen
Egypte en Syrië gingen er in hun planning officieel van uit dat een Israëlische mobilisatie vier dagen zou duren en dat de voorbereidingen een aanvalspoging minstens drie dagen van tevoren al zouden verraden, maar hun opperbevelen begrepen dat als Israël in feite ook maar één dag de tijd kreeg reserves te mobiliseren voor het begin van het offensief, dit geen schijn van kans meer zou maken. Het was dus noodzakelijk over niet alleen het tijdstip maar ook het feit zelf van de aanval geen enkel concreet vermoeden te laten ontstaan. Op het eerste gezicht leek dit onmogelijk want het offensief was geen strategische verrassing: beide landen waren officieel in staat van oorlog met Israël en de inlichtingendiensten van dat land waren permanent verdacht op aanwijzingen dat de wapenstilstand verbroken zou gaan worden. Daarbij hadden Egypte en Syrië weliswaar grote staande legers maar ook die hadden nog een zekere deelmobilisatie nodig om de aanval uit te kunnen voeren. Daarom werd een ingewikkelde misleidingscampagne in gang gezet, Operatie Sjarara ("vonk") genaamd, teneinde het Israëlische kabinet een onjuist beeld te geven van de risico's op een verrassingsaanval. Al in 1972 had Sadat voorgewend dat het vertrek van de Sovjettroepen het Egyptische leger in een diepe crisis gestort had. De internationale pers kreeg bij bezoeken haveloze soldaten en vervallen barakken te zien, als teken van een gedemoraliseerde strijdmacht. Sadat kondigde in 1973 regelmatig aan dat hij dat jaar zou aanvallen maar dat had hij in 1971 en 1972 ook al gedaan zodat hij in de Arabische wereld noch Israël daarin erg serieus genomen werd. In 1973 speelde een mogelijke dubbelspion, Ashraf Marwan, schoonzoon van Nasser en de assistent van Sadat, de Mossad de correspondentie toe aangaande het Egyptische verzoek om "Scuds" en bommenwerpers aan de Sovjet-Unie. Dat bleek zeer succesvol: de Israëlische regering raakte door de authentieke documenten ervan overtuigd dat men geen aanval te vrezen had zolang Egypte zulke vergeldingswapens miste. Het probleem van de deelmobilisatie werd in Egypte opgelost door een snelle opeenvolging van oproepen van reservisten, in totaal tweeëntwintig voor het begin van de oorlog. De eerste keer dat dit gebeurde, ging het gepaard met een waarschuwing van Marwan dat er een aanval uitgevoerd zou worden op 15 mei 1973. Deze datum viel inderdaad in een periode met gunstige getijdenstromingen voor een oversteek maar was door Syrië afgewezen omdat men meer tanks en luchtafweerraketten wilde aanschaffen. Op 19 april voerde Israël daarom Plan Kachol-Lavan, "Blauw-Wit" uit, de gedeeltelijke mobilisatie van de reserves van het Zuidelijk Commando in de Sinaï. Een oorlog bleef echter uit, ook na een hele reeks andere valse alarmen, en op 12 augustus werden de troepen weer gedemobiliseerd. Het ministerie van financiën protesteerde hevig tegen de gemaakte kosten van 45 miljoen dollar en het kabinet raakte hierdoor onwillig opnieuw te mobiliseren. Syrië deed iets gelijksoortigs door regelmatig troepen te activeren na "slagdagen" waarop Israël even felle artillerieduels uitvocht aan de wapenstilstandslinie waarna het weer rustig werd. Egypte zond op 4 oktober twintigduizend man op verlof 'voor de Ramadan' maar ook dat was slechts misleiding. Op 1 oktober was oefening Tahrir 41, "bevrijding", in gang gezet, in feite de directe concentratiefase voor Operatie Badr. De legercommandanten kregen het nieuws daarvan pas toen te horen, de meeste hoge officieren in de dagen daarna, de soldaten enkele uren of soms minuten voor de aanval.

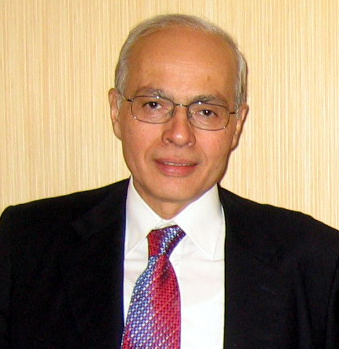
De spion Ashraf Marwan op latere leeftijd; hij werd op 27 juni 2007 door onbekenden uit het raam van zijn Londense appartement geworpen

Desalniettemin kreeg Israël uit verschillende bronnen waarschuwingen over de aanval. De Jordaanse koning Hoessein had Sadat en al-Assad op 13 september in Egypte ontmoet. Egypte en Syrië poogden betere banden met Jordanië aan te gaan, in de hoop dat dit land hulp zou bieden tijdens de oorlog. Hoewel hij niet bij de plannen betrokken werd, leerde Hoessein al snel via een spion bij het Syrische hoofdkwartier dat er een aanval op de Golan op handen was. In 1970 had hij door Israëlische steun een inval van Syrië weten af te slaan en hij besloot een wederdienst te verlenen, ondanks een Israëlische afwijzing in maart 1972 van een Jordaans plan om een federatie met de Westelijke Jordaanoever aan te gaan in ruil voor erkenning van Israël. Op 25 september vloog hij in het geheim naar de "Midrasja", het hoofdkwartier van de Mossad in Tel Aviv, waar hij Golda Meïr inlichtte. Die vroeg hem echter of Syrië zo'n aanval zou aandurven zonder een gelijktijdig offensief van Egypte. Toen de koning stelde dat dit zeer onwaarschijnlijk was, trok zij na overleg met Mosjee Dajan de foute conclusie dat het dus zo'n vaart niet zou lopen.

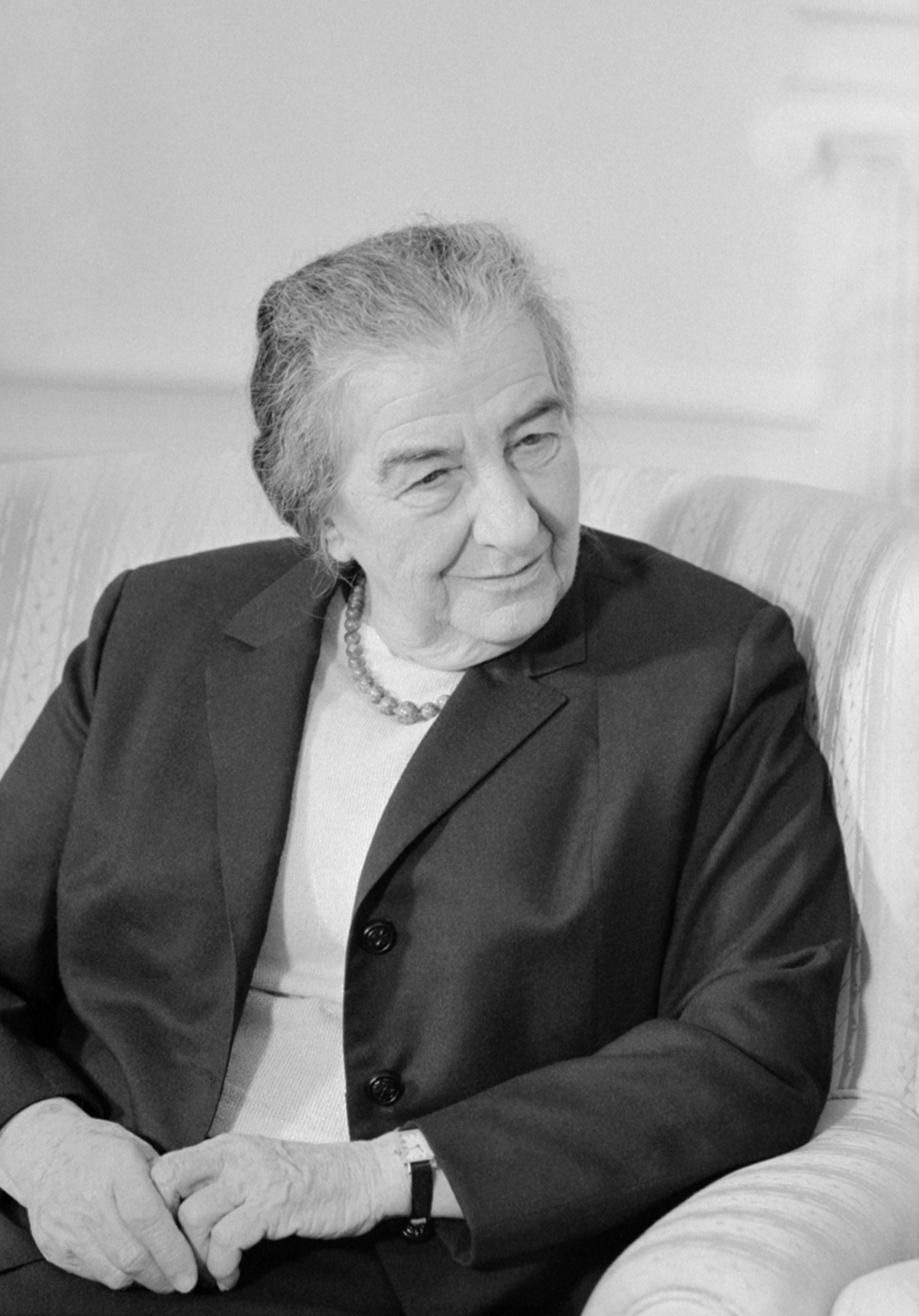
Golda Meïr was zowel in de aanloop naar de oorlog als tijdens de strijd zelf depressief en passief

Op 3 oktober deed zich het ernstigste veiligheidslek voor. Sadat had de Sovjet-Unie, de bondgenoot van Egypte en Syrië, niet in een vroeg stadium willen informeren omdat de nieuwe Sovjetleider Leonid Brezjnev streefde naar een detente met de Verenigde Staten en er dus geen behoefte aan had dat zijn cliëntstaten Israël zouden aanvallen. Sadat besefte echter dat er uiteindelijk wel een waarschuwing vooraf moest komen, wilde hij tijdens de oorlog nog kunnen rekenen op leveringen van materieel, munitie en essentiële reserveonderdelen. Op de woensdag voorafgaande aan de aanval lichtte hij daarom de Sovjetambassadeur in Caïro, Wladimir Binogradov, in. Die had echter instructies om te voorkomen dat de Sovjet-Unie direct bij een oorlog betrokken zou raken en evacueerde op 4 oktober enkele honderden militaire adviseurs, die nieuwe wapenzendingen begeleid hadden, per vrachtvliegtuig. Sovjetschepen in Alexandrië kozen alle overhaast zee. De Israëlische militaire inlichtingendiensten zagen dit als een zeker teken dat een oorlog onmiddellijk aanstaande was en sloegen alarm. De volgende ochtend, op 5 oktober, opende Meïr om 11.30 uur een zitting van het zes leden tellende kernkabinet om de situatie te bespreken. Tijdens de vergadering concludeerde de directeur van de Militaire Inlichtingendienst, Eli Zeira, dat de aanwijzingen nog onvoldoende duidelijk waren. Het opperbevel was het hiermee eens. Men zag af van een mobilisatie. Achteraf is deze cruciale beslissing sterk bekritiseerd. Ze wordt begrijpelijker vanuit Israëls algemene instelling. In Israël heerste na de overwinning van de Zesdaagse Oorlog een superioriteitsgevoel. Men geloofde dat de Arabische landen geen grootscheepse aanval op Israël meer zouden aandurven. Als ze het toch zouden wagen, zo meende men, zou het superieure Israëlische leger korte metten met ze maken. Daarbij voelde men ook geen urgentie om te mobiliseren omdat volgens de Israëlische operationele plannen de parate troepen en de luchtmacht afdoende waren om een aanval te stoppen. Hierbij zouden zware verliezen worden toegebracht wat weer gunstige omstandigheden zou scheppen voor een tegenoffensief, de hoofdfunctie van de reserves. Men wilde daarbij zelf het Suezkanaal oversteken en Egypte een beslissende nederlaag toebrengen. Het traditionele uitgangspunt van de Israëlische defensiepolitiek was dat een oorlog moest eindigen in een totale overwinning. Dat deze strategie zou werken, leek bevestigd te worden door een groot Kriegsspiel in augustus 1972, waarin na een waarschuwingstijd van twee dagen, de gevormde Egyptische bruggenhoofden door de parate troepen alleen binnen twee dagen werden vernietigd, waarna op de derde dag de reserves het kanaal succesvol overschreden.
In de loop van 5 oktober werden de indicaties voor een aanval steeds sterker. Het Egyptische en Syrische leger begonnen zichtbaar in volle slagorde naar de wapenstilstandslijnen op te rukken. In de ochtend had het opperbevel reeds de alarmfase Gimel ingesteld, waarbij verloven werden ingetrokken en parate troepen in hun geplande reserveposities opgesteld. De 7e Pantserbrigade, de elite-eenheid van de landmacht, was al van eind september af geleidelijk de hoogvlakte van Golan opgebracht. Reservepiloten werden opgeroepen. De Israëlische reactie was desalniettemin dermate beperkt dat de Egyptische inlichtingendiensten het verdacht vonden. Men vreesde een valstrik. Marwan meldde in de avond, in Londen, dat de volgende dag de aanval was, zij het met een foutief tijdstip van 18:00. Hij probeerde uit te vissen waarom Israël nog niet gemobiliseerd had. Ook Zeira concludeerde nu dat de oorlog op uitbreken stond. Vanaf vier uur 's nachts, 6 oktober, vergaderde de Israëlische legertop opnieuw. Het was nu geen vraag meer óf er gemobiliseerd moest worden maar in welke mate. Dajan en de opperbevelhebber luitenant-generaal David Elazar hielden een urenlange discussie of men twee divisies moest oproepen of de vier die Elazar meende nodig te hebben voor een onmiddellijk tegenoffensief. Meïr voegde zich om 08.05 uur bij de vergadering en besliste om 08.30 uur in het voordeel van Elazar. Om 10.00 uur kwam de mobilisatie op gang, van 100.000 tot 120.000 man. Om 13.00 uur beval Elazar eigenmachtig een totale mobilisatie van 200.000 man. De Israëlische luchtmacht was er in de planning voor een oorlog van uitgegaan dat men een waarschuwingstijd zou hebben van minstens 48 uur. Die periode wilde men gebruiken om de vijandelijke luchtafweergordels aan te tasten en zoveel mogelijk Arabische luchtbases uit te schakelen. In de ochtend van 6 oktober stond men klaar om dergelijke preventieve aanvallen uit te voeren volgens het plan Negiha maar ze werden rond 09.20 uur door het kabinet afgelast. Er was geen tijd meer het programma geheel uit te voeren en de vliegtuigen leken weldra nodig te zijn voor directe ondersteuning van de grondtroepen volgens plan Skrita, "kras". Daarbij vreesde men, later bevestigd door een haastige boodschap van Kissinger, dat de Amerikanen geen steun zouden verlenen als Israël als eerste toesloeg.

## Krachtsverhoudingen

### Israël

#### Luchtmacht

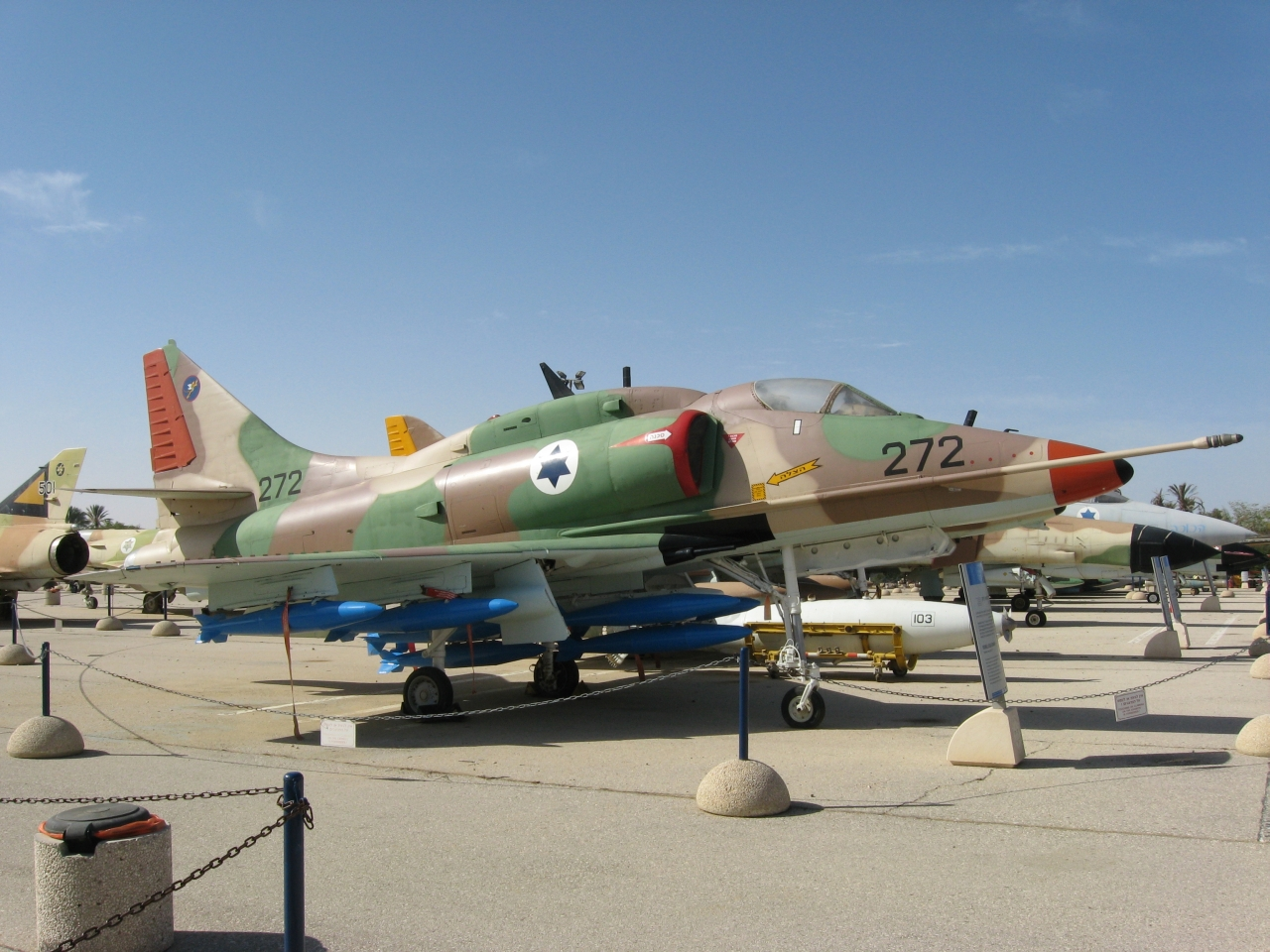
De Skyhawk was het werkpaard van de Israëlische luchtmacht

De operationele plannen van Israël vertrouwden in hoge mate op de slagkracht van de Israëlische luchtmacht, waaraan de helft van het defensiebudget besteed werd. Men ging ervan uit dat die de heerschappij in de lucht zou bezitten en dat dit het leger zou beschermen tegen aanvallen van de Arabische luchtmachten en ondersteunen door verwoestende bombardementen op de vijandelijke legers. Deze verwachting was gebaseerd op de superieure training van de Israëlische piloten en de kwalitatieve voorsprong van het materieel die in de jaren voor de oorlog nog vergroot was door Amerikaanse leveranties. Israël bezat ongeveer 560 vliegtuigen waaronder zo'n 360 jachtbommenwerpers. Daarvan waren 127 van het Amerikaanse type McDonnell Douglas F-4 Phantom II, geleverd sinds 1970, een middelzware jachtbommenwerper. Het vliegtuig was krachtig genoeg om een groot aantal lucht-luchtraketten mee te voeren en kon daarmee op moderne wijze het luchtruim beheersen. Daarnaast kon het over lange afstand een grote bommenlast dragen en was zo uitstekend in staat vliegvelden uit te schakelen. De Arabische luchtmachten beschikten niet over een toestel met vergelijkbare capaciteiten. Israël had ook behoefte aan een relatief goedkope lichte tactische bommenwerper voor de directe ondersteuning van de troepen aan het front. Die rol werd vervuld door de Amerikaanse A-4 Skyhawk waarvan men er ruim 160 bezat, geleverd sinds 1968. Het was het meest voorkomende vliegtuig in de Israëlische luchtmacht.

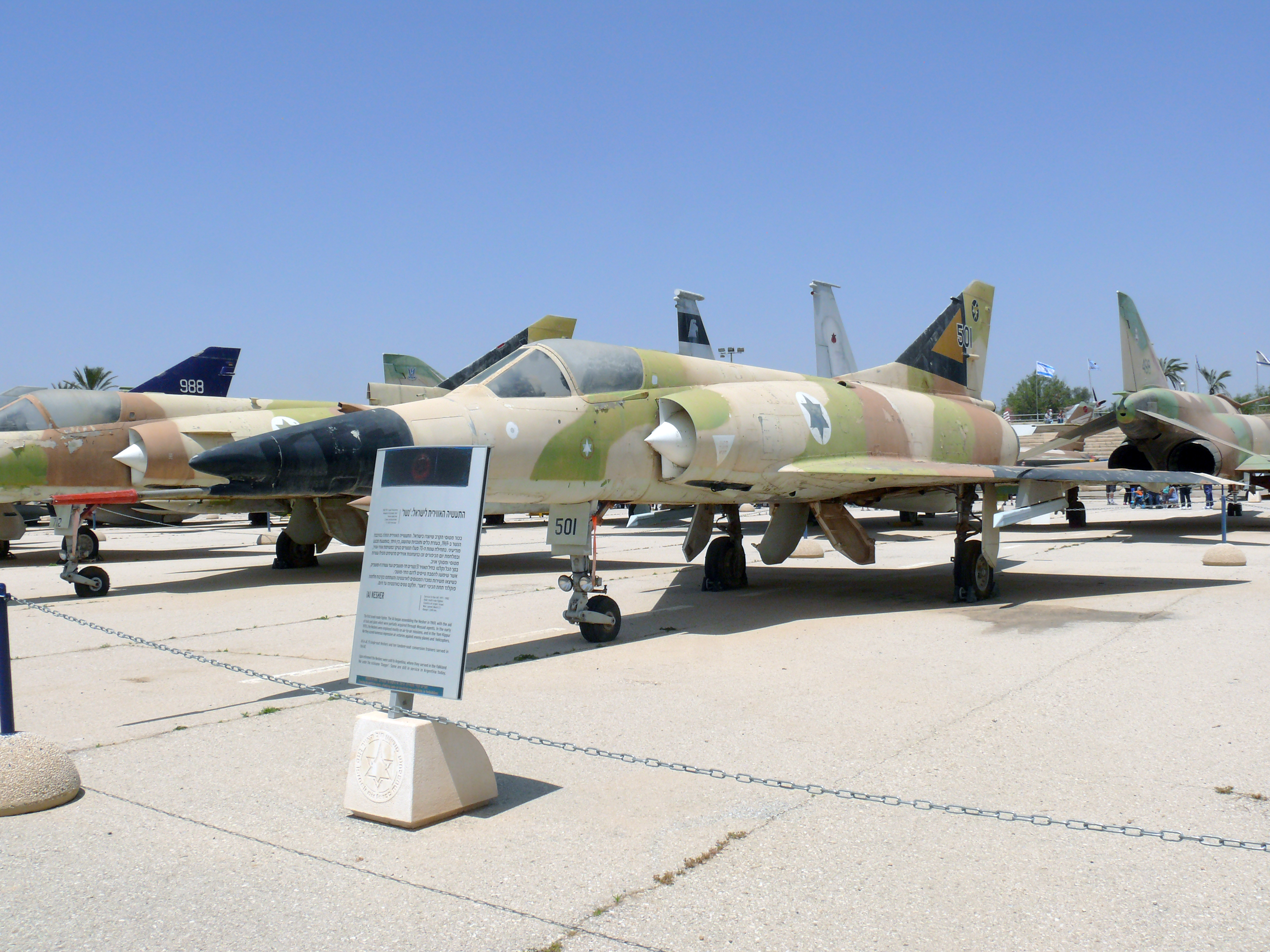
De Nesjer of "Gier" was een snelle onderscheppingsjager

Raketten hadden in die tijd een beperkte bruikbaarheid en Israël had daarom een gespecialiseerde luchtoverwichtsjager nodig die desnoods met kanonvuur een klassieke dogfight in zijn voordeel kon beslechten. De Phantom II was daarvoor wat te log en de Skyhawk te traag. Voor deze functie bezat men nog veertig toestellen van het Franse type Dassault Mirage III. Om verliezen te compenseren had Israël in 1966 vijftig toestellen besteld en betaald van een vereenvoudigde versie, de Dassault Mirage 5. Een Frans wapenembargo, als straf voor het opblazen van dertien passagiersvliegtuigen op de luchthaven van Beiroet, voorkwam daarvan de officiële levering. Onder sterke Amerikaanse druk echter werden in het geheim van 1971 af alsnog vijftig exemplaren in kratten naar Israël verscheept en onder Amerikaanse leiding aldaar geassembleerd. Het verrassende verschijnen van dit type in het Israëlische luchtruim werd verklaard met het verhaal dat men door spionage de blauwdrukken had verworven en een eigen productielijn had opgezet. In mei 1971 was het eerste exemplaar klaar van wat eerst de Raam genoemd werd en daarna de Nesjer. In oktober 1973 was er een veertigtal van beschikbaar. De meeste andere Franse typen in Israëlische dienst werden toen niet meer als gevechtstoestel gebruikt: de Dassault MD.450 Ouragan was in januari 1973 geheel uitgefaseerd, de Sud Aviation Vautour II al in 1972, de Dassault Mystère IV in maart 1972 en de Fouga Magister functioneerde nog slechts als straaltrainer. Wel waren er nog twee dozijn toestellen als lichte tactische bommenwerper in gebruik van het type Dassault Super Mystère B.2, omgebouwd tot de Sa'ar versie. De vloot aan jachtbommenwerpers was zo tussen 1967 en 1973 niet alleen bijna in omvang verdubbeld maar ook sterk gemoderniseerd. De operationele sterkte, de feitelijk bij eenheden ingedeelde toestellen, lag wat lager dan 360, op 309.
Israël had verschillende lanceerinstallaties voor de HAWK luchtdoelraket. De meeste daarvan beschermden de kerncentrale te Dimona maar twee batterijen waren opgesteld in de Sinaï en twee in Galilea.

#### Landmacht

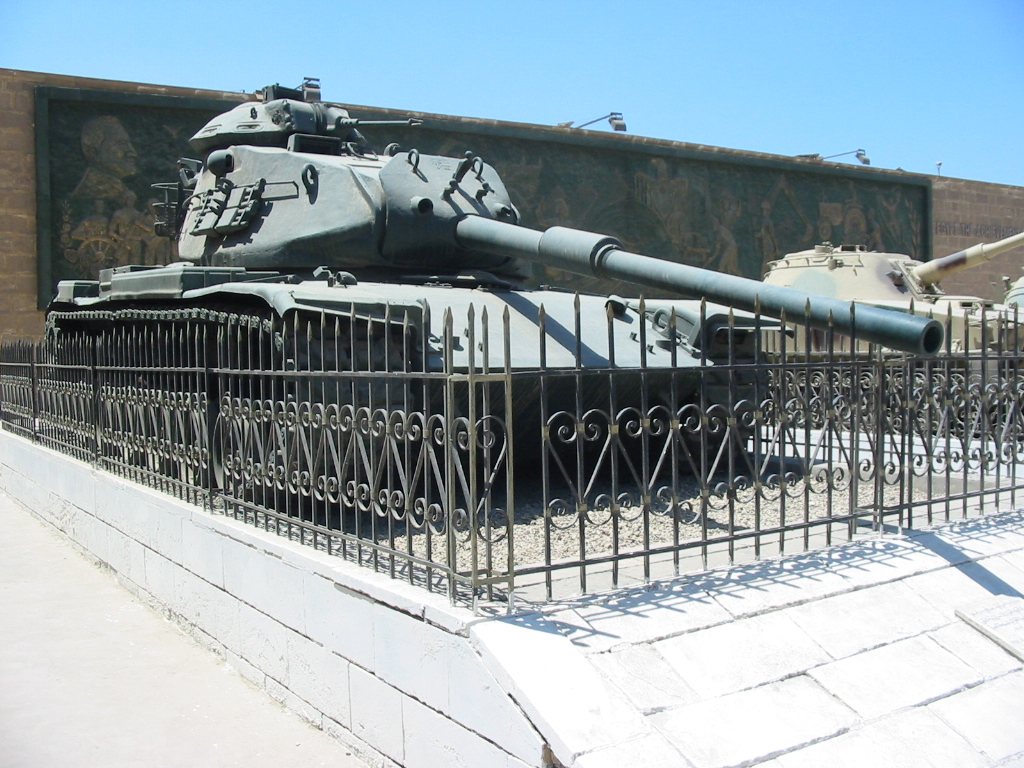
De M60A1 was de modernste tank in Israëlische dienst en de zwaarst gepantserde die aan beide zijden ingezet zou worden

De landmacht van Israël was sterk gemechaniseerd, met een groot aantal tanks. Net zoals de jachtbommenwerpers waren die na de junioorlog bijna in aantal verdubbeld. Ook bij deze wapens had Israël een modernisering nagestreefd maar was daarin maar ten dele geslaagd. Voor de oorlog had Israël met Frankrijk afspraken gemaakt over de bouw en aanschaf van de AMX 30, een snelle moderne middelzware tank, die zeer geschikt was voor de Israëlische tactiek van de bewegingsoorlog. Van het Verenigd Koninkrijk hoopte men daarnaast de duurdere Chieftain te betrekken, een zwaar gepantserde en bewapende tank, waarvan vast twee exemplaren beproefd werden. Het type zou vooral nuttig zijn voor een eerste verdedigende fase door de parate troepen. Zowel de Fransen als de Britten waren na 1967 echter niet meer bereid de modernste tanks te leveren. Israël wendde zich hierop tot de Verenigde Staten. Dat land was niet in staat grote aantallen nieuwe tanks te verschaffen: het wilde de tankproductie wegens de hoge kosten van de Vietnamoorlog niet verhogen boven de 360 per jaar die sinds 1962 de norm was en had die voertuigen grotendeels zelf nodig om een minimale modernisering van de tankeenheden bestemd voor Centraal-Europa te garanderen. Zelfs oudere tanks wilde men, ondanks Israëlische verzoeken daartoe in vrijwel ieder diplomatiek contact, liever niet kwijt om de oorlogsvoorraden niet gevaarlijk te verminderen. Sommige oudere boeken schatten de aantallen Amerikaanse tanks in Israëlische dienst ten tijde van de Jom Kipoeroorlog op elfhonderd: ongeveer achthonderd M48 Pattons en driehonderd M60 Pattons van verschillende versies. In feite was het aantal M48s maar gestegen van 225 tot 445 en waren er honderd M60s van de oorspronkelijke versie ontvangen; Amerika had in 1971 slechts vijftig echt nieuwe tanks geleverd van de M60A1-versie. Wel was bij alle M48s het 90mm-kanon vervangen door een Brits 105mm-kanon.

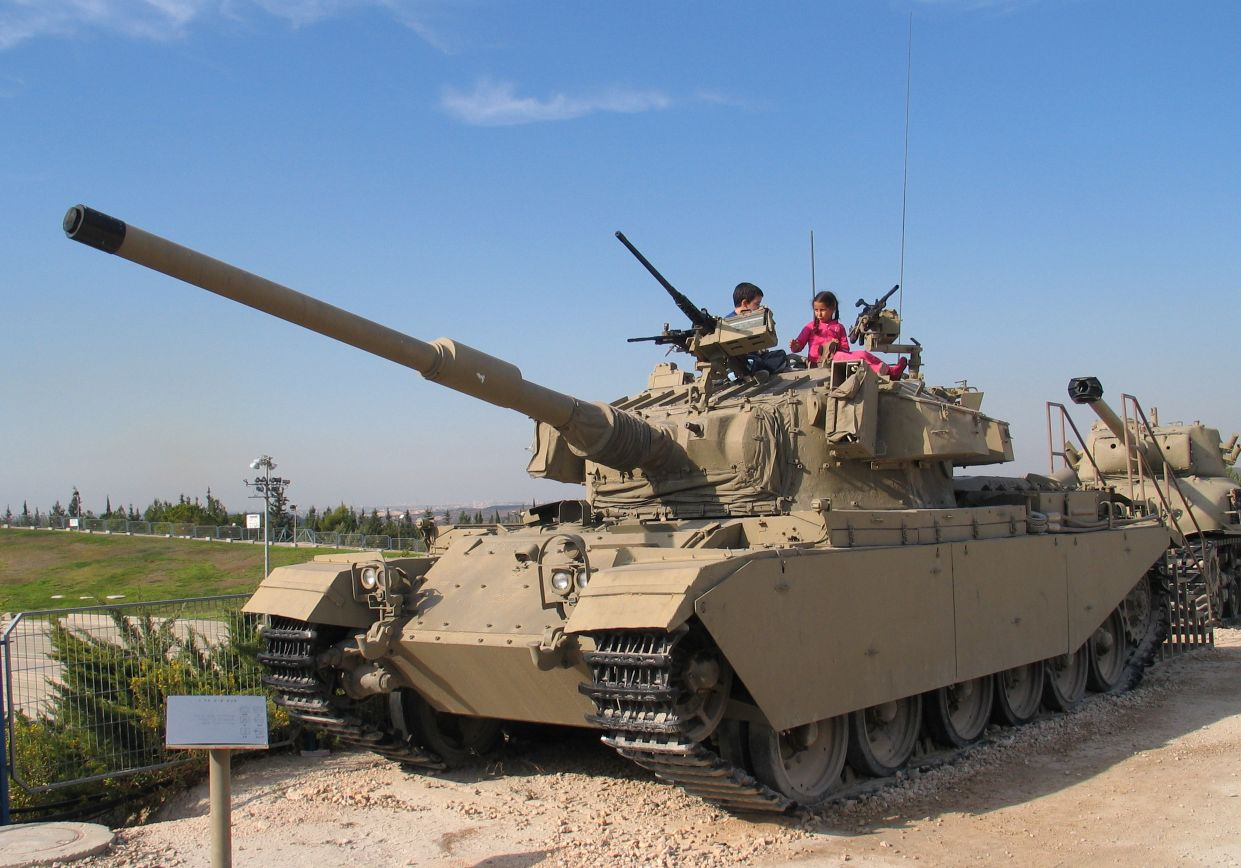
De Centurion was in Israël de meest gebruikte tank, die op alle fronten ingezet werd

Zoals vaker deed Amerika een beroep op zijn bondgenoten om Israël ter compensatie materieel van mindere kwaliteit te leveren. De Britten verdubbelden tot 1973 hun leveranties van de Centurion. In 1971 begon Nederland Centurions uit te faseren voor de Leopard 1; deze tanks waren indertijd geleased door de Amerikanen en dus hun eigendom. Ze bepaalden dat 222 overtollige voertuigen naar Israël verscheept werden. Samen met wat op Jordanië buitgemaakte Centurions bracht dit het totaal op 1023. Daarvan waren er 709 omgebouwd tot de Sho't-versie, voorzien van een nieuwe Continental-dieselmotor en zwaardere pantsering. Een laatste bron van nieuwe tanks was de buit uit 1967. Toen waren zo'n driehonderd T-54/T-55s in Israëlische handen gevallen. Die werden omgebouwd tot wat men de Tiran noemde, ze aanpassend aan de Israëlische behoeften door er een 105mm-kanon in te bouwen, zodat ze de standaardmunitie konden verschieten. In oktober 1973 waren 146 Tirans in de legerorganisatie opgenomen. De instroom van nieuwe tanks was niet voldoende om alle verouderde typen te vervangen. Nog 374 M4 Shermans uit de Tweede Wereldoorlog bleven in dienst, de meeste van het M51 "Isherman"-type, verbeterd met een Frans 105mm-kanon, sommige van de M50 "Super Sherman"-versie met een 75mm-kanon. Dit bracht het totaal aan tanks in de organisatie op 2138.

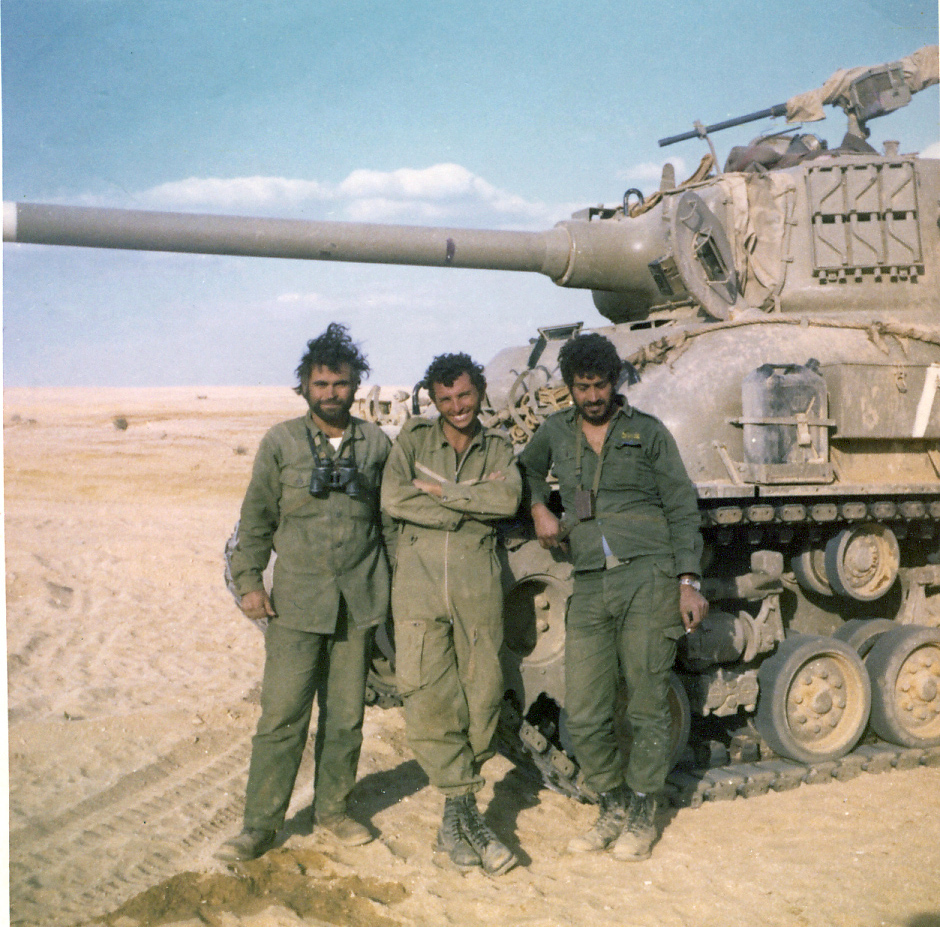
Anders dan verwacht zouden oudere reservisten met hun oude "Ishermans" in de oorlog een belangrijke rol spelen

Israël beschikte op 6 oktober 1973 over veertien pantserbrigades en vier gemechaniseerde brigades. Tussen 1967 en 1973 was de gevechtsdoctrine wat veranderd: er werd meer de klemtoon gelegd op het "verbonden wapenen"-gevecht, een nauwe samenwerking tussen tanks en infanterie in plaats van het op eigen houtje opereren van de tanks alleen. In principe beschikte een pantserbrigade daartoe over een gemechaniseerd infanteriebataljon met twee organieke tankcompagnies. De feitelijke sterkte van een pantserbrigade varieerde sterk. In theorie zou die moeten beschikken over drie tankbataljons van zevenenveertig tanks plus tweeëntwintig tanks in het infanteriebataljon voor een totaal van 163. Dit zou echter 2282 tanks gevergd hebben, meer dan de hele voorraad, nog afgezien van noodzaak ongeveer een derde daarvan als materieelreserve achter te houden. De typische organisatie van een brigade bestond daarom uit twee tankbataljons van drieëndertig tanks plus twintig tanks in het infanteriebataljon wat de sterkte op zesentachtig bracht. Er waren echter uitschieters naar boven toe. De brigades werden gecombineerd in zeven Ugdot. Iedere Ugda was een divisiehoofdkwartier dat het bevel kon voeren over een wisselend aantal kleinere eenheden. De Ugdot werden verdeeld over de slagvelden: het Noordelijk Commando op de Golan, het Centrale Commando aan de Jordaan en het Zuidelijk Commando in de Sinaï. Meer dan in 1967 was de toedeling van eenheden vanwege de toegenomen afstanden al van tevoren vastgelegd. Door de slechte transportverbindingen zou het Israël lastig vallen met de troepen tussen de fronten te schuiven en zo was reeds bepaald dat het Zuidelijk Commando drie divisies zou tellen, het Noordelijk Commando twee en het Centraal Commando een. Het materieel van de reserve-eenheden was al gedeeltelijk op hun bestemming aanwezig. Om de logistiek te vergemakkelijken concentreerde men tanktypen zoveel mogelijk bij een bepaald front. Zo waren moderne Amerikaanse tanks alleen in de Sinaï aanwezig. De oude M51 Ishermans waren geconcentreerd in de gemechaniseerde brigades, in feite een soort gemankeerde pantserbrigades met maar één tankbataljon. Drie daarvan waren toegevoegd aan het Centraal Commando omdat men de dreiging vanuit Jordanië gering achtte. Men had voor 1974 de oprichting voorzien van een zevende divisie, de 440e Ugda. Wegens de deelmobilisaties in Egypte werd dit vervroegd tot mei 1973. Deze divisie fungeerde als hoofdkwartierreserve maar stelde voorlopig weinig voor: zij omvatte voornamelijk slechts de 11e Gemechaniseerde brigade met Ishermans.
Deze al complexe slagorde van het Israëlische leger zou tijdens de oorlog nog ingewikkelder worden doordat vanwege het chaotische gevechtsverloop eenheden opgericht, opgeheven, samengevoegd en bij andere commando's ondergebracht zouden worden. Het is bijzonder lastig om dit proces in oudere boeken te volgen daar die om redenen van geheimhouding een veranderde of geheel foute nummering vermelden. De bekende historicus Chaim Herzog bijvoorbeeld zette er vaak een cijfer voor of liet er een wegvallen.
Wegens de nauwere samenwerking met de tanks moest ook de infanterie mechaniseren. De VS leverden echter slechts 448 moderne M113's, wat Israël dwong zo'n 3.500 M3 Half-Tracks als pantserinfanterievoertuig in te zetten. Lang niet alle infanterie werkte direct met tanks samen: er was een dozijn infanteriebrigades of parachutistenbrigades, vaak reserve-eenheden die bij een mobilisatie een belangrijk deel van groei van de strijdmacht zouden vertegenwoordigen waarvan de sterkte van 75 000 tot 350 000 man zou toenemen. Bij de artillerie was het aantal gemechaniseerde vuurmonden toegenomen maar het merendeel van het geschut was nog getrokken. In de Israëlische gevechtsdoctrine speelde artillerie maar een beperkte rol; tijdens de oorlog zouden zo'n tachtigduizend granaten worden verschoten.

### Egypte

#### Luchtmacht en luchtverdediging

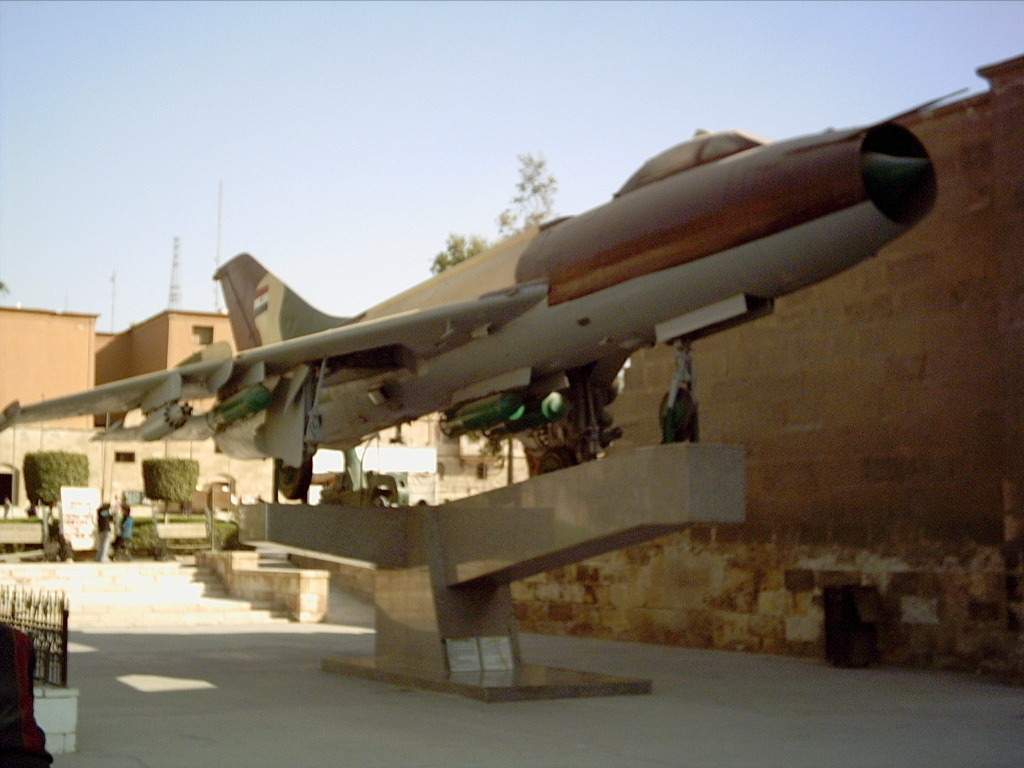
Een Egyptische Soe-7

De Egyptische luchtmacht beschikte op 6 oktober 1973 over ongeveer 540 jachtbommenwerpers, alle van Sovjetmakelij. De belangrijkste daarvan waren 220 MiG-21's, waarvan de hoofdtaak was het luchtoverwicht te bevechten op de Israëlische jagers. Als lichte tactische bommenwerper voor de directe steun aan de grondtroepen werd de MiG-17 ingezet waarvan er zo'n tweehonderd beschikbaar waren. Voor wat diepere penetraties konden 120 Soechoj Soe-7's worden uitgezonden. De totale operationele sterkte was 490. Naast de jachtbommenwerpers had Egypte ook bommenwerpers in enge zin: er waren achttien zware Toepolev Tu-16's beschikbaar en tien middelzware Iljoesjin Il-28's. Beide typen waren straalvliegtuigen. De luchtmacht stond onder bevel van vicemaarschalk Hosni Moebarak, de latere president van het land. De inzetbaarheid van de vliegtuigen was vrij laag, rond de 65%.

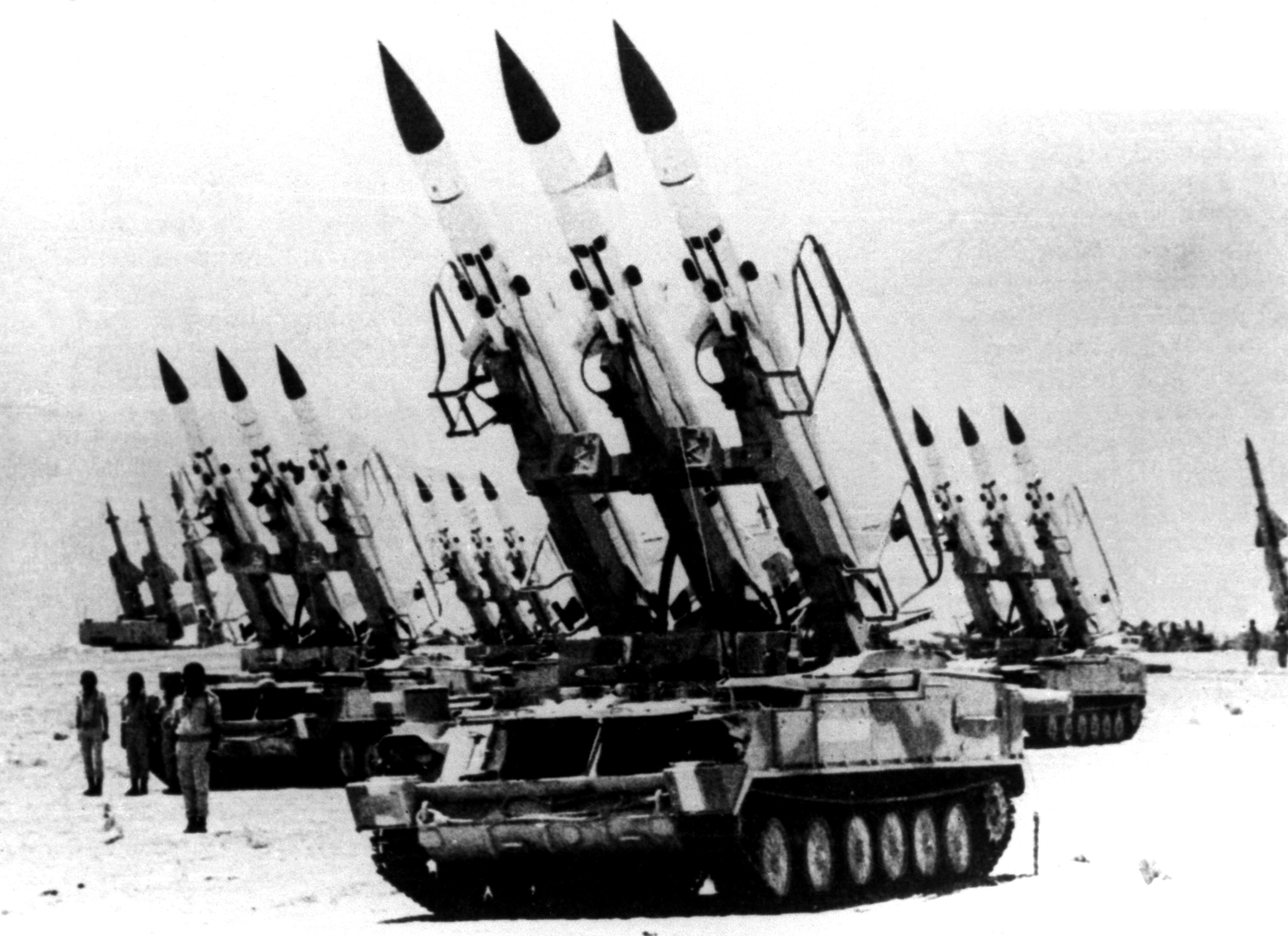
De mobiele SAM-6-luchtdoelraket

Een apart wapen vormde de luchtverdediging onder luitenant-generaal Mohamed Ali Fahmi. Ten westen van het Suezkanaal was een luchtverdedigingsgordel aangelegd met veertig batterijen S-75 Dvina, "SAM-2", luchtdoelraketten, vijfentachtig batterijen S-125 Newa, "SAM-3", raketten en veertig mobiele batterijen 2K12 Kubs, "SAM-6s". De SAM-2s waren bedoeld om doelen op grote hoogte neer te halen, de SAM-3 en SAM-6 konden ook laagvliegende toestellen treffen.

#### Landmacht
Als volkrijk land had Egypte vijf parate infanteriedivisies met ieder drie brigades waarvan er meestal één gemechaniseerd was en een organiek tankbataljon had. Deze troepen werden in het gevecht typisch versterkt met externe pantserbrigades. Voor dat doel waren twee onafhankelijke pantserbrigades beschikbaar en werden verder brigades gedetacheerd vanuit de vijf grote pantsereenheden: drie gemechaniseerde divisies en twee pantserdivisies. In totaal waren er negentien infanteriebrigades, tien pantserbrigades en acht gemechaniseerde brigades paraat. De pantsereenheden waren alle voorzien van moderne Sovjettanks. De standaardtank was de T-54/55, waarvan er ongeveer 1350 beschikbaar waren. Ten dele waren dit tweedehandsvoertuigen uit het Warschaupact. Twee elite-eenheden, de 15e en 25e Pantserbrigade, waren uitgerust met de modernere T-62 waarvan er 580 gekocht waren maar waarvan de levering na juli 1972 tijdelijk opgeschort was. De T-62 droeg een 115mm-gladdeloopskanon, het krachtigste wapen van enige tank in het conflict. De sovjettanks waren niet erg geschikt voor de rol die ze in de Egyptische strategie moesten spelen: het afslaan van een Israëlisch tegenoffensief. Ze hadden namelijk een lage vuursnelheid en misten een afstandsmeter. Om dit te compenseren waren de infanterie-eenheden voorzien van een ruime hoeveelheid antitankwapens, variërend van ouderwetse antitankkanonnen, terugstootloze kanonnen en raketwerpers tot moderne geleide antitankraketten. De infanterie was voor een belangrijk deel technisch gemechaniseerd in de zin dat men over pantservoertuigen beschikte. Sommige eenheden waren daarbij uitgerust met een geheel nieuw wapentype, het infanteriegevechtsvoertuig met krachtige bewapening, in de vorm van de BMP-1 waarvan er zo'n 250 door de Sovjet-Unie geleverd waren. De artillerie beschikte, mortieren niet meegerekend, over ongeveer 2500 stukken geschut, alle getrokken.
De divisies waren samengevoegd tot legers. Het Tweede Veldleger lag aan de noordelijke sector van het Suezkanaal, het Derde Veldleger aan de zuidelijke sector. Daarnaast was er een kleine hoofdkwartierreserve. Er was ook een Eerste Veldleger met reserve-eenheden van lage kwaliteit. In principe had Egypte een groot aantal getrainde reservisten, wat de potentiële sterkte op ongeveer 1,2 miljoen man bracht. Ruwweg een kwart daarvan was in oktober 1973 in actieve dienst. Zo'n vierhonderd verouderde T-34-85 tanks waren beschikbaar. Die worden soms bij de Egyptische tanksterkte gerekend maar zouden nauwelijks worden ingezet.

### Syrië

#### Luchtmacht en luchtverdediging
De Syrische luchtmacht was wat kleiner dan de Egyptische en beschikte over ongeveer 310 jachtbommenwerpers: tweehonderd MiG-21's, tachtig MiG-17s en dertig Soechoi Soe-7s. De operationele sterkte was 265. Ook Syrië had een luchtafweergordel van zesendertig batterijen luchtdoelraketten. Een voorstel van generaal-majoor Israel Tal, de onderbevelhebber van de krijgsmacht, om de lanceerinstallaties in de zomer van 1973, toen ze grotendeels werden opgebouwd, preventief te vernietigen was afgewezen wat als gevolg had dat de gordel, hoewel minder dicht dan de Egyptische, een lastig obstakel voor de Israëlische luchtmacht zou blijken.

#### Landmacht

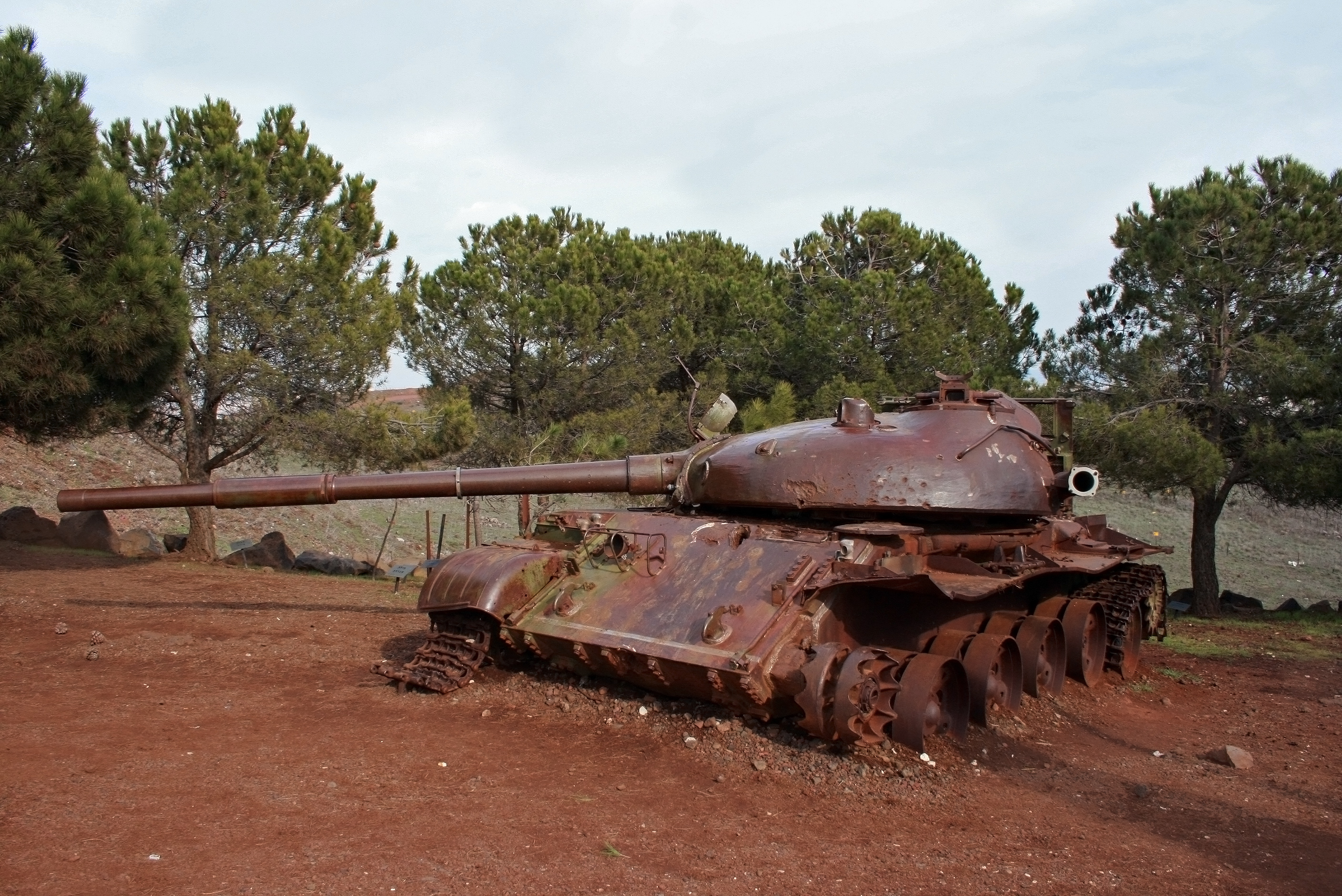
Een Syrische T-62 als wrak in de noordelijke Golan

De Syrische landmacht was tussen 1970 en 1973 sterk gemoderniseerd en uitgebreid. Een grote verbetering in de professionaliteit maakte het mogelijk dat grotere eenheden in de vorm van divisies werden opgericht. Aan het front lagen drie infanteriedivisies, ieder met een organiek bataljon van dertig tanks in de drie infanteriebrigades en versterkt door een pantserbrigade van negentig tanks. De tankreserve werd gevormd door twee pantserdivisies en twee onafhankelijke pantserbrigades. Daarnaast was er nog de Presidentiële Garde, ook een pantserbrigade, die diende om de veiligheid van het regime te waarborgen. Het aantal moderne tanks was aanzienlijk toegenomen. Als standaardtank werd de T-54/55 gebruikt waarvan er ongeveer 875 beschikbaar waren. Elite-eenheden, waaronder de Presidentiële Garde, beschikten over de T-62 die in een aantal van vijfhonderd in de legerorganisatie aanwezig was. Door de mechanische onbetrouwbaarheid van de Sovjettanks was een materieelreserve van 50% nodig om de gevechtssterkte op peil te houden. Dit zou ongeveer tweeduizend moderne tanks gevergd hebben zodat men daaraan een zeshonderd tekortkwam. Dit probleem werd opgelost door deze tanks bij de belangrijkst geachte eenheden, de eigenlijke pantserbrigades, te concentreren terwijl de infanterie-eenheden het voorlopig met minder moesten doen. De Negende Infanteriedivisie was hierdoor maar op de helft van haar nominale tanksterkte. De tekorten werden ten dele aangevuld door het inzetten van tweehonderd verouderde T-34-85s. Nog eens tweehonderd van deze tanks waren in statische posities ingegraven in de diepe verdedigingsgordels die tussen de Golan en Damascus lagen. Ook was er nog een zwaar tankbataljon met een dertigtal oude IS-3's. De artillerie beschikte aan de Golan over een duizendtal vuurmonden, alle getrokken, en verder over achthonderd eenheden raketartillerie.
Verschillende Arabische landen hadden in september 1973 troepen toegezegd. Marokko was op 6 oktober als enige werkelijk aan het front aanwezig: een infanteriebrigade, versterkt met een bataljon T-55s, lag op de zuidelijke hellingen en de top van de Hermonberg. Zij was onder het bevel gesteld van de Syrische 7e Infanteriedivisie.

## Gevechtshandelingen

### 6 Oktober

#### Sinaï

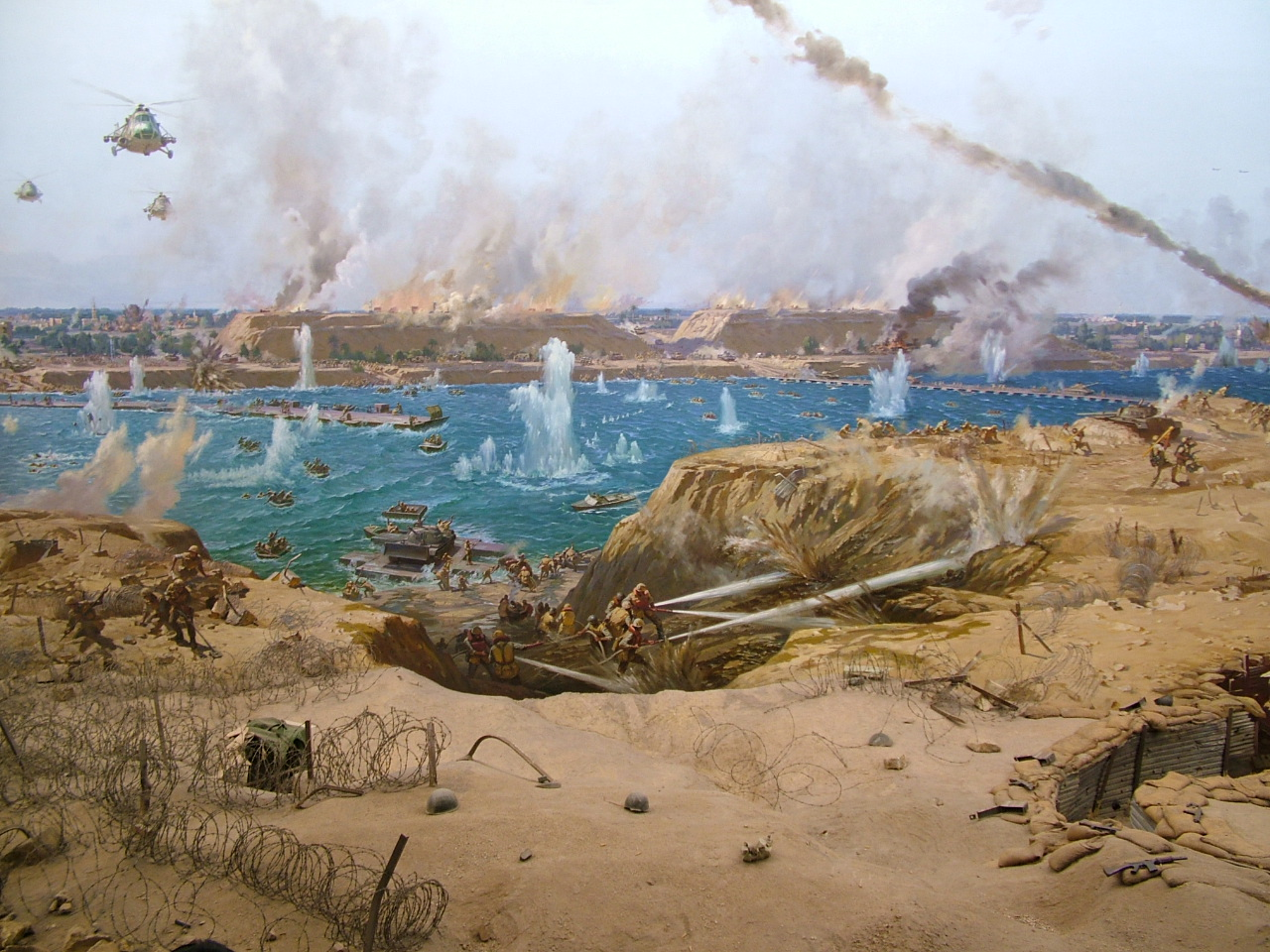
Een dramatisch Egyptisch diorama dat de belangrijkste elementen van de overtocht verbeeldt

De Israëlische positie aan het Suezkanaal was erg kwetsbaar, een gevolg van een gebrekkige verdedigingsstrategie. De diepere oorzaak hiervan lag in de behoefte tijdens de Uitputtingsoorlog om Egyptische infiltraties door commando-eenheden te voorkomen. Daartoe werden groepen kazematten, Moazim, aan het kanaal geplaatst, samen de zogenaamde Bar-Lev-Linie vormend. Om die ondoordringbaar te maken voor artilleriebombardementen waren ze tegen hoge kosten aanzienlijk versterkt. Op zich was het Suezkanaal, indertijd tot 230 meter breed, een zeer nuttig obstakel om een vijandelijke opmars te helpen stuiten. Volgens de moderne gevechtsdoctrine moet een hoofdweerstandslijn echter niet direct aan zo'n obstakel worden aangelegd daar de vijand dan die lijn ongehinderd in volle sterkte kan naderen. De voorste vuurposities moeten op enige afstand van een kanaal worden ingericht, zodat overstekende vijandelijke troepen geleidelijk door langeafstandswapens kunnen worden vernietigd, terwijl ze hun eenheden proberen op te bouwen voor een aanval. Het grote bereik van zulke wapens maakt het ook overbodig om een continue lijn in te richten. Ze worden geconcentreerd in "schouders" waartussen zich killing zones bevinden waar oprukkende vijandelijke voertuigen door enfilerend vuur in de flanken kunnen worden beschoten. Ook het Israëlische leger was van plan zijn verdediging in wezen zo in te richten. Vanwege de grote investeringen was men echter onwillig de Bar-Lev-Linie bij een grootschalige oorlog zomaar op te geven. In plaats daarvan besloot men in december 1972, in het plan Sjovach Jonim, "Duiventil", de Moazim de schouders te laten vormen. In geval van een directe oorlogsdreiging zou een tankcompagnie iedere cluster kazematten, tot een maximum van acht, komen versterken. Een peloton van drie tanks zou in de cluster opereren; de overige tanks moesten een verbinding open houden met het achterland. In oktober 1973 was voor deze taak de 14e Pantserbrigade beschikbaar met 34 tanks in de noordelijke sector, 25 tanks in het midden en 32 tanks in het zuiden. Het probleem dat de vijand vlak bij de kazematten zijn vuurkracht kon concentreren loste men ten dele op door een twintig meter hoge zandmuur die direct aan de oostelijke oever van het kanaal was opgespoten. Die muur zou ook de opmars van voertuigen ernstig vertragen. Als er zich toch een vijandelijk bruggenhoofd mocht vormen, moest dit afgegrendeld worden door een tankbataljon. De pantserdivisie die aan het kanaal paraat lag, de 252e Ugda, had hiervoor de 401e Pantserbrigade beschikbaar met drie tankbataljons en 130 tanks om drie bruggenhoofden zo te omsingelen. De Israëlische luchtmacht werd geacht te verhinderen dat er meer gevormd zouden worden. De divisie had ook een strategische reserve. Oorspronkelijk was dat de 7e Pantserbrigade geweest maar nadat die naar de Golan vertrokken was, werd ze vervangen door de 460e Pantserbrigade met 69 Pattons van de tankschool.

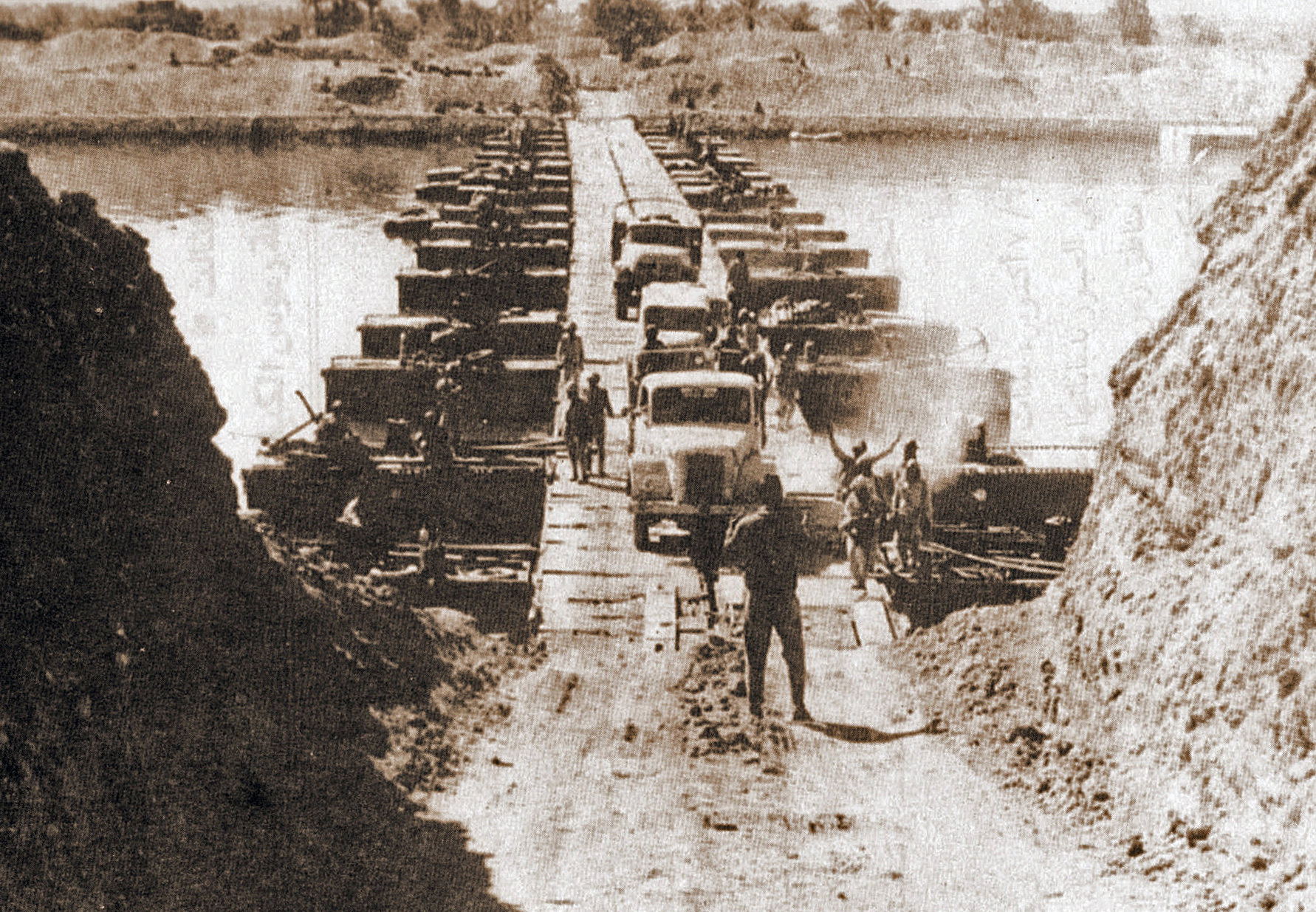
Egyptische troepen steken het Suezkanaal over door middel van een pontonbrug

Generaal-majoor Ariel Sharon was tussen 1970 en 1973 bevelhebber geweest van het Zuidelijk Commando. Hij had weinig fiducie in deze strategie gehad en liet de helft van de clusters kazematten met zand opvullen. Toch richtte hij geen diepere linie in. Hij verwachtte namelijk op tijd de reservedivisies te kunnen mobiliseren en meende daarmee overgestoken vijandelijke troepen in korte tijd te kunnen vernietigen. Hij dacht dat zo snel te kunnen uitvoeren dat de vijandelijke pontonbruggen hem in handen zouden vallen. Daarover hoopte hij binnen 48 uur na het begin van een oorlog het Suezkanaal zelf te kunnen oversteken en met een beslissend tegenoffensief, Operatie Chatoel Midbar, "Woestijnkat", Egypte te verslaan. Daartoe liet hij ook geavanceerd brugslagmaterieel produceren, de oevers op geplande oversteekpunten versterken en de zandmuur daar verzwakken. In oktober 1973 hield opperbevelhebber Elazar dit plan nog steeds aan.
Om 13.55 uur op zaterdag 6 oktober gaf de Egyptische artillerie, ten dele op veertig meter hoge zandplatforms geplaatst om over de oostelijke wal te kunnen richten, langs het hele kanaal massaal uitwerkingsvuur af, voornamelijk geconcentreerd op de kazematten teneinde de overtocht te dekken. Rond 14.00 uur drongen tweehonderd Egyptische vliegtuigen, ongeveer het maximum dat men gelijktijdig kon inzetten, het luchtruim van de Sinaï in voor bombardementsvluchten. Minstens vijf vliegtuigen daarvan werden neergeschoten en de schade was beperkt. Om 14.20 uur begon de eerste golf van vierduizend infanteristen in stormboten het kanaal over te peddelen. In het Egyptische plan was het voor lief genomen dat er bij de overtocht tienduizend doden zouden vallen; in feite beliep het totaal die dag 208 gesneuvelden. De kazematten, bezet door bij elkaar nog geen vijfhonderd man op herhalingsoefening die pas rond het middaguur gewaarschuwd werden voor een aanval, waren nauwelijks in staat de oversteekpogingen te stoppen. Volgens "Duiventil" hadden de fortificaties bemand moeten zijn door elitetroepen van een parachutistenbrigade. Om 15.15 uur stonden er 14.000 man Egyptische troepen op de oostoever.

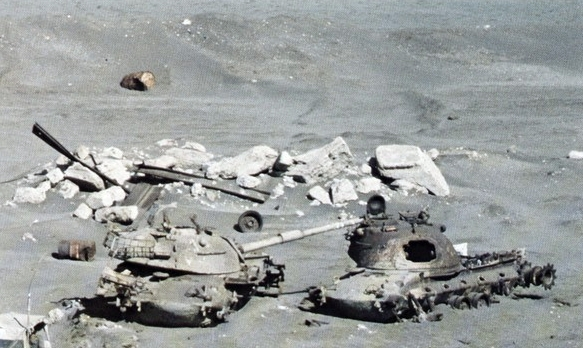
Wrakken van M48s zijn stille getuigen van de uiteindelijk futiele pogingen de fortificaties te versterken

Al meteen begon het Israëlische verdedigingsplan te falen. Tweeduizend Egyptische antitankteams, uitgerust met draagbare raketwerpers (rocket-propelled grenades), beklommen rond 17.30 uur de steile zandmuur en omsingelden de fortificaties. Achtenveertig helikopters, waarvan er twintig werden neergeschoten, zetten commandoteams verder naar het oosten af, in hinderlagen. De bevelhebber van het Zuidelijk Commando, Sjmoeël Gonen, had zijn tanks een vijftien kilometer naar het oosten achtergehouden om eerst de precieze locatie van de bruggenhoofden vast te stellen maar zijn bevelvoering raakte overweldigd door de onverwachte massaliteit van de operatie. Daarbij had hij geen goed beeld van de situatie omdat hij zijn hoofdkwartier in Beër Sjeva had, in de Negev. Pas in de nacht verhuisde hij naar de voorwaartse commandopost te Oemm Hasjiba. Uiteindelijk stond hij toe dat een derde, in plaats van de oorspronkelijk voorziene twee derden, van de tanks naar voren reden om de verzoeken om bijstand van de fortificaties te beantwoorden. De eenennegentig M48s van de 14e Pantserbrigade moesten zich nu tijdens het invallende duister door de antitankteams heen vechten; de kleine groepjes tanks die dit lukte, raakten zo zelf omsingeld. Onderworpen aan continue artilleriebeschietingen en infanterieaanvallen, onderwijl gedwongen duels uit te vechten met Egyptische tanks en antitankraketten op de zandplateaus, waren ze nauwelijks in staat een serieuze vuurpositie op te bouwen. Om de situatie te redden werden meer tanks van de 401e PB naar voren gestuurd, die echter eenzelfde lot ten deel viel. Daarbij ontwikkelden zich geen drie maar vijf grotere bruggenhoofden: drie ten noorden van de Bittermeren door de 18e, 2e en 16e Infanteriedivisie en twee ten zuiden ervan door de 7e en 19e Infanteriedivisie. De zandwal bleek daarvoor geen grote belemmering. De Egyptische genie spoot daar door middel van 450 Britse en Duitse waterkanonnen binnen vijf à zes uur op zestig punten gaten in waarna men tien pontonbruggen aanlegde waarover gemotoriseerde en gemechaniseerde troepen tot zes kilometer diep de Sinaï konden binnendringen, tot de oostgrens van de dekkingszone van de raketgordel. Binnen 24 uur waren honderdduizend man, duizend tanks en 13.500 overige voertuigen overgestoken. De Israëlische luchtmacht was niet in staat dit te stoppen. Doordat de Egyptische raketgordel niet door een preventieve aanval was uitgeschakeld en er nog geen specifieke electronic countermeasures beschikbaar waren om het doelvolgsysteem van de nieuwe "SAM-6" te storen, kon deze luchtdoelraket zware verliezen toebrengen. In de middag beperkte de luchtmacht zich grotendeels tot onderscheppingsvluchten en van plan Skrita werd afgezien: er werden maar 120 bombardementsvluchten uitgevoerd waarbij aan het kanaal vier vliegtuigen verloren gingen. Toen hij 153 van zijn 290 tanks verloren had, liet Gonen zijn troepen terugvallen in een zwak dekkingsscherm, de 460e PB als grotere reserve handhavend rond de logistieke basis van Tasa. De fortificaties gaven zich grotendeels over; sommige bleven dagenlang doorvechten. Op het noordelijkste fort "Boedapest" na, dat ver van het kanaal lag omdat op de oostoever Port Fouad in 1967 niet ingenomen was, was fort Mezach op een pier bij de zuidelijke kanaalingang het laatste op 13 oktober. Van de 441 man in de forten sneuvelden er 126 en raakten 161 krijgsgevangen.

#### Hoogten van Golan

##### Israëlische strategie

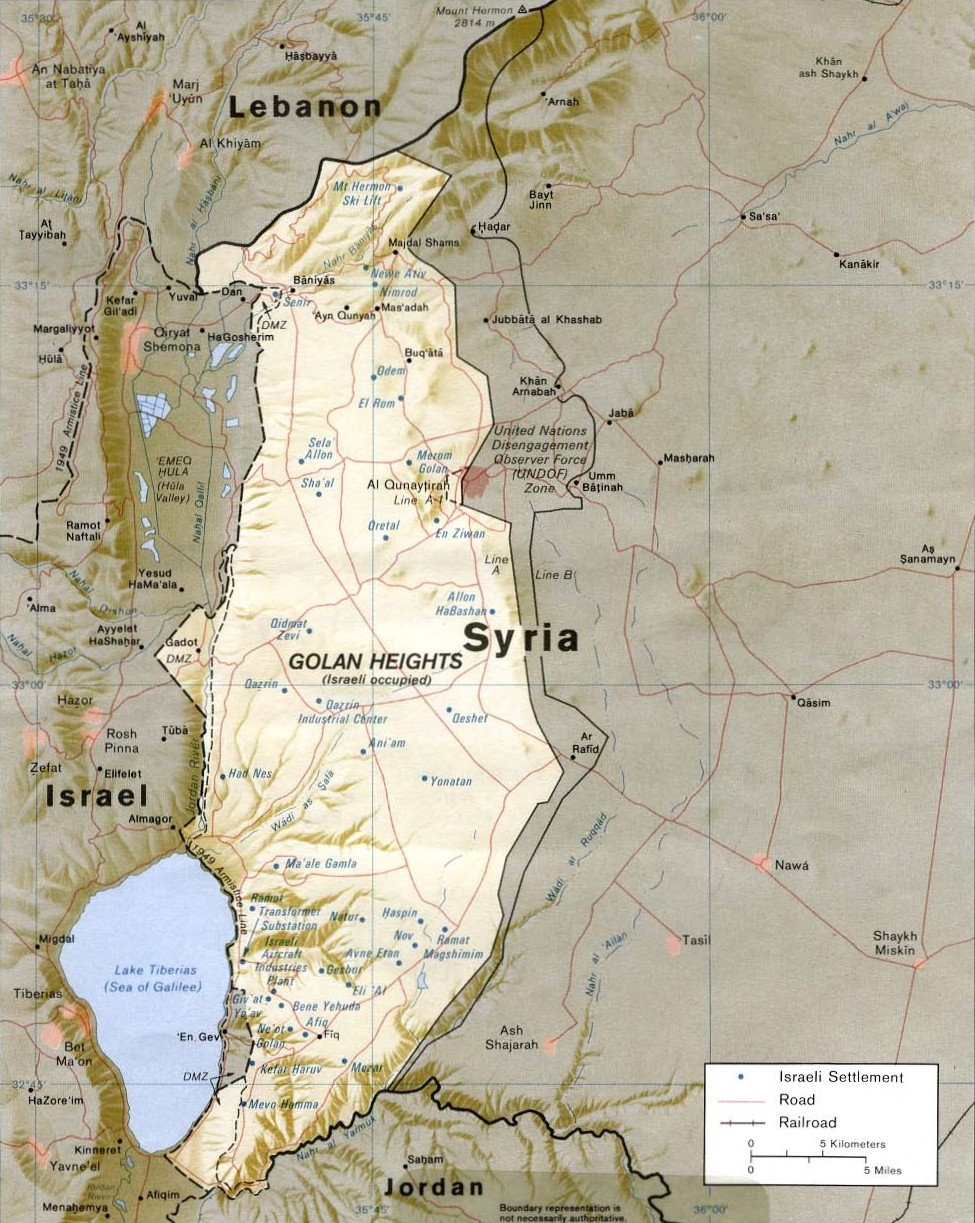
De Hoogten van Golan vormen een natuurlijke vesting

In veel beschrijvingen van de strijd op de Hoogten van Golan wordt aangenomen dat de kritieke situatie die daar weldra voor het Israëlische leger zou ontstaan, simpelweg het gevolg was van de numerieke wanverhouding tussen de ongeveer 1350 Syrische tanks en de 185 Centurions van de verdedigers. De verrassingsaanval zou zo verhinderd hebben dat de Israëlische stellingen in het algemeen voldoende bezet waren. In feite echter voorzag het Israëlische mobilisatieplan, Sela, "Rots", in een zorgvuldige opbouw van reserveformaties, die tot zeven dagen in beslag zou nemen. In totaal moesten de eenheden van het Noordelijk Commando na mobilisatie zo'n 450 tanks tellen. Het Israëlische opperbevel ging er in het algemeen van uit dat voor een bepaald strijdtoneel een Arabisch overwicht aan tanks van tweeënhalf à drie op één hanteerbaar was. Voor de beginfase van een Syrische aanval aanvaardde men echter nog veel ongunstigere verhoudingen, tot wel achttien op een. Uitgaande van een waarschuwingstijd van drie dagen zouden de parate troepen op de Golan het volgens het Plan Gir, "Kalk", tot vier dagen lang alleen moeten uithouden. Niet alleen zouden ze daartoe volgens het Israëlische opperbevel moeiteloos in staat moeten zijn, na vier dagen zou het Syrische leger dermate zware verliezen hebben geleden dat het zeer gunstige omstandigheden zou scheppen voor Operatie Ze'ev Aravot, "Prairiewolf", een opmars door de reserve-eenheden naar Damascus eindigend in een beslissende nederlaag voor Syrië. Toen het Noordelijk Commando eind september op de hoogte werd gesteld van de waarschuwing door koning Hoessein, vroeg men in eerste instantie maar om twee tankcompagnies extra: "Dan hebben wij honderd tanks en de Syriërs achthonderd. Dat moet genoeg zijn".

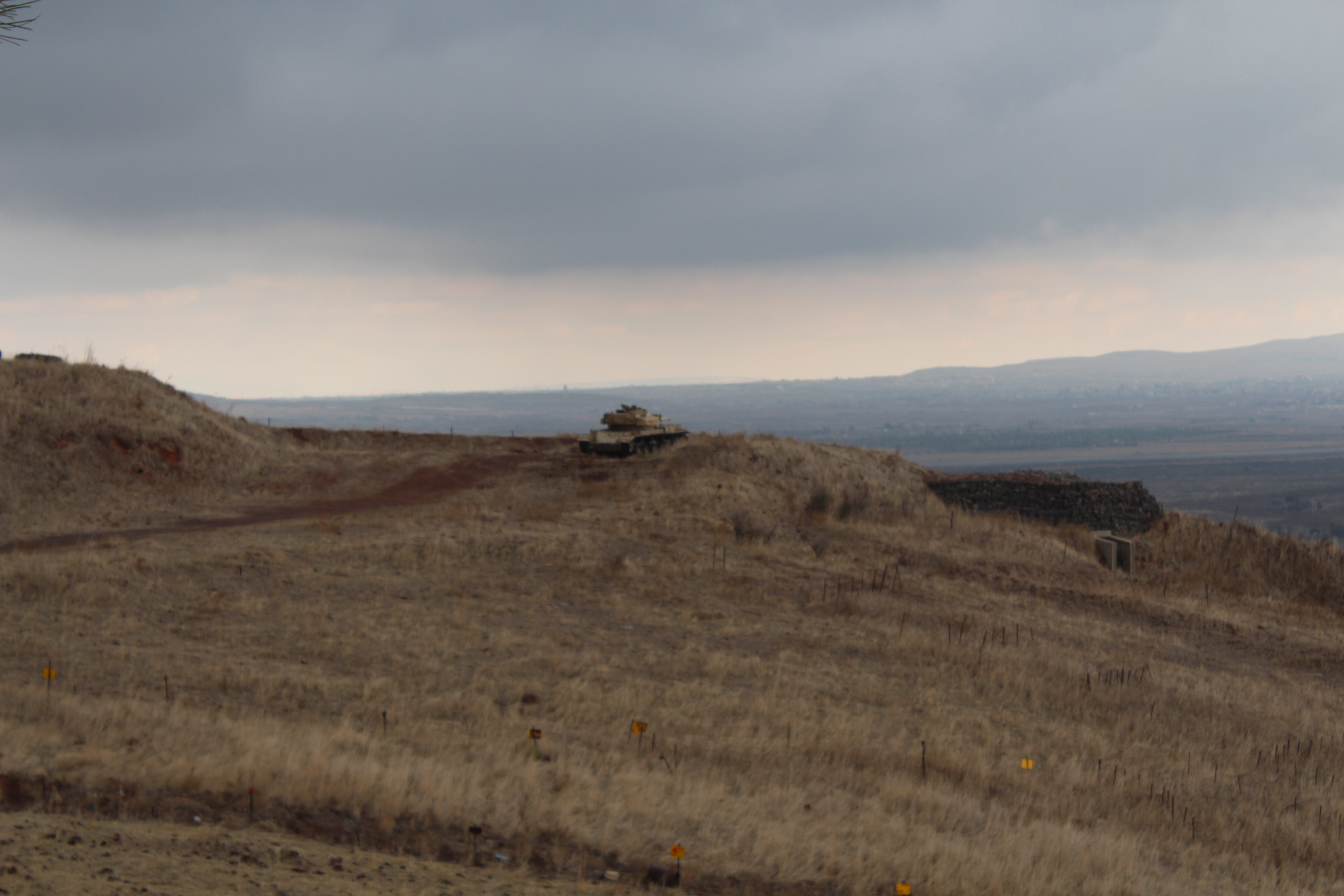
Een Centurion als monument op een vuurpositie bij de Hermonit, 1700 meter van de tankgracht

Dit optimisme werd gemotiveerd door de specifieke geografische voordelen die de Hoogten van Golan de verdediger bieden en de uitgebreide fortificaties welke die voordelen optimaal hadden uitgebuit. De "Paarse Lijn", de wapenstilstandslijn van 1967, was welbewust gekozen. De scheiding tussen de Golan en de hoogvlakte van Damascus wordt gevormd door een rij kegels, "tels", van dode vulkanen, die zich van de Hermonberg naar het zuiden uitstrekken. Een aanval van gemechaniseerde troepen wordt hierdoor beperkt tot een aantal passen. Rond de vulkanen liggen uitgebreide vlakten van puimsteen die de toegankelijkheid verder verminderen doordat tanks er tot de bodem in dreigen te zakken. In het zuiden van het plateau is het puimsteen door riviertjes die naar het Meer van Tiberias lopen diep ingesneden zodat ravijnen daar onoverkomelijke obstakels vormen. De diepste daarvan is de Jarmoek die, ten dele op de grens met Jordanië, een dertig kilometer lange kloof vormt waarop de rechterflank van de Israëlische verdediging rust.
Deze natuurlijke hindernissen waren tussen 1967 en 1973 vergroot met dichte mijnenvelden, aan de wapenstilstandslinie zo'n 2500 meter diep. Direct aan de Paarse Lijn lagen zeventien clusters met 112 kazematten bezet door elitetroepen van het 17e Infanteriebataljon en het 50e parachutistenbataljon. De hellingen erachter waren bezet door de 1e Infanteriebrigade, de "Golanibrigade". De kazematten moesten zowel een eerste veiligheidslijn vormen als infiltraties door vijandelijke infanterie voorkomen. Daarvoor lag een continue vijf meter brede tankgracht die alleen door bruggenleggende tanks kon worden overwonnen. Omdat deze een makkelijk doel zouden vormen voor Israëlische tanks dwong dit aanvallende pantsereenheden voor de gracht te stoppen en eerst een tankduel uit te vechten. Zo'n 1500 meter ten westen van de tankgracht waren talrijke vuurposities ingegraven met een volledig gedekte nadering. Een Centurion kon hierin een laag plateau oprijden zodanig dat alleen de bovenste helft van de toren, inclusief kanon, zichtbaar was om van daaruit relatief veilig vuur uit te brengen op Syrische tanks. Deze afstand was gekozen omdat een Centurion dan per schot een trefkans had van zo'n 70% op een stilstaande T-54 terwijl deze tank, die niet over een afstandsmeter beschikte, maar een 5% kans had zijn kleine doelwit te raken – en dan alleen nog met een zuiverder pantsergranaat die op deze afstand het frontpantser van de Centurion niet kon doorboren. Gecombineerd met de twee maal zo lage vuursnelheid van de T-54, was zo een uiterst gunstige verhouding van de afruil te verwachten, zeker als er ongeveer evenveel tanks aan beide zijden vuurcontact hadden.

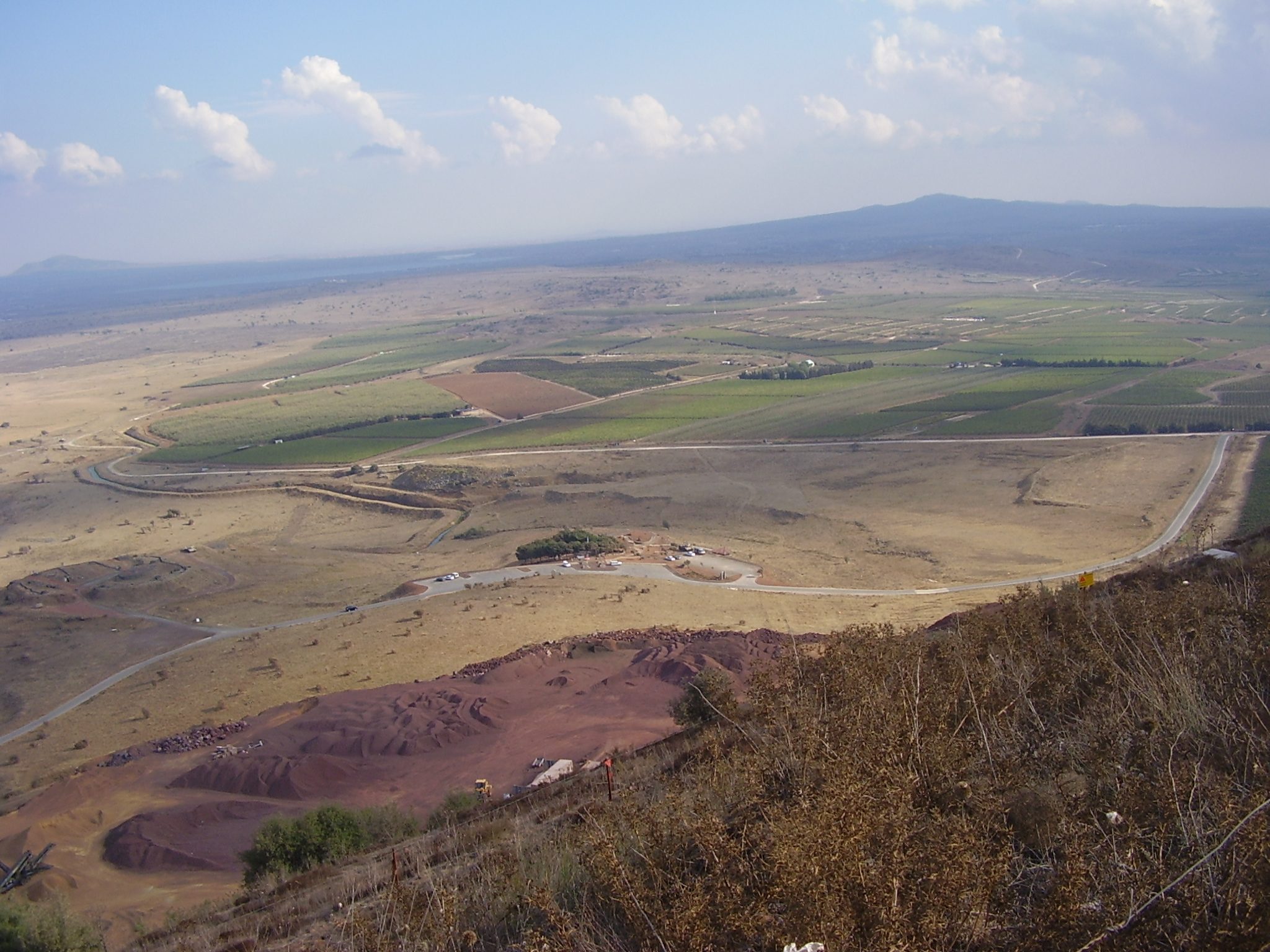
De "Vallei der Tranen", hier bezien van de Hermonit af, vormt de enige brede oostelijke toegang tot de Golan

Zowel het terrein als de dreiging van de Israëlische luchtmacht sloten echt dichte aanvallende tankconcentraties uit. Direct ten zuiden van de Hermon kan men in een standaarddeployering één tankbataljon voorop laten gaan. Ten noorden van Quneitra ligt, tussen de Hermonit en de Bental, een wat bredere doorgang die aan twee bataljons plaats biedt; bij de stad zelf kan één bataljon ingezet worden. Iets hogere bergen in het midden verdelen de frontlijn in een noordelijke en zuidelijke sector. In het zuiden kan iets boven Rafid, ter hoogte van de uitstekende "punt" in de wapenstilstandslijn, één bataljon gedeployeerd worden. De zuidelijkste toegangen bevinden zich aan weerszijden van de trans-Arabische pijpleiding ten noorden waarvan ruimte is voor één bataljon, ten zuiden voor twee. Het Israëlische plan ging er terecht van uit dat de Syriërs per echelon, grotere aanvalsgolf, zelfs dit maximum niet zouden halen. De drie Syrische infanteriedivisies die aan de Paarse Lijn lagen, van noord naar zuid de 7e, 9e en 5e Infanteriedivisie, zouden ieder twee brigades voorop laten gaan, met weer ieder een tankbataljon. Dat kwam neer op zes bataljons van dertig tanks, een honderdtachtig voertuigen. Vandaar dat men meende met 185 Centurions alle opmarsroutes afdoende afgegrendeld te hebben. Gir voorzag eigenlijk zelfs maar in één parate pantserbrigade, de 188e Barak, "Bliksem". Een reserve-eenheid, de 179e Pantserbrigade, had zijn materieel opgeslagen bij Nafech ten westen van Quneitra. Die wilde men sneller mobiliseren en zo zouden de linies dagenlang op een minimale sterkte kunnen worden gehouden. Men verwachtte dat de Syriërs door hun tanks heen zouden zijn, lang voordat de materieelreserves van de twee brigades uitgeput zouden raken. Eind september 1973 vond men dit, gezien de Syrische troepenopbouw en steeds sterkere luchtafweer, toch van iets te veel zelfvertrouwen getuigen en versterkte op aandringen van generaal Tal de 7e Pantserbrigade de Golan. Om de verplaatsing te vergemakkelijken liet deze eenheid zijn tanks achter in de Sinaï en gebruikte het materieel van de 179e Pantserbrigade om zich weer op te bouwen. Dit putte de reserves van Nafech uit en men begon het materieel van de 679e Pantserbrigade van het mobilisatiecomplex in Neder-Galilea uit de Golan op te brengen. Hierdoor waren op 6 oktober de noordelijke mobilisatiecomplexen vol met transport- en onderhoudspersoneel bemand, wat een groot voordeel zou blijken. Het 77e Tankbataljon van de 7e PB leverde de eerste twee compagnies waarom gevraagd was. Het bataljon vormde meteen na aankomst met rekruten en elf reservetanks een clandestiene derde compagnie.

##### Syrische strategie

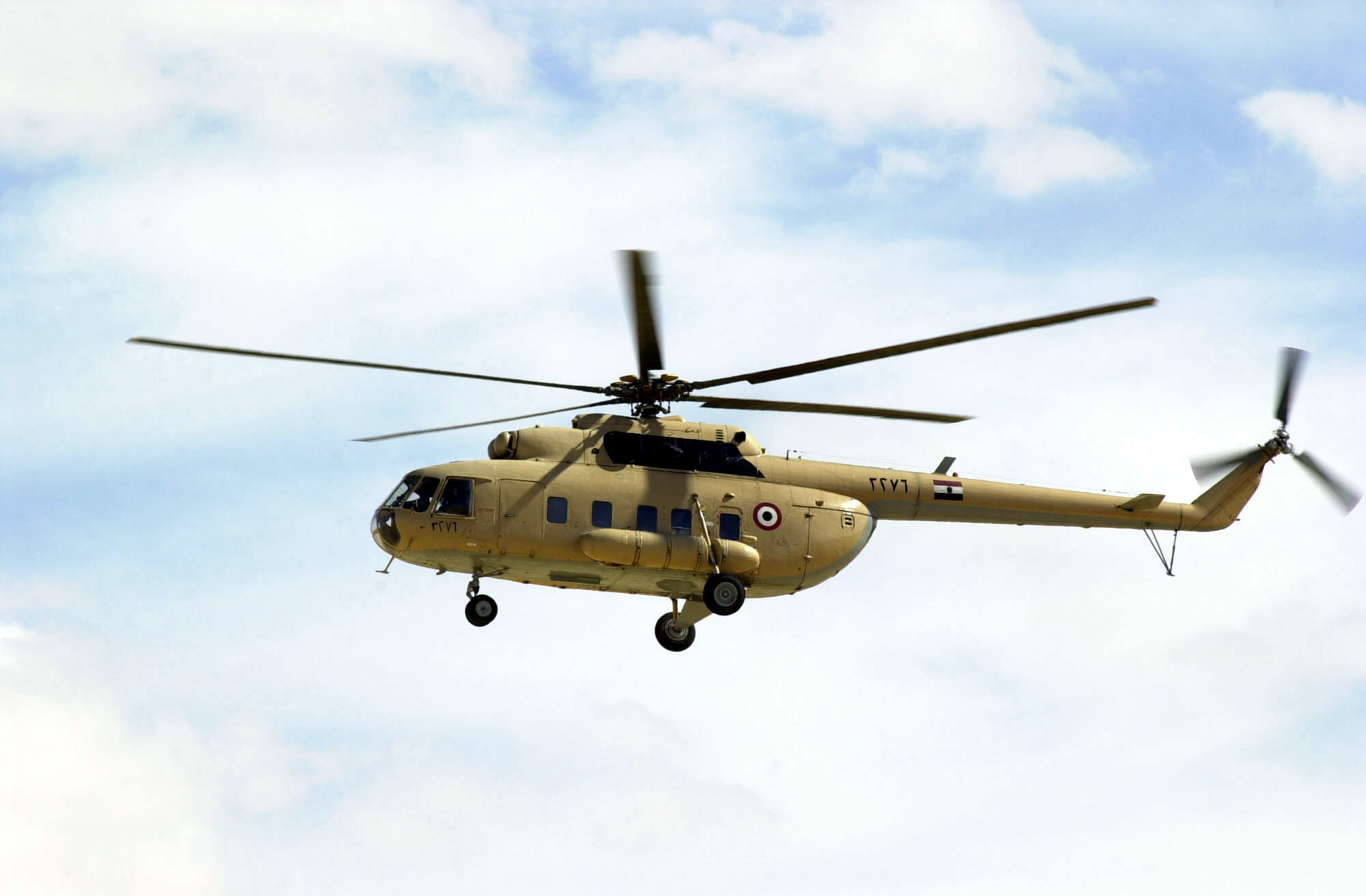
Sovjethelikopters konden worden gebruikt om antitankteams achter de vijandelijke linies te brengen

Het Syrische opperbevel begreep zeer wel dat bij een toepassing van traditionele tactieken een aanval op de Israëlische stellingen weinig kans van slagen had. Daarom stelde men plan Al Aouda, "De Terugkeer", op waarin gevechten van tank tegen tank een zo gering mogelijke rol speelden en frontale tankaanvallen vermeden werden. Het plan ging uit van een geslaagde misleiding waardoor er maar één Israëlische pantserbrigade de Golan zou bewaken. Als openingsfase zouden bij zonsondergang helikopters commandoteams met geleide antitankraketten aan de westelijke toegangen van de hoogvlakte afzetten om het gebied van strategische reserves te isoleren. Tegelijk zouden teams direct ten westen van de hoofdweerstandslinie geplaatst worden om de Israëlische tankeenheden aan de Paarse Lijn, bij elkaar maar één bataljon sterk, van hun tactische reserves en aanvoer af te sluiten. In de hierop volgende nacht moesten massale infanterieaanvallen plaatsvinden die de Israëlische infanterie van hun tankeenheden moesten dringen. Die zouden dan omspoeld worden door Syrische antitankteams met raketwerpers. De Israëlische lijn zou fragmenteren, ruimte scheppend voor Syrische tankeenheden, anders dan de Centurions uitgerust met ingebouwde nachtzichtkijkers, om diep de Golan binnen te trekken. Bij zonsopgang zouden de helikopters het westen van hoogvlakte verder versterken. Een snel volgende tweede grote aanvalsgolf zou een duizendtal tanks op het plateau brengen, voldoende om de laatste verzetshaarden te elimineren en Israël van een heroveringsactie te doen afzien. Binnen dertig uur zou de Golan zo veroverd moeten kunnen worden.
Al Aouda zou echter grotendeels niet worden uitgevoerd. De Egyptenaren wilden niet in de avond aanvallen en weigerden ook het Syrische alternatief te accepteren van een gezamenlijke aanval bij dageraad. Ze stonden op een begin om 12.00 uur en als uiterste compromis aanvaardde Sadat een uitstel tot 14:00. Dat maakte dat het Syrische enthousiasme voor een offensief aanzienlijk bekoelde. De Syriërs hadden Al Aouda strikt geheim gehouden maar een plan laten uitlekken met conventionele tankaanvallen overdag. Nu zouden ze dus moeten oprukken op een wijze die de vijand verwachtte en die hoe dan ook weinig hoop bood op succes. Daarbij leerden ze begin oktober dat ook de 7e Pantserbrigade op de Golan aanwezig zou zijn. Het Syrische regime had altijd gevreesd dat het door Israël ten val zou worden gebracht en die angsten herleefden weer. Men besloot de sterkste pantserreserves achter de hand te houden om een Israëlisch tegenoffensief af te weren en een mogelijke omtrekkende beweging rond de Syrische zuidflank door het grondgebied van Jordanië te pareren. Als er een doorbraak tot stand kwam, mocht maximaal één pantserdivisie worden ingezet om die uit te buiten.

##### Een fataal misverstand
Rond 14.00 uur, 6 oktober, begon een vijfenvijftig minuten durende Syrische artilleriebarrage door 650 vuurmonden. Tegelijkertijd vielen 58 Syrische vliegtuigen Israëlische posities aan, overigens zonder een gebouw of voertuig te raken terwijl negen toestellen neergeschoten werden. Een snelle grondactie nam de hoge Israëlische observatiepost op de Hermon. Op dat moment was alleen de 188e Pantserbrigade daadwerkelijk aan de Paarse Lijn aanwezig. Het 74e Tankbataljon hield de noordelijke sector, het 53e Tankbataljon de zuidelijke. Het gemechaniseerde infanteriebataljon van de brigade was nog niet gemobiliseerd dus de totale sterkte was zesenzestig tanks. Het noordelijke bataljon werd alleen aangevallen door de twee bataljons T-54s van de 7e ID en vernietigde die vrijwel volledig zonder dat aan eigen zijde ook maar één tank verloren ging. Het zuidelijke bataljon echter wist weliswaar ook een zestigtal T-54s uit te schakelen maar was aangevallen door vier bataljons. Het afslaan daarvan kostte twaalf Centurions. Vooral bij bunkercomplex 111, bij Kudne ten noorden van Rafid, ontstond een zorgelijke situatie. De Syrische 9e ID had alleen hier wat ruimte om te ontplooien en liet haar twee bataljons van de voorste brigades in korte opeenvolging aanvallen. Toen die allen op de vlucht gedreven waren, lieten ze vijfendertig voertuigen achter maar van de acht verdedigende Centurions waren er vijf uitgeschakeld. Het was hier voor het afslaan van de volgende Syrische aanvalsgolf dringend nodig dat de 7e Pantserbrigade ingezet werd.
De bevelhebber van het Noordelijk Commando, generaal-majoor Jitzjak Hofi, had tot 6 oktober het commando gevoerd vanuit Nafech maar besloot wat afstand te nemen van het front en zijn staf te verplaatsen naar Safed in Galilea. De 36e Ugda werd als divisiehoofdkwartier geactiveerd en moest in Nafech de directe bevelvoering over de Golan overnemen. De staf van de divisie raakte onmiddellijk overwerkt. De divisiecommandant, brigade-generaal Rafael Eitan, was een energiek man maar met geringe intellectuele capaciteiten. Men zag zich meteen geconfronteerd met het probleem dat Hofi's staf, denkend dat de Syriërs een beperkte aanval zouden uitvoeren op één punt, geen sectorindelingen van het front had bepaald, zodat niemand wist welke reserve waarnaartoe moest. De achtergebleven luitenant-kolonel Uri Sjimhoni, hoofd operaties van Hofi's staf, begon hierin te improviseren, of veeleer zich aan te passen aan de posities die de 7e Pantserbrigade al was begonnen in te nemen. Sjimhoni zag de "gaping" ten noorden van Quneitra als evidente locatie van het Syrische Schwerpunkt en 7 PB kreeg dus om 14.45 uur het commando over de noordelijke sector inclusief het 74e TB. De divisie nam niet de moeite na te gaan waar de dreiging werkelijk het grootst was en stelde de enige overige reserve, het Centurionbataljon van de tankschool, het 71e TB, ook in de "gaping" op achter het 77e Tankbataljon onder bevel van luitenant-kolonel Avigdor Kahalani. De 7e PB moest het 82e Tankbataljon aan de 188e PB in de zuidelijke sector afstaan, maar luitenant-kolonel Avigdor Ben-Gal, de commandant van de 7e PB, splitste daarvan eigenmachtig een elitecompagnie af als eigen reserve. Die ruilde hij voor de compagnie rekruten die het 77e TB eerder gevormd had want de sterkte van die eenheid was toch al opgelopen tot vier compagnies met 44 tanks. Daarnaast gingen twee compagnies van het 75e Gemechaniseerde Infanteriebataljon van de 7e PB naar de 188e Pantserbrigade. Dat was echter pas in de morgen van 6 oktober op de Golan gearriveerd, zijn M113s op tanktransporteurs uit de Sinaï gereden hebbend, en had zijn Centurions nog niet uit het depot in Nafech opgepikt zodat het niet begreep dat de order tankcompagnies betrof. Juist deze eenheid werd naar Kudne gestuurd. Toen de infanterie daar aankwam, was de consternatie groot. De commandant van het 82e TB was het contact met zijn eenheid kwijtgeraakt. Zijn twee normale compagnies waren door de commandant van het 53e TB, luitenant-kolonel Oded Peres, naar diens centrum en rechterflank gestuurd. Toen deze te horen kreeg dat de nieuwe A-compagnie met rekruten nog niet gevechtsklaar was, beval hij de zuidelijkste reservecompagnie onverwijld met twee pelotons de sector bij Kudne te versterken. De compagnie liep daarbij echter in een hinderlaag door een geïnfiltreerd Syrisch commandoteam: de zes versterkende tanks werden door geleide antitankraketten vernietigd nog voordat ze konden melden gevechtscontact te hebben. Een noodgreep van de divisie om het tankschoolbataljon naar het zuiden te sturen werd door Elazar persoonlijk afgewezen omdat de dreiging zich nog niet daadwerkelijk gerealiseerd had. De effectieve versterking van de zuidelijke sector beperkte zich zo tot zestien tanks in plaats van de bedoelde drieënvijftig. Het centrum daarvan sloeg die avond verdere aanvallen af maar de rechterflank raakte steeds verder geïnfiltreerd. Bij de linkerflank werd de toestand weldra kritiek: hoewel de A-compagnie de verdediging bij Kudne nog wist te bereiken met acht Centurions, bleek dat te laat. De commandant van de 9e Infanteriedivisie, kolonel Hassan Tourkmani, was zeer ambitieus en vastbesloten zich niet aan zijn voorgeschreven rol te houden om wat Israëlische reserves aan te trekken. Nog voor 21:00 forceerde hij een niet geruimde sector van het mijnenveld door de resten van een organiek tankbataljon op te offeren. De Syrische 51e Pantserbrigade, aan de 9e ID toegevoegd, infiltreerde daarop zonder enige strijd te leveren ten zuiden van bunkercomplex 111. In de duisternis reed de brigade door naar Hoesnija en nam daar de afslag rechts naar Nafech. Nog voor middernacht was zo, tegen een prijs van 230 Syrische tanks daar er bij Quneitra weer een zestigtal verloren gingen, het Golanfront gebroken. Overigens zou het tot ver in de nacht duren voordat het hoofdkwartier in Nafech de ernst van de situatie inzag: de hele avond dacht men dat de Syriërs overal in toom werden gehouden en was de grootste zorg dat ergens een voorwaarts gelegen bunkercomplex zou worden ingenomen.

### 7 Oktober

#### Het Israëlische kabinet verwacht een totale nederlaag

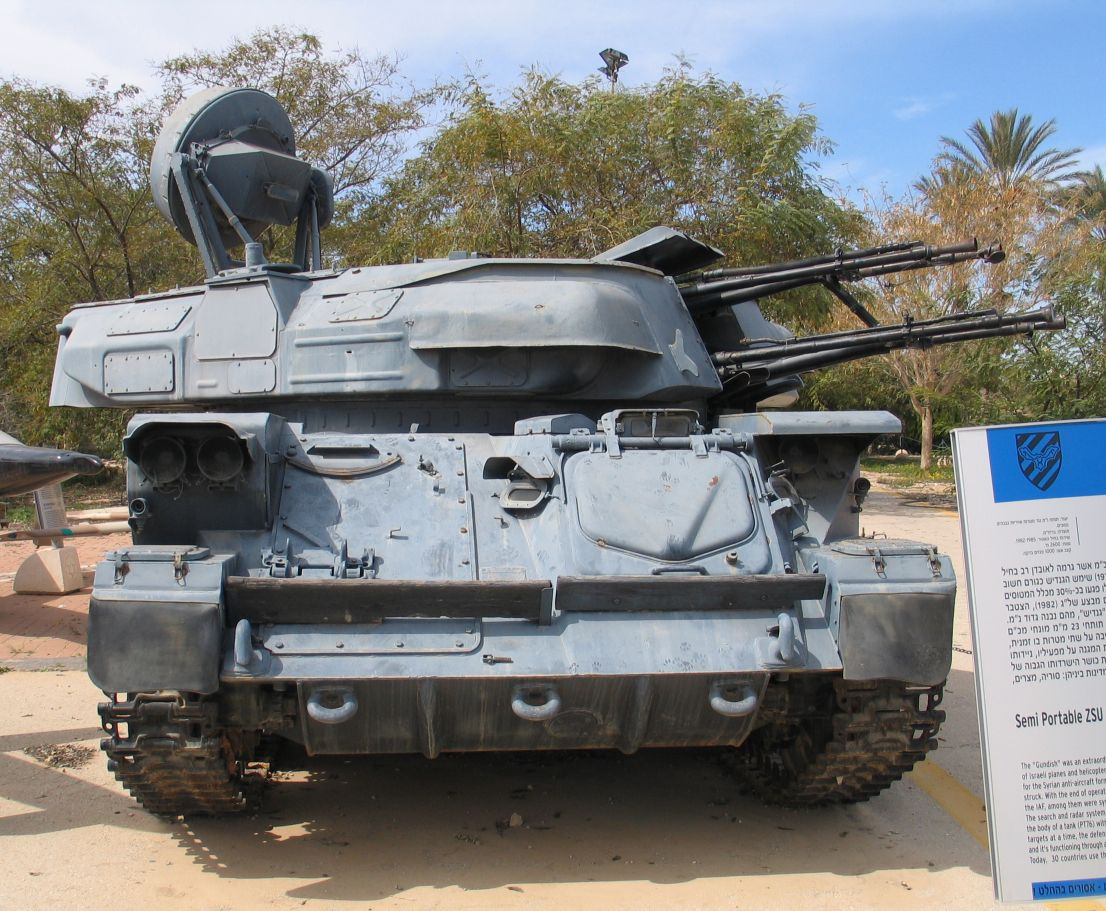
De radargeleide Sjilka-luchtafweertank werd berucht in de Jom Kipoeroorlog, hoewel het succes van 7 oktober uitzonderlijk was

In de nacht van 6 op 7 oktober werd het Israëlische kabinet verrast door zeer verontrustende berichten van beide fronten. In de Sinaï had het leger zich grotendeels van de vijand losgemaakt. De Moazim aan het kanaal waren omsingeld en leken verloren; ze kregen om 09.30 uur het bevel zich in de komende nacht te evacueren of zich over te geven. Kleine groepjes tanks bewaakten de wegen naar het oosten. Alleen bij Tasa lag een grotere concentratie. Dat was het logistieke centrum van het Zuidelijk Commando en schermde ook de oostelijker luchtbasis van Rephidim af. Het verlies van Tasa en Rephidim zou catastrofaal zijn want daar lagen honderden tanks in opslag, waaronder de materieelreserve van de 252e Ugda, het volledige oorspronkelijke materieel van de 7e Pantserbrigade en een belangrijk deel van de uitrusting van de 143e Ugda. Als de Egyptenaren onmiddellijk doortastend zouden oprukken, zouden ze het dekkingsscherm eenvoudig kunnen doorbreken en het mobilisatiecomplex afsluiten van de aanvoer van reservisten.

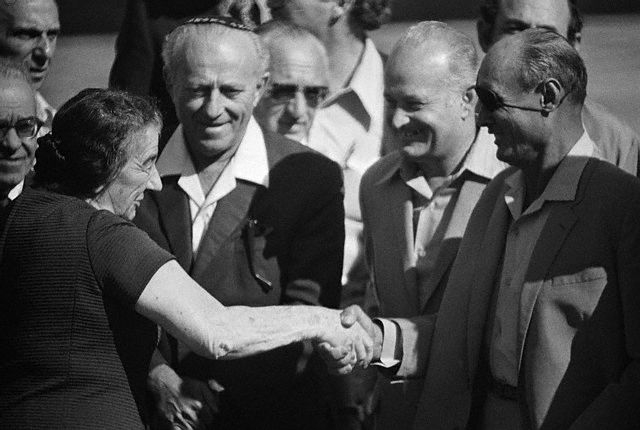
Golda Meïr en Dajan direct na de oorlog waarvan de goede afloop voor beiden een enorme opluchting was

Ook in de Golan leek de toestand kritiek te zijn maar de precieze situatie was onduidelijk. Rond 04.00 uur ging Dajan persoonlijk poolshoogte nemen en bezocht om 06.00 uur Hofi in Galilea. Deze schetste een inktzwart beeld van de staat van het Noordelijk Commando: er was een enorm gat in het front geslagen, hij had geen enkele serieuze reserve beschikbaar, elk moment kon Nafech overspoeld worden door een horde Syrische tanks en zouden grote aantallen opgeslagen Centurions in vijandelijke handen vallen en de 7e Pantserbrigade omsingeld worden. Niets kon de vijand dan nog hinderen Israël zelf binnen te trekken. Aangeslagen vertrok Dajan hierop naar de bevelhebber van de Israëlische luchtmacht, generaal-majoor Benjamin Peled. Deze schokte hij met de mededeling dat de "Derde Tempel" dreigde te vallen — hij zag de staat Israël als nieuwe belichaming van het jodendom na de Tempel van Salomo en de Tempel van Herodes. In tranen zwoer Peled dat hij desnoods de hele luchtmacht zou opofferen om dit te voorkomen.
De luchtmacht had zich ondertussen gerealiseerd dat alsnog de Egyptische raketgordel geneutraliseerd diende te worden. Om 07.00 uur werd een succesvol begin gemaakt met de zeer complexe Operatie Tagar, "Vete", waarbij vier Egyptische vliegvelden werden uitgeschakeld tegen een verlies van twee vliegtuigen. Bij hun terugkeer kregen de piloten tot hun verrassing te horen dat de plannen waren omgegooid en direct Operatie Doegman-5, "Model-5", moest worden uitgevoerd, de vernietiging van de Syrische raketgordel. Er was geen tijd meer actuele informatie te verwerven over de locatie van de lanceerinrichtingen. Dit leidde rond 11.30 uur tot de zwaarste nederlaag van de Israëlische luchtmacht in het conflict: de raketbatterijen waren in de nacht verplaatst en maar één kon er worden uitgeschakeld. Zes Phantom IIs en drie Skyhawks werden echter in hun lage nadering neergehaald door radargeleide ZSOe-23-4-luchtafweertanks. De luchtmacht zou in feite geen belangrijke rol gaan spelen in het stoppen van de Syrische doorbraak. In de loop van de ochtend verzocht het Golanfront voorlopig maar geen grondondersteunende bombardementen uit voeren daar de aanblik van neerstortende Skyhawks schadelijk was voor het moreel. Op 7 oktober zou de Israëlische luchtmacht in totaal maar 129 van zulke aanvallen uitvoeren. In de middag verplaatste de Israëlische luchtmacht het zwaartepunt weer naar de Sinaï en hield zich gereed om een mogelijke uitbraak van de Egyptische 4e en 21e Pantserdivisie op te vangen. Gezien de kritieke situatie beval Peled in de avond de pontonbruggen aan te vallen, waarbij veel vliegtuigen verloren gingen; in de eerste 36 uur van de oorlog werden in totaal vijfendertig Israëlische toestellen neergehaald waarvan veertien in de Sinaï. De zeven getroffen pontonbruggen waren snel hersteld. Tagar zou niet meer kunnen worden uitgevoerd en tot het eind van de oorlog beperkte dit de inzetbaarheid van de Israëlische luchtmacht boven het Sinaïfront aanzienlijk. Daarentegen nam op de Golan de sterkte van de Israëlische artillerie op de 7e snel toe tot tien bataljons. De Syrische luchtmacht voerde die dag slechts 44 bombardementsvluchten uit waarbij geen enkel doel geraakt werd en achttien vliegtuigen verloren gingen.
Gedurende de dag werd de stemming van het kabinet steeds somberder. Men begreep wel dat Egypte en Syrië officieel een beperkt oorlogsdoel hadden maar Golda Meïr meende: "als de Arabieren eenmaal bloed geroken hebben, zullen ze niet stoppen". Ze nam ook aan dat Jordanië een derde front zou openen. Verschillende auteurs, de bekendste Seymour Hersh, hebben op grond van mondelinge getuigenissen beweerd dat het kabinet in deze ondergangsstemming de inzet van kernwapens overwogen heeft, wat dan buiten de officiële notulen gehouden zou zijn. Dajan zou het initiatief hiertoe genomen hebben, terwijl Meïr afhoudend was. Israël kreeg rond 1967 de capaciteit eenvoudige plutoniumbommen te construeren. Er bestaat geen consensus over het precieze tijdstip van deze overwegingen (7 of 8 oktober), het exacte Israëlische nucleaire vermogen op dat moment (meestal geschat op twintig à dertig kernkoppen), de in te zetten wapensystemen (Hersh claimt dat 20-kiloton-bommen werden geassembleerd voor afworp door acht Phantom IIs, daarnaast waren de twaalf door Frankrijk geleverde Jericho I-raketten mogelijk met een kernkop uitgerust) en het doel (doorgebroken pantserspitsen of een leeg stuk woestijn ter "demonstratie"). In elk geval zijn geen kernwapens tot ontploffing gebracht. Wel is zeker dat Dajan voorstelde de Golan te ontruimen teneinde met de restanten van de 7e PB de Jordaanovergangen te houden en ook om zich desnoods uit de Sinaï terug te trekken. Overigens had de Israëlische atoommacht op zich al een afdoende afschrikkende werking: op 7 oktober verbood al-Assad zijn troepen de Jordaan te overschrijden uit vrees voor een nucleaire reactie.
Opperbevelhebber Elazar raakte zwaar geërgerd door wat hij zag als het melodramatisch defaitisme van Dajan. Hij achtte de oorlog nog lang niet verloren en meende zelfs dat het gestelde oorlogsdoel, de totale nederlaag van Egypte en Syrië, alsnog gehaald kon worden mits men risicovolle stappen durfde te nemen. De eerste stap zette hij eigenmachtig in de late nacht: hij beval de 146e Ugda, de enige divisie van het Centraal Commando, die als dekkingsmacht tegenover Jordanië moest dienen, na mobilisatie onder het bevel van het Noordelijk Commando te stellen, om de Golan te heroveren. De avond tevoren was nog overwogen de divisie naar het Sinaïfront te sturen. Zelfs het 81e Tankbataljon, een met M50 Super Shermans uitgeruste eenheid van de grenstroepen, werd overgeplaatst zodat de hele grens met Jordanië slechts gedekt werd door het overblijvende M50 tankbataljon; een derde bataljon bewaakte de grens met Libanon.

#### De fronten stabiliseren zich

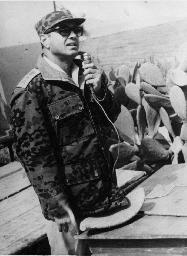
El-Sjazli

Toen het Israëlische kabinet de ondergang van het land aanstaande achtte, was het kritieke moment al gepasseerd. Onwetend hadden Arabische commandanten reeds in de vroege nacht de kans op een totale overwinning voorbij laten gaan. Aan Egyptische zijde was de euforie over de geslaagde oversteek groot. Het viel luitenant-generaal Saad el-Sjazli, de chef-staf van het Egyptische leger, op dat de Israëlische verdediging wel erg wankel was en hij liet agressieve verkenningen naar het oosten uitvoeren maar het Egyptische opperbevel legde de prioriteit bij het consolideren en versterken van de bruggenhoofden. Een onmiddellijke uitvoering van Graniet Twee werd te riskant geacht wegens het gevaar van een Israëlische valstrik, waarin de Egyptische pantserreserves naar het oosten gelokt zouden worden, buiten de dekking van de raketgordel, om ze in beweeglijke manoeuvres te vernietigen.

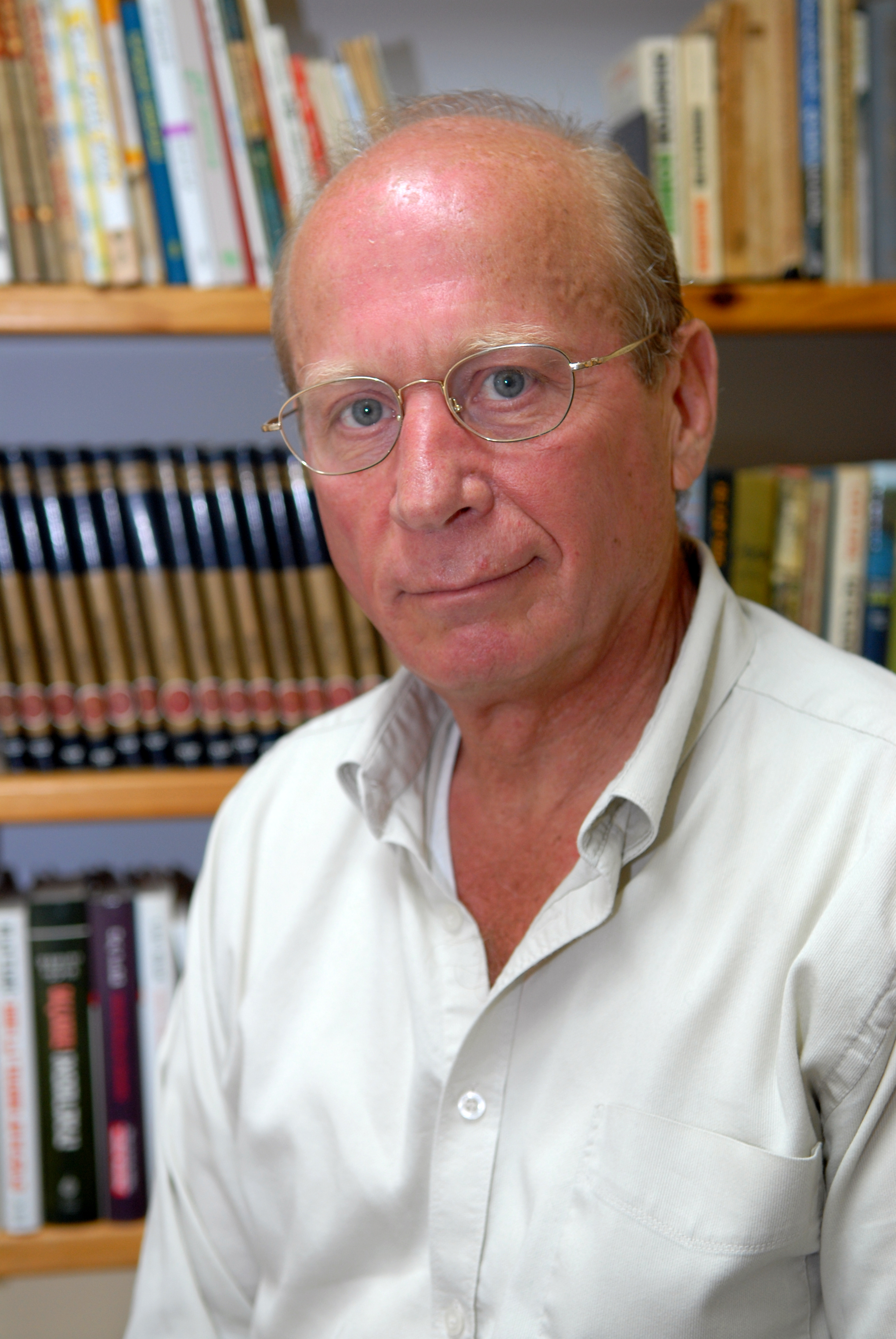
Generaal "Zwika" Greengold, drager van de O't Ha'gvora

Op de Golan deed het toevallige succes van één tank het tij keren. De commandant van de 188e PB, luitenant-kolonel Jitzjak Ben-Sjoham, had zijn hoofdkwartier nog in Nafech omdat de 7e PB in eerste instantie onder hem ressorteerde en begon in de late avond het overzicht over zijn brigade kwijt te raken. Hij besloot met zijn commandotank en staf naar het zuiden te rijden. Ben-Sjoham wist dat er op de basis een luitenant van verlof teruggekeerd was, Zwi Greengold, die opgeleid zou worden tot compagniescommandant. Hij beval hem telefonisch een paar bemanningen bijeen te zoeken en zijn staf met één of twee tanks naar het zuiden te volgen. Een paar kilometer buiten de basis stuitte Greengold onverwacht op de eerste drie T-55s van de Syrische 51e Pantserbrigade die zich in een uiteengevallen colonne naar het noorden haastte om Nafech te overvallen. Snel reagerend schakelde Greengolds Centurion die op korte afstand uit. Hij besloot om de volgende T-55s niet af te wachten maar evenwijdig aan de weg naar het zuiden te rijden en oprukkende groepjes tanks in de flank te beschieten. Op deze wijze bereikte hij het kruispunt van Hoesnija, onderwijl een tiental T-55s vernietigend. De commandant van het voorste 452e Tankbataljon van de 51e PB, majoor Farouk Ismail, trok hieruit niet de conclusie dat hij tegenover een enkele tank stond maar concentreerde zijn eenheid in een ter verdediging ingericht nachtkamp bij Hoesnija, om het doorbraakpunt af te grendelen tegen de kennelijk grote Israëlische reserve-eenheid die hem aanviel. Ben-Sjoham was onwetend net vóór de 51e PB langsgeglipt: hij zou zich pas van de doorbraak bewust worden toen twee tanks zich in het donker naast zijn staf parkeerden en het bevel kregen onverwijld weer naar het front terug te keren. Eerst bij het wegrijden herkende men ze als T-55s.
De Syrische 9e ID had een tweede belangrijke pantsereenheid, de 43e Gemechaniseerde Infanteriebrigade. Die reed na de 51e PB de Golan op maar draaide eerder naar rechts, oprukkend over de weg richting Quneitra, evenwijdig aan de Paarse Lijn. Ondertussen had Ben-Gal bij nader inzien de compagnie van het 82e TB die hij achtergehouden had, alsnog naar het zuiden gestuurd, onder leiding van kapitein Meïr Zamir. De Golanibrigade kon het niet ontgaan dat ze van achteren omtrokken werd en waarschuwde Zamir die de 43 MIB in een hinderlaag liet lopen en daarna naar het zuiden dreef, waarbij de Syriërs veertig T-55s verloren. De 43 MIB werd achter de Paarse Lijn teruggenomen.
De Syrische doorbraak was mogelijk geweest door een opeenstapeling van toevalligheden. Het verrassingseffect had daarin ook in zoverre een rol gespeeld dat de Israëlische troepen in de Golan niet helemaal op de geplande volle sterkte waren. De snel mobiliseerbare hoofdkwartierreserve van het Noordelijk Commando, een ongenummerd Centurionbataljon, was nog niet de Golan opgebracht. Ook was het 71e Gemechaniseerde Infanteriebataljon van de 188e PB nog niet gemobiliseerd, inclusief de twee tankcompagnies die daarvan deel uitmaakten. Dit alles gebeurde in de nacht alsnog. In de ochtend keerden die zonder veel problemen weer naar het noorden terug, onwetend dat ze tweemaal de aanvalsas van de Syrische 51e PB gekruist hadden. Verder begon de 179e Pantserbrigade in Galilea te mobiliseren. Omdat het eigen materieel in Nafech door de 7e Pantserbrigade gebruikt was, nam de 179e PB op haar beurt maar de uitrusting van de 164e Pantserbrigade over. Op 6 oktober had de 179e brigade nog het bevel gekregen zich voor de Sinaï gereed te maken maar daar kon nu geen sprake meer van zijn — uiteindelijk zou in plaats daarvan de 164e PB naar het zuiden afreizen om zich met het materieel van de 7e PB op te bouwen. De 179e PB begon kleine groepjes tanks de hoogvlakte op te rijden, in de vroege ochtend eerst een groep van zeven, wat later gevolgd door een groep van achttien. Voor het vervoeren van de reservisten naar hun reserve-eenheden werden in het Israëlische mobilisatiesysteem de bussen van het openbaar vervoer gebruikt. Tussen de tanks door reden stoeten lijnbussen naar Nafech waar opgeslagen tanks geactiveerd werden. Door de haast werd de Israëlische mobilisatie een chaos die echter wat getemperd werd door het feit dat veel reservisten op 6 oktober eenvoudig te lokaliseren waren omdat ze thuis zaten voor Jom Kipoer.

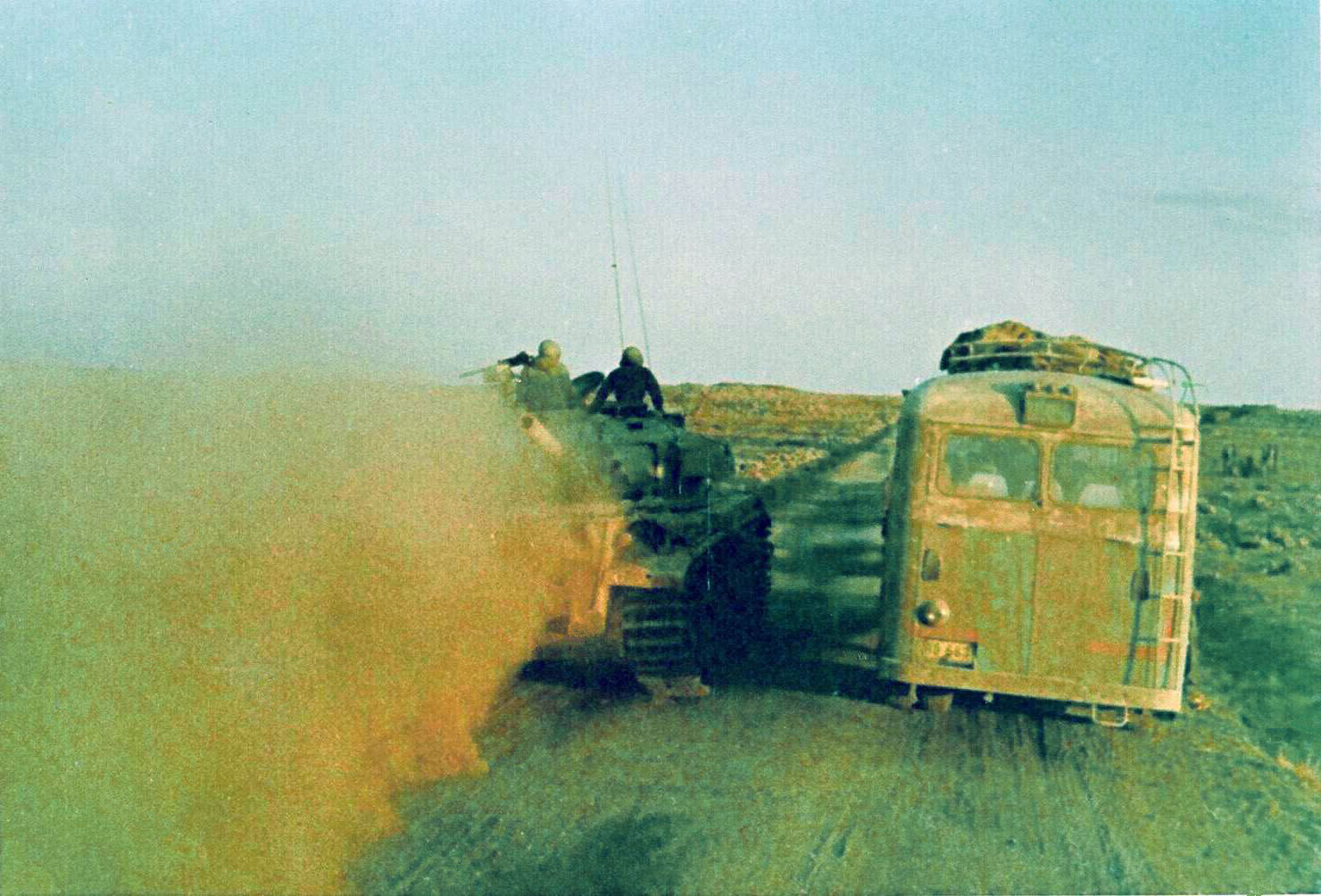
Een Centurion en een bus reservisten rijden de Golan op

De versterkingen zorgden ervoor dat de zuidflank van de noordelijke sector in de vroege ochtend door een honderdtal tanks was gedekt. Verdere Syrische pantserreserves om de doorbraak uit te buiten waren toen nog niet gearriveerd. Dat kwam doordat die zich vrij ver achter het front bevonden, bij Kiswe vlak ten zuiden van Damascus, in overeenstemming met de vooraf besloten terughoudendheid om ze in te zetten. Daarbij lag het feitelijke operationele bevel over de Syrische strijdkrachten in handen van de minister van Defensie, generaal-majoor Moestafa Tlas. Die had zijn hoofdkwartier halverwege Damascus geplaatst om in nauwer contact te blijven met de rest van het regime. Dit verhinderde een onmiddellijk daadkrachtig optreden. Pas om 03.00 uur kreeg de 1e Pantserdivisie haar marsbevel. De horde Syrische tanks die Hofi gevreesd had, ontbrak dus voorlopig. Nadat het zo'n 300 van de oorspronkelijk 540 tanks verloren had, was het Syrische eerste strategische echelon in aantallen pantservoertuigen maar weinig groter dan de verdedigers. Tot op dat moment waren zo'n 250 Israëlische tanks ingezet. In feite deden de Israëlische reserves in de late nacht en ochtend pogingen de reeds verzwakte pantsereenheden van de Syrische 9e Infanteriedivisie, numeriek hun gelijken, te vernietigen en het doorbraakpunt af te sluiten.

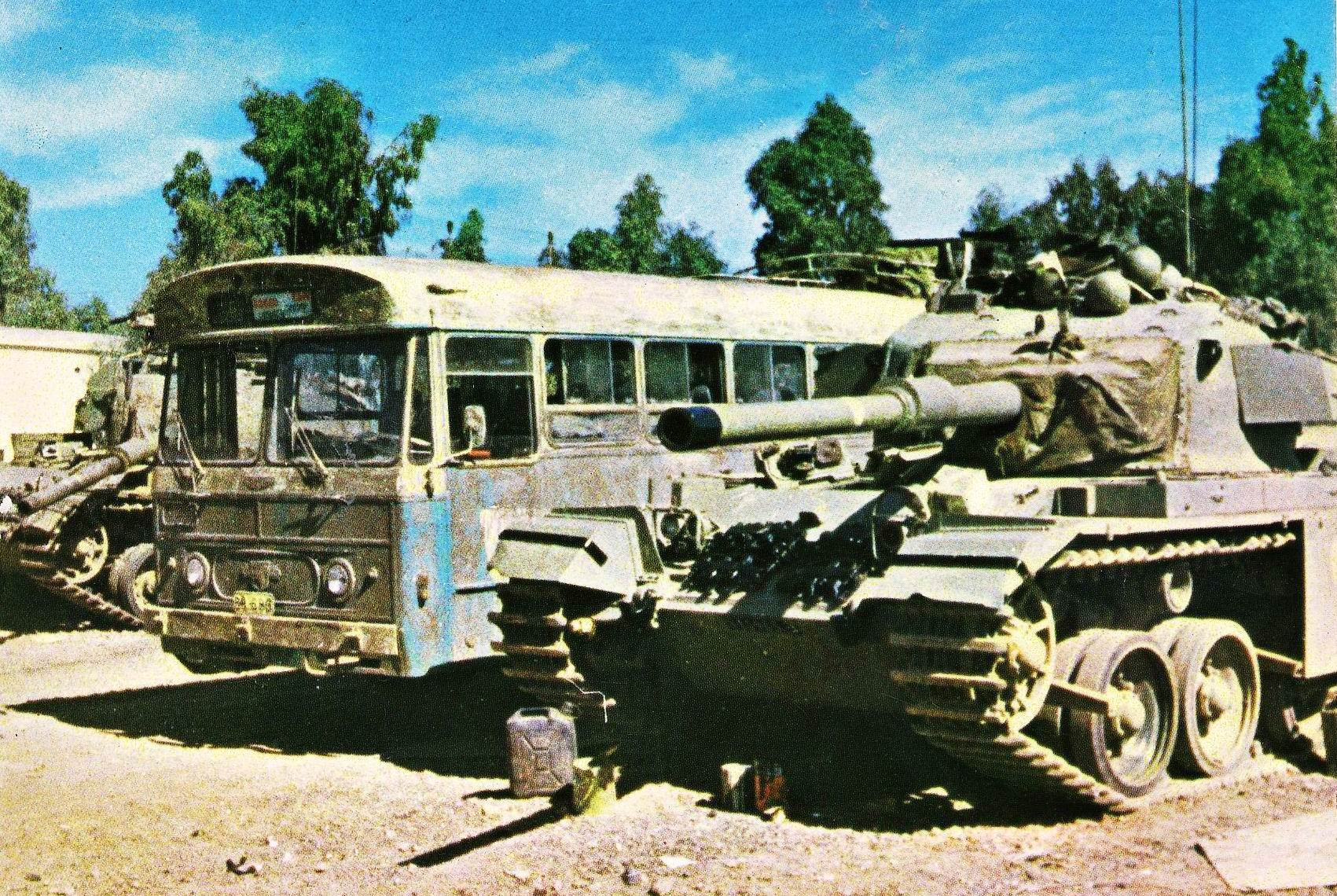
De bus had op de Golan een directe aansluiting op de tank

Deze pogingen werden in de morgen van de 7e oktober al snel futiel doordat nu ook het centrum en zuidflank van de 188e PB het begonnen te begeven. Deze had de hele nacht de lijn tussen Rafid en de Jordaanse grens gehouden. Veel van dit gebied lijkt open terrein maar wordt in feite oostelijk van de Paarse Lijn afgeschermd door de noordelijke uitloper van de Wadi al Rukkad. Men had op 6 oktober overwogen naar deze kloof op te rukken maar daarvan afgezien. Bij dageraad bleek de Syrische 5e Infanteriedivisie, waaronder de toegevoegde 46e Pantserbrigade, bezig met een massale methodische opmars over het plateau ten westen van de wadi. Talrijke doorgangen waren door de versperringen en mijnenvelden gemaakt. Aan Israëlische zijde ontbraken hier de infanteriestellingen die nodig zouden zijn geweest om dit op te vangen: het gebied tussen de bunkers had geen enkele bezetting. Daarbij werd de sector in de rug bedreigd door de opmars van de Syrische 9e ID. Oded besloot zijn laatste twaalf tanks te verstoppen in de krater van de Tel Faris die een toegangsweg had omdat hij gebruikt werd als luisterpost. In de late avond zou hij succesvol naar het westen uitbreken. Door het ineenstorten van de brigade kwam bijna de hele zuidelijke Golan onder Syrische controle. De Syrische 132e Gemechaniseerde Infanteriebrigade richtte zich ter verdediging in ten oosten van Eli Al; de 47e Pantserbrigade, de normale strategische reserve uit Noord-Syrië die ook aan de 5e ID was toegevoegd, deed hetzelfde aan de oostzijde van de ravijnen die naar het Meer van Tiberias lopen. Gedurende de nacht was al een belangrijk deel van de logistieke eenheden en artillerie van de 188e PB op eigen initiatief naar het noorden teruggetrokken, tussen de oprukkende Syrische eenheden van de 9e ID doorglippend. De kazematten in deze sector werden geëvacueerd; Ben-Sjoham trok met zijn staf westelijk om de Syriërs heen, de overblijvende compagnie van het 82e TB meenemend. Sommige Israëlische eenheden bleven panisch naar het westen vluchten, zich over de Benot Ya'akovbrug naar Galilea in veiligheid stellend. Dit schokte brigade-generaal Dan Laner die op 7 oktober de 240e Ugda activeerde, zodat een apart divisiehoofdkwartier het bevel kreeg over alle reserves die zich aan het noorden en westen van het nieuwe front probeerden op te bouwen. Persoonlijk als verkeersagent op de brug staand, stuurde hij vluchtende troepen weer terug en regelde de stroom van versterkingen.

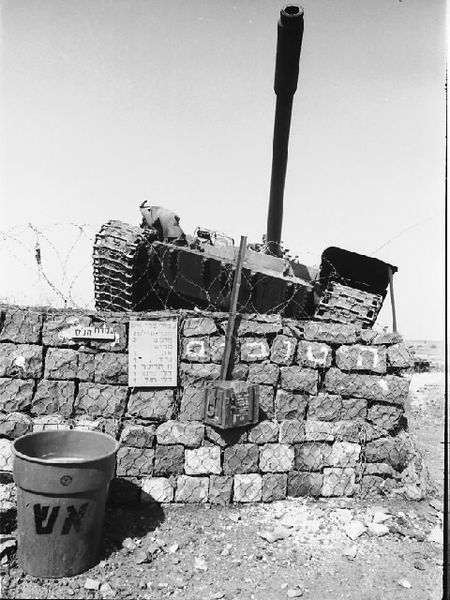
Een T-55 van de 47e PB op de muur rond bunkercomplex 116, door een bazooka uitgeschakeld

Tegen de ochtend bereikte de Syrische 1e Pantserdivisie het doorbraakpunt bij Kudne, reed om 09.00 uur voorbij Hoesnija en zwenkte toen naar het noorden. De divisie zette rond 11.00 uur een massale aanval in om het front van de 240e Ugda te breken en zo ook de Israëlische verdediging van de noordelijke Golan tot instorten te brengen. Op de linkerflank rukte de 4e Pantserbrigade op, in het midden de 91e Pantserbrigade en aan de rechterflank begon de 51e PB weer naar het noorden te bewegen, ieder met één tankbataljon in de voorste rangen. Het honderdtal verdedigende Israëlische tanks gaf al snel terrein prijs. Daarbij maakten ze optimaal gebruik van een belangrijk voordeel van de Centurion ten opzichte van de Sovjettanks: een sterkere "domping", het vermogen het kanon te laten zakken. Daardoor konden ze makkelijker een gedekte positie vinden aan de achterkant van een heuveltje. Door stap voor stap terug te trekken behielden de verdedigers een optimale afstand om dit uit te buiten. De opmars eiste zo een zware tol onder de aanvallers. Ook die hadden echter een zekere technische voorsprong: de 91e PB zette voor het eerst in de geschiedenis in grote aantallen de T-62 in. Dit type was wat zwaarder gepantserd, zodat het tot op 1200 meter kon naderen voordat het kwetsbaar werd voor de zuivere pantsergranaten die de Israëlische bemanningen prefereerden boven de relatief onnauwkeurige holle lading-granaten waarvan de werking onafhankelijk was van de afstand. Op die afstand had de T-62 zelf ook een goede trefkans omdat het een 115mm-kanon bezat dat als innovatie zeer snelle staafpenetratoren afschoot met een enorm doorslagvermogen. Omdat de T-62 sterk leek op de T-55, hadden Israëlische tanks vaak niet in de gaten dat ze tegen een voertuig streden waarmee ze het tankduel op middellange afstand beter konden vermijden. Op langere afstand deed zich dit effect niet voor omdat het die dag stevig woei en de langwerpige projectielen na zo'n 1500 meter last kregen van traagheidskoppel en begonnen te tollen.
Rond 13.30 uur was er echter geen ruimte meer om terug te trekken. De essentiële Benot Ya'akovbrug noch het logistiek centrum van Nafech mochten vallen en evenmin kon het toegestaan worden dat de vijand in de rug van de 7e PB kwam. De Israëlische noodzaak op deze lijn stand te houden leidde ertoe dat de oprukkende Syrische colonnes in elkaar schoven tot een dichte massa tanks. Voor de Israëliërs schiep dat een zeer dreigende situatie. Ben-Sjoham sneuvelde toen hij, het bovenlichaam uit de toren van zijn commandotank gestoken om beter de slag te kunnen leiden, door machinegeweervuur werd getroffen. Nafech werd aan beide zijden omtrokken. Brigade-generaal Eitan vluchtte met zijn hoofdkwartier naar het noorden toe, persoonlijk een T-62 met een antitankwapen uitschakelend. Basispersoneel voerde een verbeten strijd om vijandelijke tanks buiten het terrein te houden terwijl tegelijkertijd reservisten van de 679e Pantserbrigade werden aangevoerd om meer opgeslagen Centurions te bemannen. Het bataljon van de tankschool werd alsnog naar de frontlijn gestuurd teneinde doorgebroken Syrische tanks te onderscheppen. Voor de Syriërs was deze hectiek echter nog ongunstiger. Ze raakten gevaarlijk overgeconcentreerd. Van een ordelijke opmars was geen sprake meer. Eenheden raakten vermengd en een duidelijke bevelvoering ontbrak. Door de snel oplopende verliezen begon de aanval stil te vallen. Het 289e TB van de 679e PB viel de rechterflank van de 91e PB aan en vernietigde veertig T-62s. Doordat het Syrische opperbevel geen goed contact had met het front duurde het lang voordat men ingreep. Om 17.00 uur kregen de tankeenheden het bevel wat terug te vallen teneinde zich te hergroeperen. Toen was het al te laat. De aanval op het midden van de Golan was een Totenritt geworden voor de Syrische pantsermacht. Israëlische bergingsploegen zouden later ruim tweehonderd wrakken van Sovjettanks in de zone aantreffen. Wat het Syrische opperbevel vooraf had willen vermijden, het vergooien van de pantserreserves, had zich door de verleiding die de doorbraak bood toch nog voorgedaan. De verdedigers leek het onverwachte omkeren van de Syrische tanks een godsgeschenk dat ze aangrepen om de 179e en 679e Pantserbrigade volledig op te bouwen. Israël had nu aan het front een numerieke overmacht aan tanks, wat aan het eind van de middag nog versterkt werd door het arriveren van de eerste versterkingen van de 240e Ugda: de 9e Gemechaniseerde Brigade bewoog zich zuidelijk onder het Meer van Tiberias door en blokkeerde de weg ten oosten van Eli Al. Overigens hadden al om 10.00 uur twintig net gemobiliseerde Centurions van het 278e Tankbataljon van de 179e PB hier posities ingenomen; de 4e MB vernietigde bij Gamla, de iets noordelijker route het plateau op, rond 15.00 uur twaalf tanks van de 47e PB die zich naar het oosten terugtrok.

### 8 Oktober: in de Sinaï mislukt het Israëlische tegenoffensief

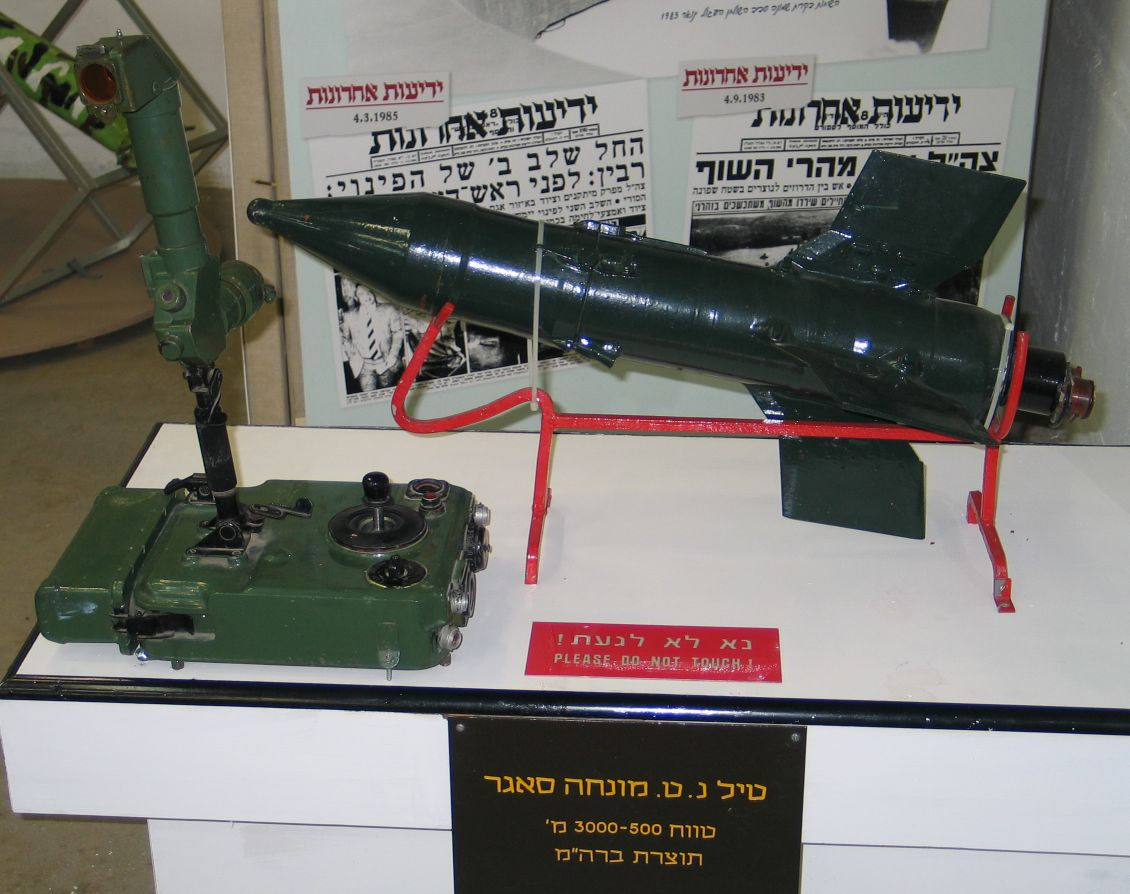
De "Sagger" antitankraket werd op 8 oktober berucht

In de ochtend van 8 oktober stond het Zuidelijk Commando klaar om de volgende stap te zetten in Elazars plan voor een totale overwinning: het oversteken van het Suezkanaal. Het aantal divisies in de Sinaï was vergroot van één naar drie. De oorspronkelijke 252e Ugda onder Albert Mandler nam nu alleen de zuidelijke sector onder de Bittermeren voor haar rekening. In het centrum had de 143e Ugda onder Ariel Sharon zich opgebouwd bij Tasa. In het noorden was net de 162e Ugda onder bevel van Ben Adan helemaal aangekomen na een lange opmars van het mobilisatiecomplex in de Negev af. De eerste tanktransporteurs waren daar om 22.30 uur, 6 oktober, vertrokken. Samen beschikten deze eenheden over zo'n 650 tanks van de 1088 die oorspronkelijk voor de Sinaï bestemd waren geweest.
Elazar zelf had voor 8 oktober beperkte doelstellingen. Het belangrijkste was dat de Egyptenaren een flink pak slaag kregen. Dat zou Israëls militaire reputatie herstellen en een uitbraak voorkomen. Misschien kon op 9 oktober een oversteekpoging gewaagd worden maar het was al mooi als alle Egyptische eenheden op de oostoever vernietigd werden. Gonen was echter veel ambitieuzer. Het lag in zijn bedoeling die dag minstens één bruggenhoofd te vestigen op de westelijke oever en wel bij El Firdan, ten noorden van Ismailia in de sector van de 162e Ugda. Als het Adan lukte dat op eigen kracht te doen, zou Sharon in het zuiden een oversteekpoging van Mandler ondersteunen, wiens divisie nog verzwakt was door de verliezen op 6 oktober en de vrijwel ongeschonden 460e Pantserbrigade aan de 162e Ugda had moeten afstaan. Mocht de noordelijke aanval echter op veel weerstand stuiten dan moest die door de 143e Ugda ondersteund worden. Gonen wilde het tegenoffensief per se op 8 oktober uitvoeren zodat het tijdschema van de oorspronkelijke operationele plannen, die voorzagen in een eigen oversteek binnen 48 uur na een Egyptische overtocht, gehandhaafd kon blijven. Dit zou ook voorkomen dat de Egyptische bruggenhoofden te zeer versterkt werden. Tijd voor een grondige verkenning of planning was er dus niet. Adan moest de Egyptische linie iets ten zuiden van Kantara doorbreken en dan de vluchtende Egyptische infanterie naar het zuiden opdrijven; omdat ze al met de rug tegen het kanaal stonden, konden de Egyptenaren niet omtrokken worden. Daarbij werd zo afstand gehouden van sterke Egyptische vuurposities op de zandplateaus op de westoever. Dat zou de lokale Egyptische tankreserves uit hun schuilplaatsen lokken zodat ze vernietigd konden worden. Ter hoogte van Firdan gekomen moest de divisie naar het westen zwenken, de pontonbrug veroveren en het Suezkanaal overschrijden tot een diepte van twintig kilometer. Israël had zelf nog geen brugslagmaterieel aan het kanaal. Ongetwijfeld zou dit belangrijke strategische Egyptische pantserreserves aanlokken waarvan de aanval dan vernietigend kon worden afgeslagen, wat weer gunstige omstandigheden zou scheppen voor een verdere opmars in de dagen daarna. Het plan was bepaald optimistisch te noemen en is gezien als een teken dat Gonen zijn contact met de werkelijkheid aan het verliezen was.

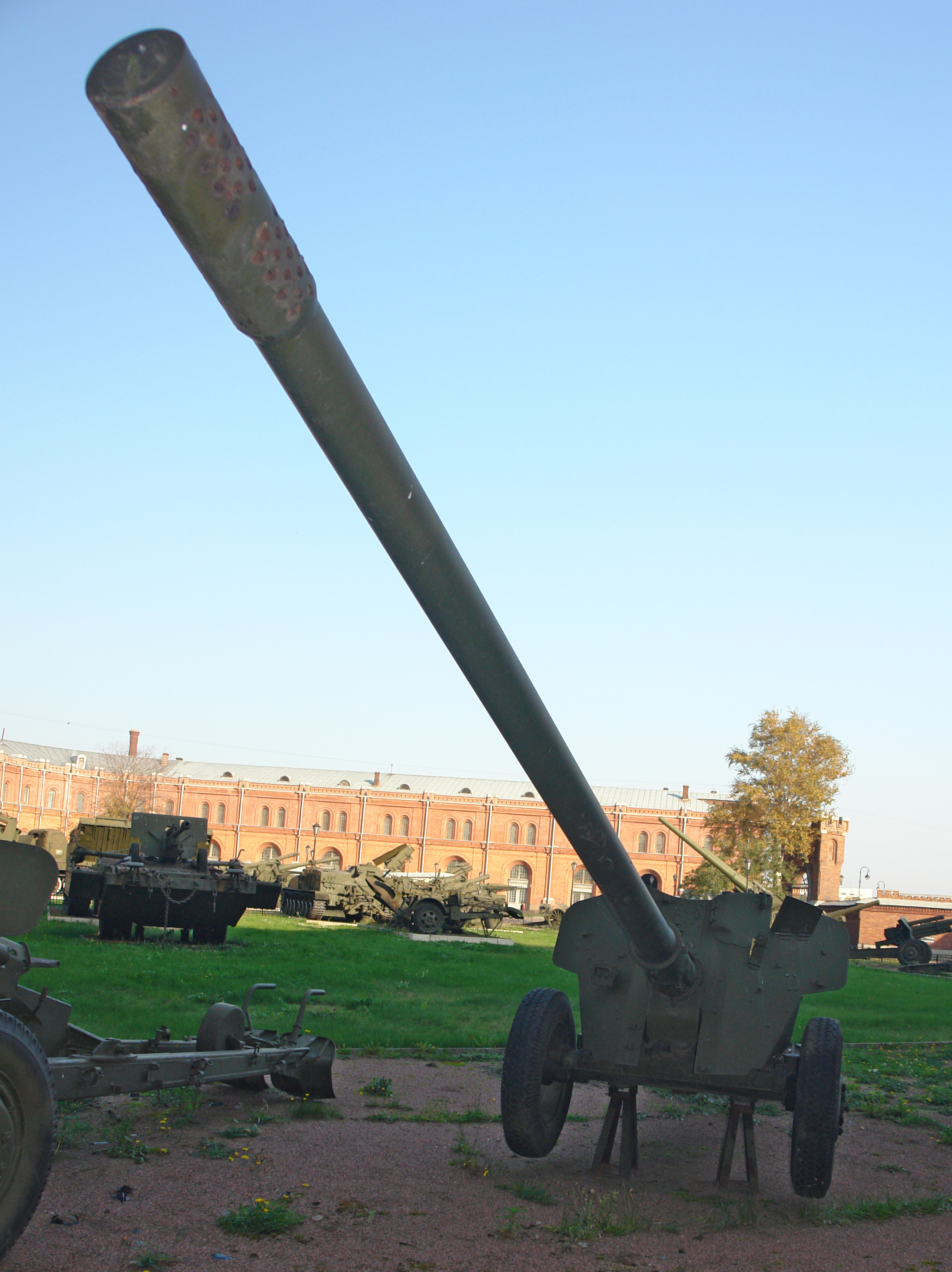
Het T-12-100mm-antitankkanon schakelde die dag in feite de meeste tanks uit

Adan brak door de Egyptische stellingen en begon die toen in een snel tempo van achteren op te rollen. Alles leek zo goed te gaan dat Sharon om 11.00 uur het bevel kreeg zijn divisie naar de zuidelijke sector te laten vertrekken. Gonen raakte in een jubelstemming en besloot het plan uit te breiden met een extra oversteekpoging alsmede het ontzetten van nog belegerde fortificaties. Adan was gedwongen zijn brigades halt te laten houden tot hierover duidelijkheid ontstaan was. In feite was het succes een illusie. Wat men doorbroken had, waren slechts de veiligheidsposities en men was nu bezig vóór het Egyptische hoofdfront langs naar het zuiden te bewegen. Dat werd in de vroege middag pijnlijk duidelijk toen een bataljon Pattons, waaronder een aantal M60s, van de 460e PB het wachten beu werd en op eigen initiatief naar het westen keerde om de brug bij Firdan te overrompelen. De aanval werd uitgebreid met de Centurions van de 217e PB. De Centurions stuitten niet op vluchtende infanteristen maar op talrijke antitankteams die de Israëlische tankbemanningen schokten door ze vastberaden tegemoet te treden, ondertussen een hagel aan ongeleide antitankraketten op ze afvurend. Het officiële Israëlische standpunt was tot dan toe geweest dat de Arabische infanterist te laf was om zo de strijd met tanks aan te gaan. Een groot probleem hierbij was dat veel tanks van de 162e Ugda wegens de haastige mobilisatie nog niet met machinegeweren waren uitgerust. Twaalf Centurions werden uitgeschakeld. Een nog grotere schok veroorzaakte bij de Pattons de inzet van de 9K11 Maljoetka "AT-3 Sagger" draadgeleide antitankraket met een bereik van drie kilometer, waarvoor iedere divisie tweeënzeventig lanceerinrichtingen had. Hoewel voor die tijd al een primitief langzaam wapen dat als een modelvliegtuigje bestuurd moest worden, was het psychologisch effect aanzienlijk. De gemiddelde Israëlisch tanksoldaat was niet over het bestaan van de "Sagger" geïnformeerd. De uitwerking van geleide antitankraketten in deze slag heeft altijd veel aandacht gekregen. De meeste verliezen werden echter toegebracht door een schijnbaar ouderwetser wapen, het gladdeloops MT-12 Rapira-100mm-antitankkanon, waarvan de Israëliërs het belang hadden onderschat. Ieder divisiefront had zevenenvijftig van zulke kanonnen. Al deze antitankwapens hadden vrij eenvoudig kunnen worden geneutraliseerd door een grondige samenwerking met de luchtmacht, artillerie en infanterie. Het oprichten van gemechaniseerde infanteriebataljons had echter het perverse effect gehad dat de tankbataljons waren beroofd van hun oorspronkelijke kleine infanterie-elementen en nu zonder ondersteuning herhaalde charges bleven uitvoeren die alle uiteindelijk mislukten. Mandler in het zuiden had gelijksoortige problemen en de Israëlische tanksterkte daalde naar 590. Sharon liet zijn divisie weer omkeren maar ondersteunde Adan niet, zich beperkend tot het afslaan van Egyptische tegenaanvallen.

Pijlmunitie van een 100mm-kanon, het omhulsel van de stalen staafpenetrator die vele Israëlische tanks fataal werd

Aan Israëlische zijde was de teleurstelling zeer groot en de onderlinge verwijten waren fel. Gonen beschuldigde Sharon op 9 oktober van insubordinatie en droeg hem tot ontslag voor bij het opperbevel. In feite zou hij echter zelf feitelijk uit zijn bevel van het Zuidelijk Commando ontheven worden en vervangen door de uit zijn pensionering teruggeroepen luitenant-generaal Chaim Bar-Lev. De mislukking, zo kort volgend op zijn falen op 6 oktober, leek aan te tonen dat hij voor zijn taak ongeschikt was. Om het moreel niet aan te tasten bleef hij formeel in zijn functie gehandhaafd. Dajan, die in de ochtend wat opgemonterd was door het vooruitzicht op een overwinning, zakte weer weg in een depressieve toestand. Hij hield die avond een persconferentie die zo pessimistisch was dat besloten werd hem voor een geplande televisietoespraak de volgende dag, waarin hij de naar zijn inzien rampzalige toestand van het land aan het volk wilde onthullen, maar te vervangen. Overwogen werd een alternatief aanvalsplan uit te voeren: een landing op de westkust van de Golf van Suez, waarvoor al landingsvaartuigen waren aangeschaft. Er werd een nieuw Commando Zuid-Sinaï afgesplitst dat voorlopig echter uit niet meer bestond dan wat oudere reservisten met van dumps gehaalde oude Shermans die jacht maakten op kleine groepjes Egyptische commando's die met helikopters op het schiereiland geïnfiltreerd waren. Een poging van een Egyptische infanteriebrigade om langs de kustweg naar het zuiden op te rukken, werd verijdeld door een squadron oude Super Mystères, de eerste keer dat Israëlische vliegtuigen konden bombarderen zonder gevaar van luchtafweerraketten.
Het afslaan van het vooraf zo gevreesde tegenoffensief deed daarentegen het Egyptische zelfvertrouwen enorm toenemen. Men kreeg het gevoel dat er nu meer in zat dan alleen het bevrijden van de oostelijke kanaaloever. Sjazli stelde voor tot een "kruipende" strategie over te gaan, waarbij langzaam de infanteriestellingen en de raketgordel naar het oosten zouden opschuiven, gebruikmakend van het feit dat de Israëliërs zich niet in een continue weerstandslijn hadden ingegraven. Een dergelijk avonturisme werd echter verboden door de Egyptische minister van Defensie Ahmad Ismail Ali. Wel wees Egypte een voorstel van de Syrische president Al-Assad af om het herwonnen terrein veilig te stellen door via de USSR en de VS om een wapenstilstand te vragen. Men dacht dat men gunstiger voorwaarden kon afdwingen door Israël in een toestand van beleg te brengen.

### Luchtbruggen en een olieboycot

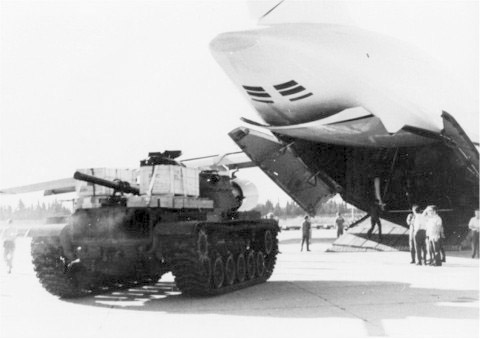
De enige tank die in het kader van Nickel Grass overgevlogen werd — en weer terug

Zowel het Israëlische kabinet als de Egyptische regering gingen er op 9 oktober van uit dat er op operationeel niveau een patstelling bereikt was. Beide zijden konden niet verder oprukken en de overwinning zou toevallen aan de partij met de langste adem. Algemeen was de verwachting dat Israël dan aan het kortste eind zou trekken. Het kon zijn legermacht alleen handhaven door vrijwel de hele weerbare mannelijke bevolking gemobiliseerd te houden. Daar draaide echter ook de economie op en na enige maanden zou Israël deze oorlogsinspanning niet meer kunnen volhouden. Dit was de onderliggende reden dat de Israëlische oorlogsplannen gericht waren geweest op een snelle totale nederlaag van Egypte en Syrië. Op wat kortere termijn was er voor Israël het probleem dat de munitie dreigde op te raken en er een grote behoefte was aan reserveonderdelen en vervangend materieel. Hiervoor deed Golda Meïr op 9 oktober een emotioneel beroep op de VS en andere westerse staten. De Amerikanen waren in eerste instantie niet erg bereid daarin mee te gaan, ook omdat ze verwonderd waren over de snelle wisselingen in de Israëlische stemming: op 6 oktober was men vol zelfvertrouwen geweest, op 7 oktober zo terneergeslagen dat Kissinger zich gedwongen voelde een Amerikaanse militaire interventie toe te zeggen in het geval van een Israëlische nederlaag, en op 8 oktober weer optimistisch. Men leverde eerst dus slechts 105mm-tankgranaten en 155mm-brisantgranaten, de meest gebruikte munitiesoorten. Die haalden de Israëliërs zelf op met zeven El Al-vliegtuigen waarvan de logo's waren overgespoten. De vermeende munitietekorten bleken achteraf slechts schijn te zijn: de granaten bereikten de eenheden niet snel genoeg omdat het transport vertraagd werd door een tekort aan civiele vrachtwagens, een notoir zwak punt van de Israëlische logistiek. Op 10 oktober besloot Nixon massaal hulp te verschaffen omdat hij vreesde dat een Israëlische nederlaag afbreuk zou doen aan de militaire reputatie van de VS. Rond 12 oktober zette men Operation Nickel Grass in werking, waarbij zesendertig Phantom IIs en zesenveertig Skyhawks overgevlogen werden, die onttrokken waren aan Amerikaanse eenheden. Dit compenseerde grotendeels de gevechtsverliezen van de Israëlische luchtmacht waarvan de sterkte tot 10 oktober met drieëntachtig vliegtuigen verminderd was, de helft door zware schade. Ook van groot belang was dat voor de eerste keer geleide bommen en geleide gronddoelraketten geleverd werden, waarmee veel eenvoudiger SAM-bases konden worden vernietigd. Nixon wilde voor de leveranties eerst civiele luchtvaartmaatschappijen inzetten maar die weigerden alle. Op 13 oktober werd daarom openlijk de Amerikaanse militaire transportvloot ingezet. Materieel voor de landmacht, 22.325 ton, werd in 567 missies overgevlogen door de Lockheed C-5 Galaxy en de Lockheed C-141 Starlifter met een tussenstop op de Azoren: Portugal was de enige Europese natie die haar luchtruim hiervoor openstelde. Er werd ook één M60A1 naar Lod gevlogen maar dat was een propagandastunt en het voertuig werd meteen weer teruggevlogen. Tanks werden geleverd via zeetransport, 33.210 ton tot 30 oktober; ze zouden pas na afloop van de strijd aankomen. De Nederlandse minister van Defensie Henk Vredeling gaf zijn medewerking aan de overdracht van nog eens zesendertig Centurions aan Israël. In 1973 zou de Amerikaanse militaire hulp, nog afgezien van leningen, aan Israël anderhalf miljard dollar bedragen, gelijk aan 10% van het BNP van dat land.
Omdat het uiteindelijk niet tot een uitputtingsoorlog zou komen, waren de Amerikaanse leveranties meer nuttig dan essentieel. Midden oktober was dat nog niet zeker; tegelijk deden Amerikaanse en Israëlische politici het voorkomen alsof Amerika Israël in de strijd overeind hield. Dat gaf de Arabische wereld het gevoel dat een bijna zekere overwinning haar ontstolen werd. Men begon het krachtigste drukmiddel in te zetten waarover men beschikte: het oliewapen. Op 16 oktober besloot de OPEC tot prijsstijgingen. De dag daarop was er sprake van een embargo. Toen Nixon op 19 oktober van het Amerikaanse Congres toestemming kreeg voor een steunpakket voor Israël van 2,2 miljard dollar, sloot Saoedi-Arabië zich aan bij een olieboycot die behalve de VS ook Nederland trof.
Ook de Sovjet-Unie bevoorraadde haar bondgenoten: zo'n 12.000 ton werd door de lucht aangevoerd, 63.000 ton tot eind oktober over zee. Daarnaast stuurden verschillende Arabische landen en zelfs Oeganda kleine contingenten, zoals ze in september hadden beloofd. De meeste daarvan werden niet ingezet of arriveerden te laat. De rijkere oliestaten verleenden ook wat financiële steun. Egypte had een internationale brigade in zijn luchtmacht met onder andere piloten uit Pakistan, Cuba en Noord-Korea. Verder waren er vijfentwintig Mirages uit Libië gestationeerd die door Egyptische piloten gevlogen werden. Algerije zou met twee eskaders aan de luchtoorlog deelnemen. In Syrië traden belangrijker expeditiemachten op: eerst een brigade uit Marokko en later pantserbrigades uit Jordanië en hele pantserdivisies uit Irak. Die laatsten zouden een duidelijke invloed hebben op het gevechtsverloop.

### Israël herovert de zuidelijke Golan

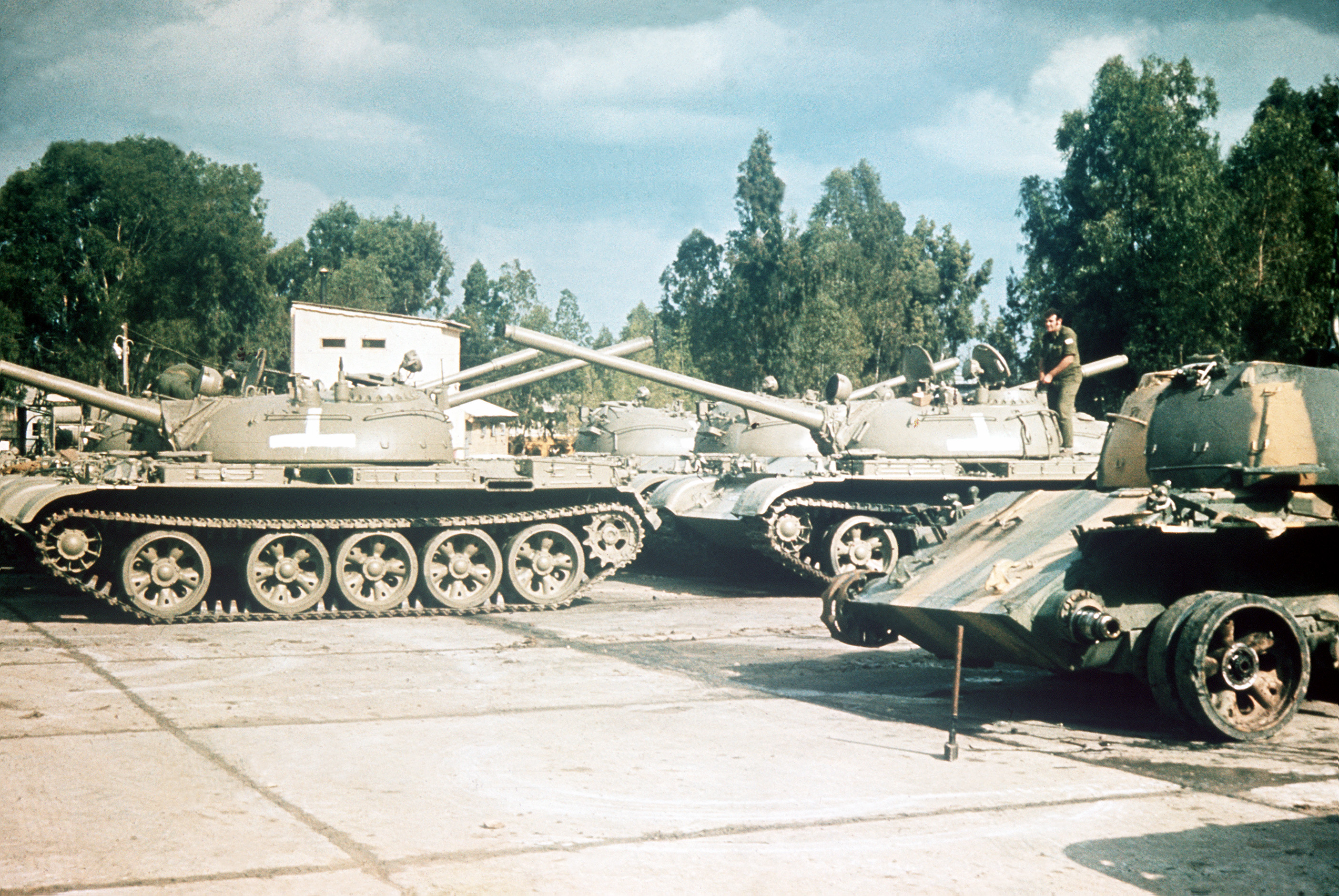
Bij de opmars in de Golan vielen de Israëliërs grote aantallen T-55s in handen die uiteindelijk werden toegevoegd aan de eigen sterkte

In de ochtend van maandag 8 oktober zette de Syrische 1e Pantserdivisie haar pogingen voort naar het noorden op te rukken. Door de zware verliezen de voorgaande dag konden er minder tanks worden ingezet. Een poging werd gedaan Nafech te overvallen met commandoteams vervoerd door helikopters, waarvan er vijf werden neergeschoten. Antittankteams infiltreerden in de avond de Israëlische posities; één zo'n team vocht bij Quneitra een duel uit met een tankcompagnie waarbij beide eenheden elkaar vrijwel vernietigden en zeven Centurions verloren gingen. Zuidelijker sloeg de 179e PB pogingen van de 2e Gemechaniseerde Infanteriebrigade af om de Arikbrug over de Jordaan te bereiken.
Tezelfdertijd had de 146e Ugda onder bevel van brigade-generaal Mosjee Peled zich ontplooid voor een beslissend tegenoffensief. Hofi had op 7 oktober de divisie eerst willen inzetten op het midden van de Golan, gezien de dreigende situatie daar, maar Peled had erop gewezen dat hij dan nauwelijks ruimte zou hebben te deployeren. Hij verkoos de hele divisie onder het Meer van Tiberias door te laten bewegen. Dit had het nadeel dat over een smal front moest worden aangevallen maar het voordeel dat juist daarom de Syriërs er geen groot offensief verwachtten. Bij dageraad begon Peled op te rukken. De 9e MB, overgenomen van de 240e Ugda, ging voorop, gevolgd door de 205e Pantserbrigade die uitgerust was met Centurions. De andere pantserbrigade van de divisie, de 217e, was naar het Sinaïfront gestuurd. De rechterflank, direct op de Jordaanse grens, werd gedekt door de 670e Gemechaniseerde Brigade die nog grotendeels M50 Shermans gebruikte en daarvan een bataljon bij de Jordaan had achtergelaten. Op de linkerflank opereerde een "gevechtsgroep Bar", genoemd naar kolonel Zwi Bar, samengesteld uit het 61e Tankbataljon van de 205e PB, het 71e Gemechaniseerde Infanteriebataljon en veertien Centurions onder Eres. Verder was er nog het 288e Verkenningsbataljon met een compagnie Centurions. Bij elkaar konden ruim honderd tanks worden ingezet. De luchtsteun was zwak: slechts 190 gevechtsvluchten werden op 8 oktober boven de Golan uitgevoerd. Er was ruime vuursteun van artillerie maar er werd nauwelijks infanterie ingezet.

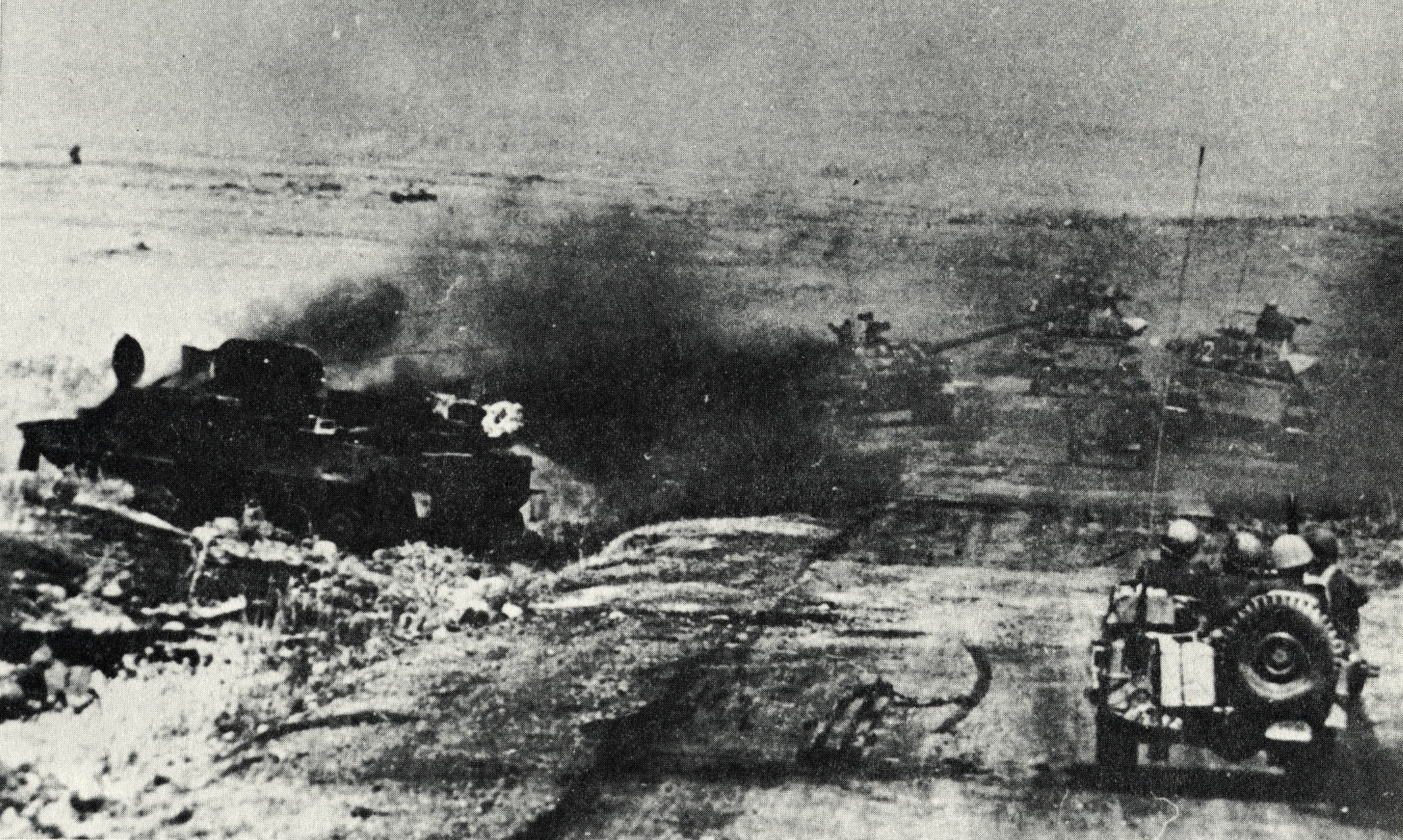
De strijd in de zuidelijke Golan was erg fel

Tijdens het begin van de opmars leed het 595e Tankbataljon van de 9e MB pijnlijke verliezen: de Ishermans waren licht gepantserd, hadden een hoog profiel en hun verkorte 105mm-kanon zonder afstandsmeter was weinig nauwkeurig. Ze veroverden echter voldoende terrein op de 132e MIB om het aanvalsfront te verbreden, zodat rond 10.15 uur ook de Centurions van de 205e PB naar voren konden. Tegen elf uur begaf de verdediging van de Syrische 47e Pantserbrigade het onverwacht snel na de opmars van gevechtsgroep Bar. Ramat Masjimim werd genomen en een tweede weg geopend om de hoogvlakte op te komen. Dit werd meteen gebruikt voor een snelle opmars naar het noordoosten die pas vastliep toen posities van 100mm-antitankkanonnen op de Tel Sarik en de Tel Joehadar bereikt werden. De commandant van de Syrische 5e Infanteriedivisie, brigade-generaal Ali Aslan die in wezen een vertragend gevecht voerde, vroeg de chef-staf van het Syrische leger, generaal-majoor Joesef Chakoer, om versterkingen maar die nam de dreiging onvoldoende serieus. De Syrische 9e Infanteriedivisie raakte zo van achteren omtrokken. Een belangrijk deel van de zuidelijke Golan was nu weer in Israëlische handen en bunkercomplex 116 werd ontzet. Boeren keerden die dag al terug naar Israëlische nederzettingen.
Het tegenoffensief kon op 9 oktober veel effectiever door de Israëlische luchtmacht ondersteund worden doordat de Syriërs grotendeels door hun luchtdoelraketten heen waren. Men voerde die dag 144 bombardementsvluchten uit. Tussen 8 en 10 oktober werd ook de Syrische luchtmacht actiever en voerde 266 bombardementsvluchten uit die echter slechts een munitietruck en een mortierpositie vernietigden tegen een verlies van 29 vliegtuigen. De 146e Ugda bracht nu op de uiterste linkerflank de 4e Gemechaniseerde Brigade met Ishermans op het plateau. Dit dwong de Syrische 1e PD de 4e PB naar het zuiden te verplaatsen voor de nodige rugdekking. De Syrische aanvallen naar het noorden toe bleven nu erg beperkt. Nadat luchtbombardementen de pantserafweerstellingen van de 5e ID vernietigd hadden, rukte de 146e Ugda in de late ochtend op aan weerszijden van de Tel Faris. Na zware strijd maakte men bij Kudne contact met de naar het zuiden oprukkende 679e PB van de 240e Ugda zodat de Syrische 9e ID en 1e PD in de val zaten. Het Syrische leger had nog maar zo'n 450 tanks. Door mechanische uitval was het aantal inzetbare Israëlische tanks echter ook maar zo'n 250. In de nacht van 9 op 10 oktober braken delen van de 91e PB uit naar het oosten, terwijl de 15e Gemechaniseerde Brigade van de 3e Pantserdivisie verwoede pogingen deed de omsloten troepen van het oosten uit te ontzetten. In de ochtend van de 10e oktober werden de laatste resten concentrisch aangevallen door de 240e Ugda in het noorden en de 146e Ugda in het zuiden. Tegen het middaguur brak het verzet en lieten de Syriërs hun uitrusting in de steek; grote groepen soldaten wisten langs de Israëlische eenheden heen te voet naar het oosten te ontsnappen.

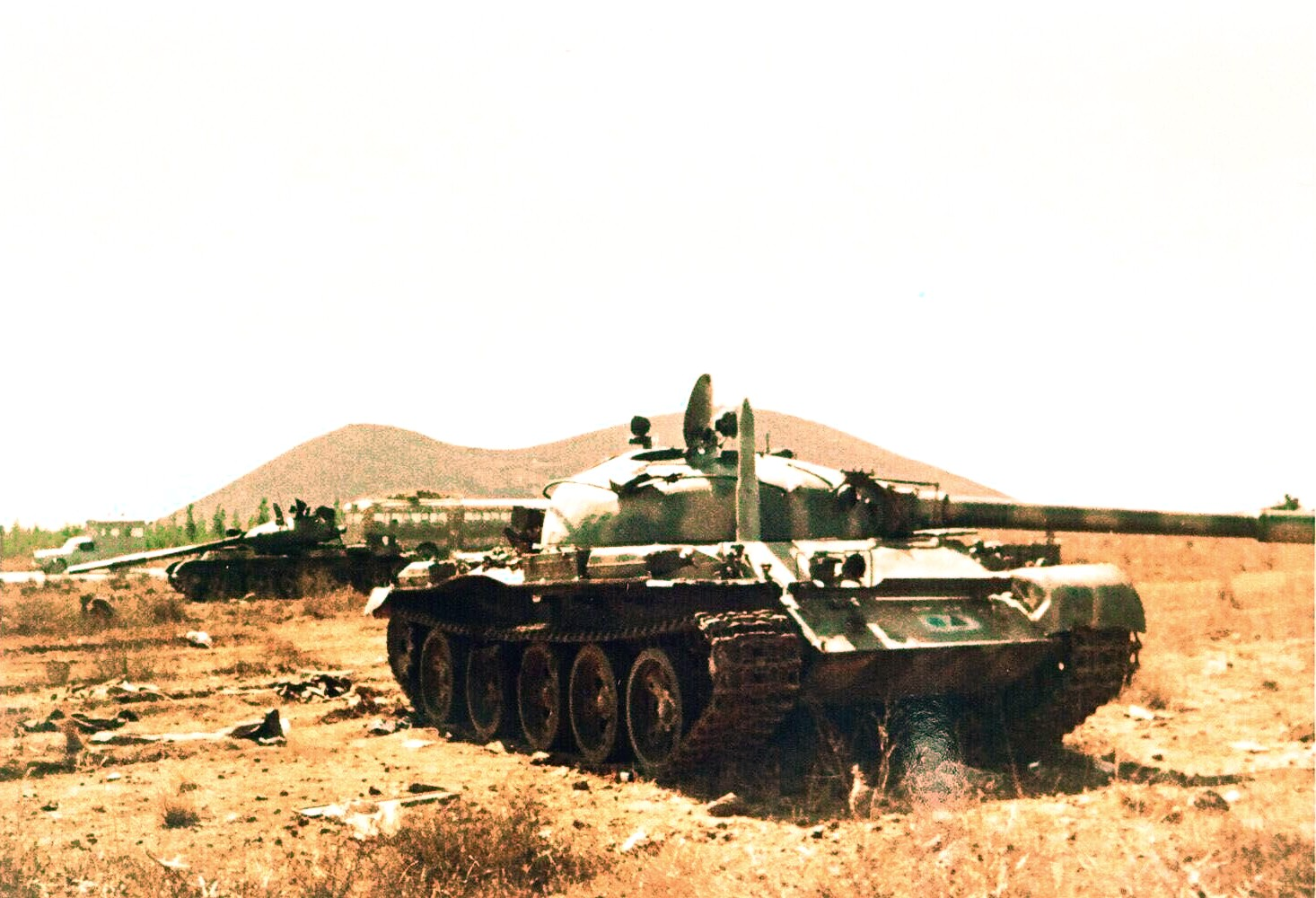
Uitgeschakelde doorgebroken T-62's in de "Vallei der Tranen"

De concentratie van de Israëlische reserves in de zuidelijke sector was gebaseerd op de vooronderstelling dat de noordelijke sector zou standhouden zonder versterkt te worden. In het begin ging dat ook vrij probleemloos. Op 7 oktober stond deze sector juist daarom de meeste eigen reserves af. Op den duur werd dat toch problematisch want het Syrische opperbevel zette alles in het werk om ook via de "gaping" ten noorden van Quneitra naar de Golan door te breken. Nadat de 78e Pantserbrigade daar was vernietigd, voerden tussen de middag van 7 oktober en de middag van 9 oktober de 81e Pantserbrigade (gedetacheerd van de 3e Pantserdivisie) en de 70e Pantserbrigade er grootscheepse aanvallen uit, in het begin 's-nachts wat een fysieke en psychische uitputting veroorzaakte bij de verdedigers. In de ochtend van 9 oktober waren er bij de "gaping" van het 74e TB, het 75e MIB en het 77e TB nog vijftien Centurions over van de oorspronkelijke vierenveertig; al zo'n driehonderd vijandelijke tanks had de noordelijke sector uitgeschakeld, mede bij het afslaan van kleinere aanvallen ten zuiden van de Hermon en direct ten westen van Quneitra. De vijftien tanks werden versterkt door zeven Centurions van Zamir. De 7e PB telde op dat moment als geheel nog 54 tanks. Onverwacht werd de toestand kritiek doordat de 70e PB hier voor het eerst overdag T-62's inzette, versterkt door een bataljon van de presidentiële garde, bij elkaar een negentig tanks. Net als in het zuiden vergisten de Israëlische bemanningen zich in de afstand waarop daarmee veilig het duel kon worden aangegaan. Veel Centurions werden uitgeschakeld. De resterende weken van hun vuurposities en de T-62's braken door. De situatie werd echter gestabiliseerd door de snelle inzet van dertien Centurions uit de 188e PB die luitenant-kolonel Josi Ben Hannan weer aan het opbouwen was en later door een compagnie Shermans. Daarbij bracht alle beschikbare artillerie vuur uit op de pas. Direct voor en in de "gaping" zouden later 230 vijandelijke tankwrakken worden aangetroffen. De effectieve blokkade van de pas zou in Israël een symbool worden voor de onwrikbare verdediging van de Golan; het gebied werd herdoopt tot de Emek Ha'Bacha, de "Vallei der Tranen".

### Opmars richting Damascus
Elazar gunde de troepen van het Noordelijk Commando nauwelijks tijd om te herstellen van de grote inspanningen die geleverd waren om de aanvallers terug te slaan. Hij wilde onmiddellijk de volgende stap zetten op weg naar de eindoverwinning: oprukken naar Damascus teneinde Syrië tot een wapenstilstand te dwingen. Egypte zou dan vermoedelijk niet de strijd in zijn eentje voortzetten — of anders eenvoudig verslagen kunnen worden als vrijwel het hele Israëlische leger zich in het zuiden concentreerde. Hij had haast want de Syriërs waren nu op hun kwetsbaarst. Syrië had 867 tanks verloren op de Golan. Van de 250 tanks die er buiten de presidentiële garde en de laatste brigade van de 3e PD nog over waren, kon maar een minderheid als inzetbaar gelden en die was weer verdeeld over talrijke gedecimeerde eenheden die grotendeels hun gevechtskracht verloren hadden. Voordat de Syriërs zich hergroepeerden of door Irak versterkt werden, wilde Elazar toeslaan. Zijn opvattingen wonnen het van die van Dajan die slechts een beperkt offensief voorstond. Eerder overwoog Elazar een divisie naar de Sinaï over te hevelen om daar het offensief te hervatten, maar Tal wees erop dat een verplaatsing vier dagen zou duren; de gevechtspauze zou door de vijand gezien worden als een teken van zwakte. Om het Syrische regime te intimideren was op 9 oktober de Israëlische luchtmacht een campagne begonnen van strategische bombardementen. Na het vernietigen van de grote radarinstallatie van El Boerak in Libanon, werden volgens plan Dominique regeringsgebouwen, de luchthaven en het radiostation in Damascus gebombardeerd en elektriciteitscentrales, olieopslagplaatsen, raffinaderijen en havenfaciliteiten in heel Syrië. Als voorwendsel hiervoor diende dat Syrië in de voorgaande dagen enkele 9K52 Loena-M "FROG" ballistische raketten op Galilea af had geschoten, die echter weinig schade aanrichtten.

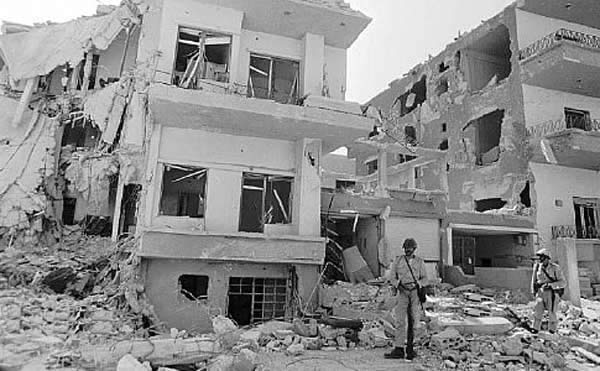
Het hoofdkwartier van de Syrische generale staf op 9 oktober

Een aanval zou echter niet eenvoudig zijn omdat er drie dichte verdedigingsgordels waren aangelegd op de Hoogvlakte van Damascus, met mijnenvelden, kazematten, antitankkanonnen en ingegraven oude T-34-85's. Al op 10 oktober liep een poging vast van de 146e Ugda om de vluchtende Syrische troepen tot over de Paarse Lijn te achtervolgen en de Tel Kudne te nemen. Hofi concentreerde op 11 oktober de 240e Ugda, versterkt door de 9e MB, op de hoofdweg van Quneitra naar Damascus. De 36e Ugda moest op de linkerflank daarvan oprukken, ten zuiden van de Hermonberg; de 7e PB en 188e PB waren zoveel mogelijk met tanks uit de materieelreserve weer op sterkte gebracht. Rond 11.00 uur begon deze divisie aan haar opmars en drong de Marokkaanse brigade en de Syrische 68e Infanteriebrigade in zware gevechten zo'n twintig kilometer naar het noordoosten terug totdat tegen de avond van 12 oktober Mazrat Beit Jan veroverd was. De 240e Ugda brak na zware gevechten en geteisterd door hevig artillerievuur door bij Chan Arnaba. Op 12 oktober had men de Tel Shams bereikt, deel van de middelste verdedigingsgordel. Tankaanvallen om de zwaar versterkte berg te veroveren mislukten maar in de nacht van 13 oktober werd de positie snel genomen door de 31e Parachutistenbrigade.

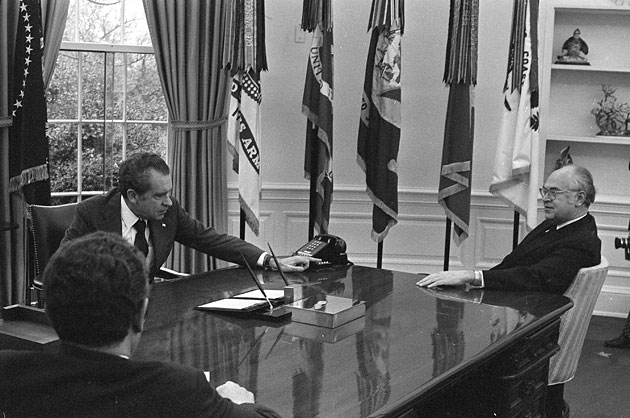
Nixon, Kissinger en de Sovjetambassadeur Dobrinin stellen in de Oval Office in overleg de bewegingsvrijheid van de strijdende partijen vast

Laner had al op 12 oktober bevolen deze blokkerende positie van het zuidoosten uit te omtrekken en de 179e PB en 9e MB rukten die morgen in een grote boog op naar Knaker, nog geen dertig kilometer van de buitenwijken van Damascus. Het slagveld met zijn verrekijker overziend vanaf de Tel Sjaar, zag hij tot zijn verbazing dat twee grote pantserformaties zijn open rechterflank naderden. Het bleken delen te zijn van Iraakse 3e Pantserdivisie die net op het slagveld gearriveerd was. Laner beval zijn oprukkende brigades weer om te keren. De 679e PB zette hij dwars op de opmarsroute van de Irakezen en de 205e PB waarmee hij net versterkt was, liet hij ten zuiden daarvan plaatsnemen. Zo schiep hij een enorme hinderlaag. De Irakezen, die geen actuele informatie hadden over het verloop van de slag, liepen daar in de nacht van 12 op 13 oktober recht in. Een bataljon van 6e Iraakse Pantserbrigade verloor in een bestek van twintig minuten de meeste van haar tanks. Dit gegeven is in latere boeken steeds verder aangedikt en zo ontstond het verhaal dat de hele divisie in vijf minuten vernietigd werd. In feite ontwikkelde zich een complex en moeizaam gevecht waarin de divisie, een weg naar het westen zoekend, steeds weer over Israëlische blokkades struikelde, totdat zij in de ochtend terugkeerde, tachtig tankwrakken achterlatend.
Voor Israël was de betrokkenheid van Irakezen in de oorlog, die wat later ook de 6e Pantserdivisie zouden inzetten, een grote tegenvaller. De plannen om naar Damascus op te rukken werden afgeblazen en men wendde voor dat de aanval eigenlijk al zijn doel had bereikt omdat de Syrische hoofdstad binnen het bereik van de Israëlische artillerie was gebracht. In feite was dit niet waar: slechts eenmaal lukte het om 's nachts het niemandsland binnen te dringen om drieëntwintig 175mm-granaten op het vliegveld van de stad af te vuren. Men beperkte zich nu grotendeels tot het verdedigen van de nieuwe frontlijn; de 179e PB werd naar de Sinaï gestuurd. Op 13 oktober zond Jordanië een kleine expeditiemacht naar Syrië en liet Centurions van de 40e Pantserbrigade op 16 oktober de zuidkant van de saillant aanvallen, waarbij men achtentwintig tanks verloor. Op 20 oktober was er een grotere Jordaans-Iraakse aanval die deze landen 120 tanks kostte.
Toen rond 12 oktober een ineenstorting van het Syrische leger dreigde, wendden de Syriërs zich tot de Sovjet-Unie. Die liet via de Amerikanen weten dat een aanval op Damascus niet geaccepteerd zou worden. Dajan was daar vooraf al bang voor geweest en het werd door hem gebruikt als extra argument om het offensief te beëindigen.
Op 21 oktober werd bekend dat er de volgende dag een wapenstilstand zou worden opgelegd. Hofi beval voor het ingaan daarvan alsnog de observatiepost op de zuidelijke Hermonberg te heroveren. Een eerdere poging op 7 oktober om de positie over de weg uit het zuiden te naderen, was vastgelopen en op 21 oktober landden daarom helikopters direct onder de top van de berg waarna luchtlandingstroepen de post, acht kilometer afdalend, van het noorden uit overvielen en om 03.30 uur, 22 oktober, volledig innamen. Tegelijkertijd maakte de Golanibrigade ten koste van zware verliezen de zuidelijke weg weer vrij.

### 14 oktober: het Egyptische offensief in de Sinaï mislukt

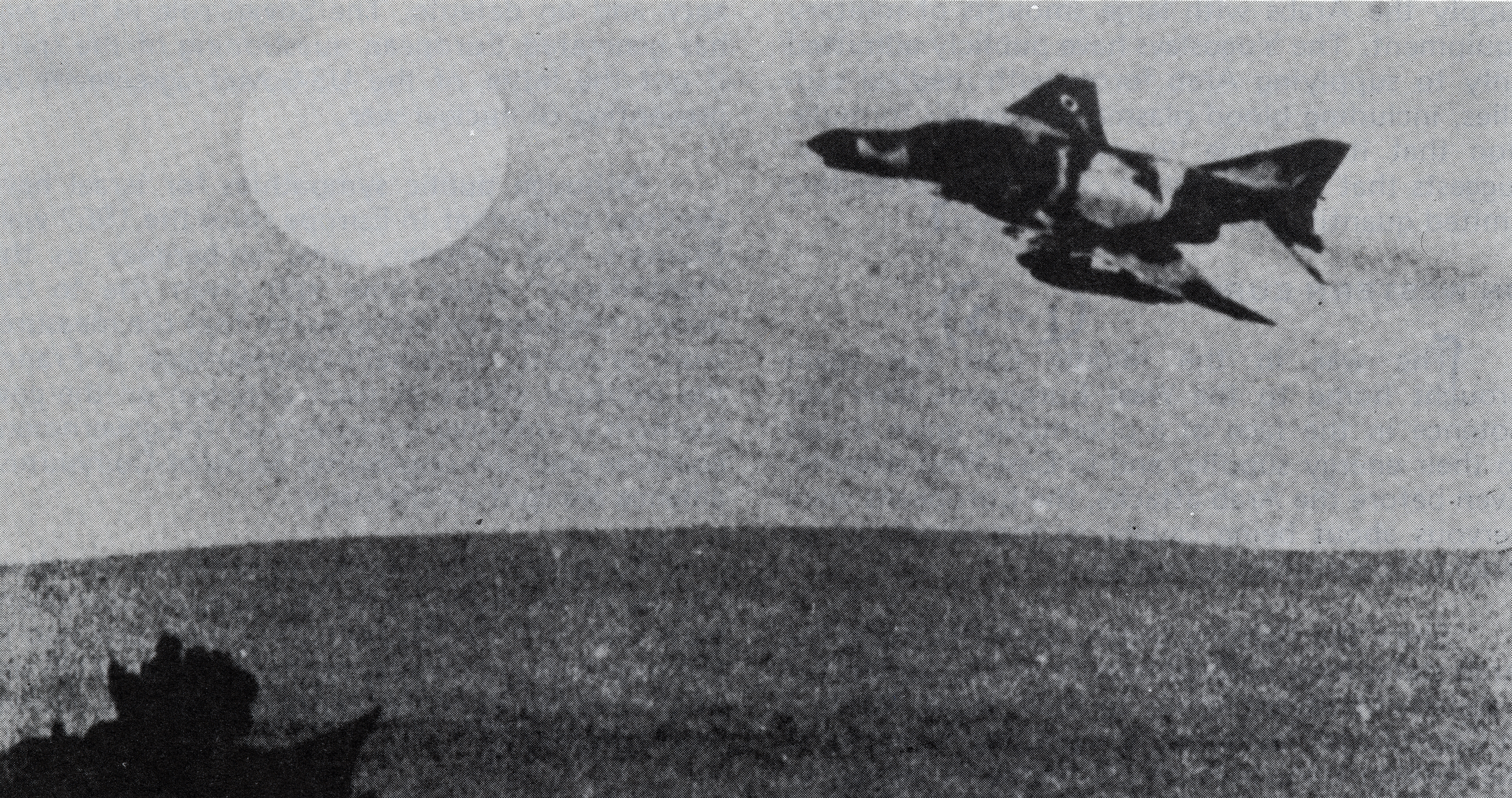
De Phantom II kon op 14 oktober straffeloos toeslaan

Op 13 oktober sloot Israël zich aan bij een voorstel in de Veiligheidsraad van het Verenigd Koninkrijk voor een wapenstilstand. Het belang van het voorkomen van een toestand van beleg woog zwaarder dan het verlies van het Suezkanaal. Voor Egypte was het heroveren van het kanaal het fundamentele oorlogsdoel geweest dus het lag voor de hand op het aanbod in te gaan nu Syrië in wezen verslagen was. Al-Assad wees echter het voorstel af. Sadat kon nu niet eenzijdig accepteren. Hij zag zich zelfs gedwongen tot een agressievere strategie om het verwijt te ontlopen dat Egypte op zijn lauweren rustte, terwijl Syrië in deze oorlog enorme offers gebracht had en verslagen dreigde te worden. Al op 12 oktober gaf hij bevel een opmars uit de bruggenhoofden naar het oosten voor te bereiden, uit te voeren op 13 oktober. Het plan stuitte op grote weerstand onder het Egyptische opperbevel dat een dergelijke operatie geheel kansloos achtte. Om zuiver politieke redenen zetten Sadat en Ismail Ali het offensief toch door, zij het dat het uitgesteld werd tot de morgen van 14 oktober. Om de bruggenhoofden niet te veel te verzwakken zouden de daar aanwezige troepen maar beperkt deelnemen. De echte aanvallen moesten uitgevoerd worden door de strategische pantserreserves die daartoe van de westelijke naar de oostelijke oever van het kanaal werden gebracht.

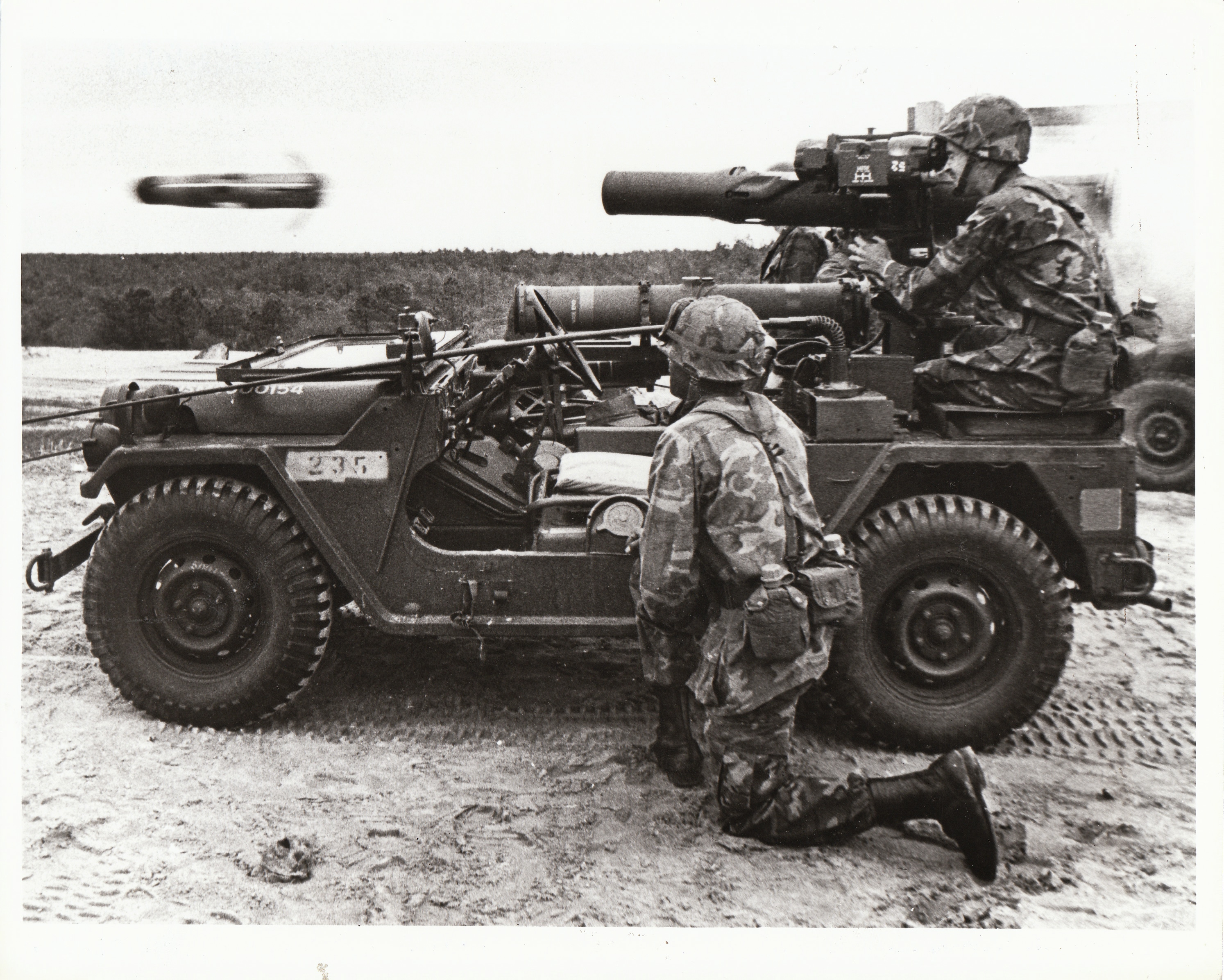
De TOW was een akelige verrassing

Het Egyptische leger had niet de operationele capaciteiten om de Israëlische strijdmacht in de Sinaï al manoeuvrerend een nederlaag toe te brengen. Men kon het strategisch initiatief wel nemen maar het operationeel initiatief niet behouden want er was niet voldoende controle over de eigen eenheden om die flexibel te laten reageren op vijandelijke tegenzetten. De kans was dus groot dat de oprukkende troepen door flankaanvallen vernietigd zouden worden. Om dat effect te verminderen, poogde men de Israëlische eenheden tot een frontaal gevecht te dwingen door belangrijke strategische doelen aan te vallen. De 21e Pantserdivisie zou uit het noordelijke bruggenhoofd Tasa aanvallen, de 4e Pantserdivisie in het zuiden de Mitlapas. Daarbij zou men zoveel mogelijk door kloven en wadi's oprukken om nog enigszins in de flank gedekt te worden.

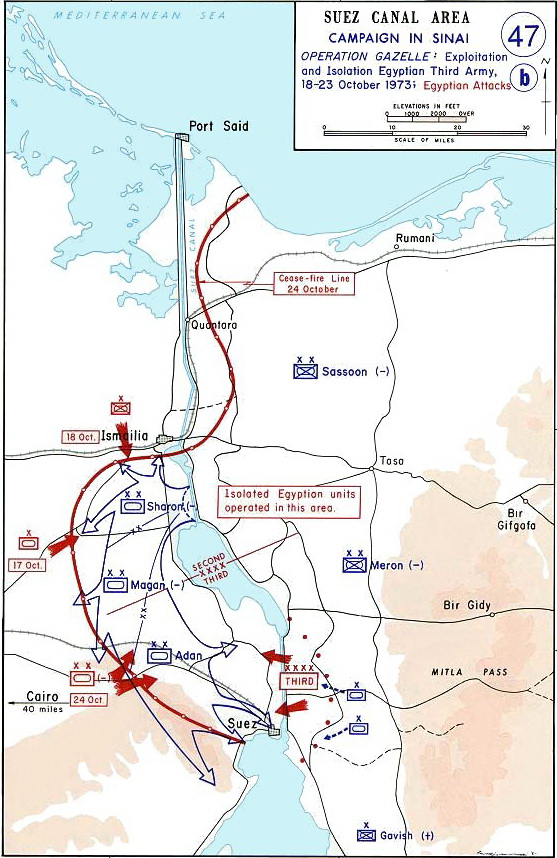
Operatie Abirei Lev

Het offensief eindigde in een grote nederlaag voor het Egyptische leger. Nadat de pantserspitsen een tiental kilometers waren opgerukt, werden ze geblokkeerd en het lukte ze niet om in frontale aanvallen door te breken. Wel werden ze zwaar gebombardeerd nu ze de dekking van de raketgordel hadden verlaten. Flankaanvallen werden wel degelijk uitgevoerd, vooral op de kleinere ondersteunende offensieven. Een schok voor de Egyptenaren was de inzet van de moderne BGM-71 TOW-antitankraket die pas op 11 oktober door de VS geleverd was en die ze aanzagen voor de oude Franse SS-11, hoewel ze niet konden verklaren hoe die plotseling zo effectief geworden was. Dezelfde dag werd in een commandoraid de grote afluisterpost op de Jebel Atakah vernietigd. Het Egyptische leger kon nu het radioverkeer van de Israëliërs niet meer onderscheppen, maar het kon ook niet langer controleren of de door de eigen eenheden opgegeven vorderingen wel klopten. In de avond ontdekte Ismail Ali dat die veel te rooskleurig waren voorgesteld en hij beval de aanvallen af te breken. De Israëliërs troffen na afloop 264 vijandelijke tanks aan; zelf verloren ze er een veertigtal, waarvan er maar zes uitbrandden.

### Israël steekt het Suezkanaal over
Doordat ze er in de voorgaande dagen al zo'n 240 verloren hadden, beschikten de Egyptenaren na 14 oktober over ongeveer zevenhonderd inzetbare tanks, ruwweg evenveel als het Zuidelijk Commando. Van het Golanfront waren de 179e PB en 670e MB in aantocht en de nieuwe 440e Ugda was met de 11e MB naar de Sinaï verplaatst om daar leiding te geven aan de zich opgebouwd hebbende 164e PB en de nieuwe 134e PB, provisorisch uitgerust met nog niet omgebouwde T-54's. Dat schiep gunstige omstandigheden voor een Israëlische oversteekpoging, vooral doordat de Egyptische pantserreserves verzwakt waren en zich op de oostelijke oever bevonden, waar ze bruggenhoofden niet direct konden aanvallen. De Israëlische generaals hadden al sinds 8 oktober grote onenigheid gehad over de vraag of en hoe ze het kanaal nog moesten oversteken. Toen op 12 oktober bekend werd dat de 4e en 21e Pantserdivisie overstaken, werd meteen besloten zelf een poging te wagen.

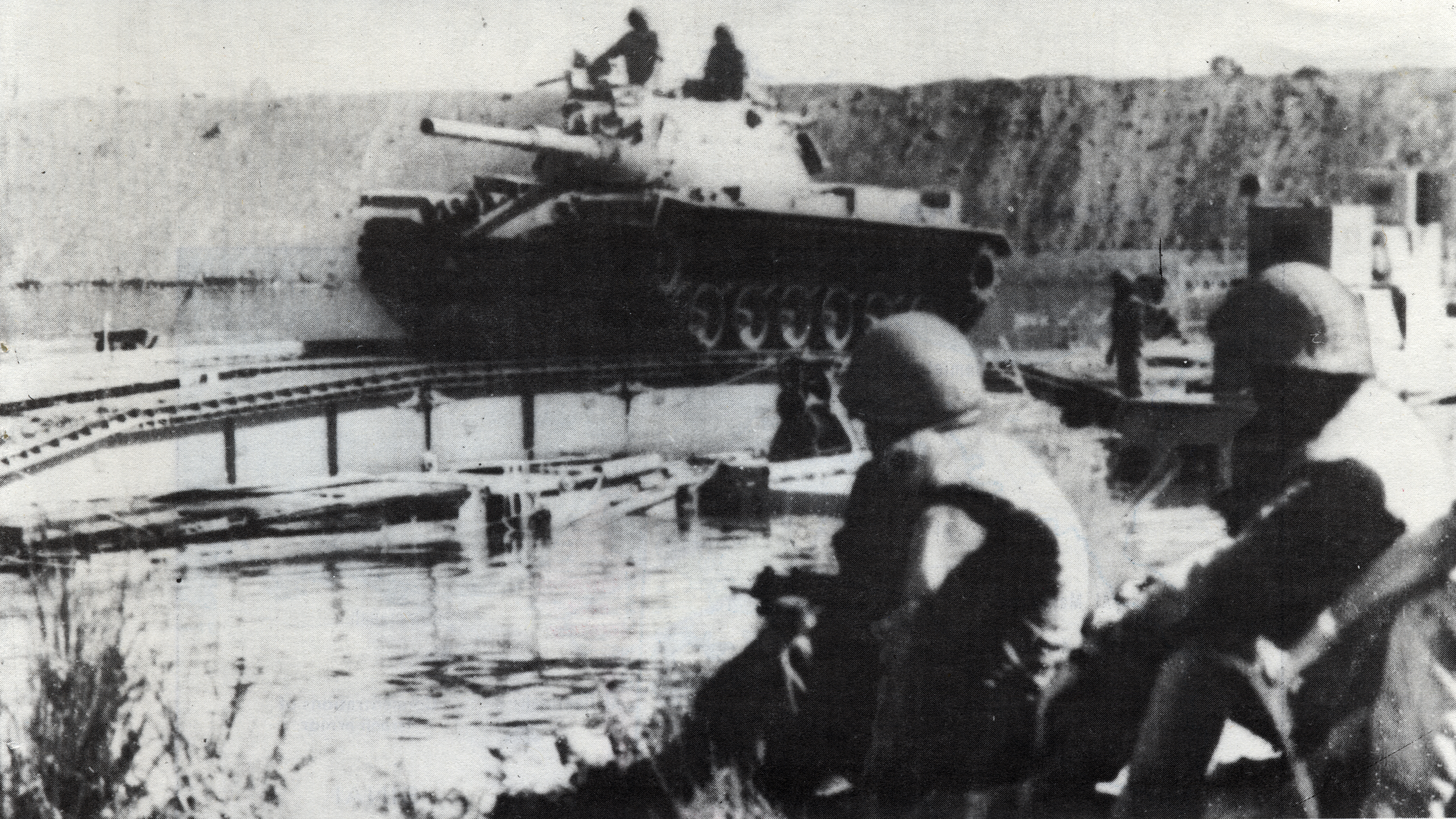
Een M48 steekt de pontonbrug over

Het oversteekplan wordt vaak als "Operatie Gazelle" aangeduid maar dat was eigenlijk de oude aanduiding van de oversteekfase binnen Operatie Woestijnkat. Het nieuwe plan kreeg de naam Operatie Abirei Lev. Dat wordt soms letterlijk vertaald als "Mannen met een Dapper Hart" maar de oudtestamentische betekenis is negatiever en heeft de lading van "Eigenwijze Lui". Inderdaad was de opzet zeer riskant. Men wilde niet eerst doorbreken om een stuk van de oostelijke oever te veroveren maar achter de vijandelijke linies doorglippen. De zuidelijkste positie van het Egyptische Tweede Leger lag op zo'n 1500 meter ten noorden van het Grote Bittermeer. Het tussenliggende terrein kon goed gedekt worden door tanks of raketten maar in principe was het mogelijk eromheen te trekken. De divisie van Sharon, de 143e Ugda, moest op 15 oktober, na zonsondergang, de oever van het meer bereiken. Een brigade, de 14e PB, zou eerst naar het zuiden zwenken en daarna noordwaarts naar het kanaal rijden waar zich een al voorbereide oversteekplaats bevond. Twee bataljons daarvan, het 7e en 18e TB, moesten dan in de rug van de 16e Infanteriedivisie langs de oostoever oprukken en een derde, het 40e TB, van achteren een semi-verharde weg openen, met de codenaam Tirtur, die speciaal was aangelegd om een prefabbrug naar het kanaal te brengen. De 600e PB zou tegelijkertijd proberen van de oostkant over Tirtur op te rukken. De 421e PB en de 247e Parachutistenbrigade zouden daarna via een pontonveer het kanaal oversteken en een bruggenhoofd vestigen. Overdag op de 16e moest daarna de 162e Ugda van Adan over een pontonbrug en de prefabbrug oversteken en op de 17e het hele Derde Leger omsingelen door naar Suez op te rukken.

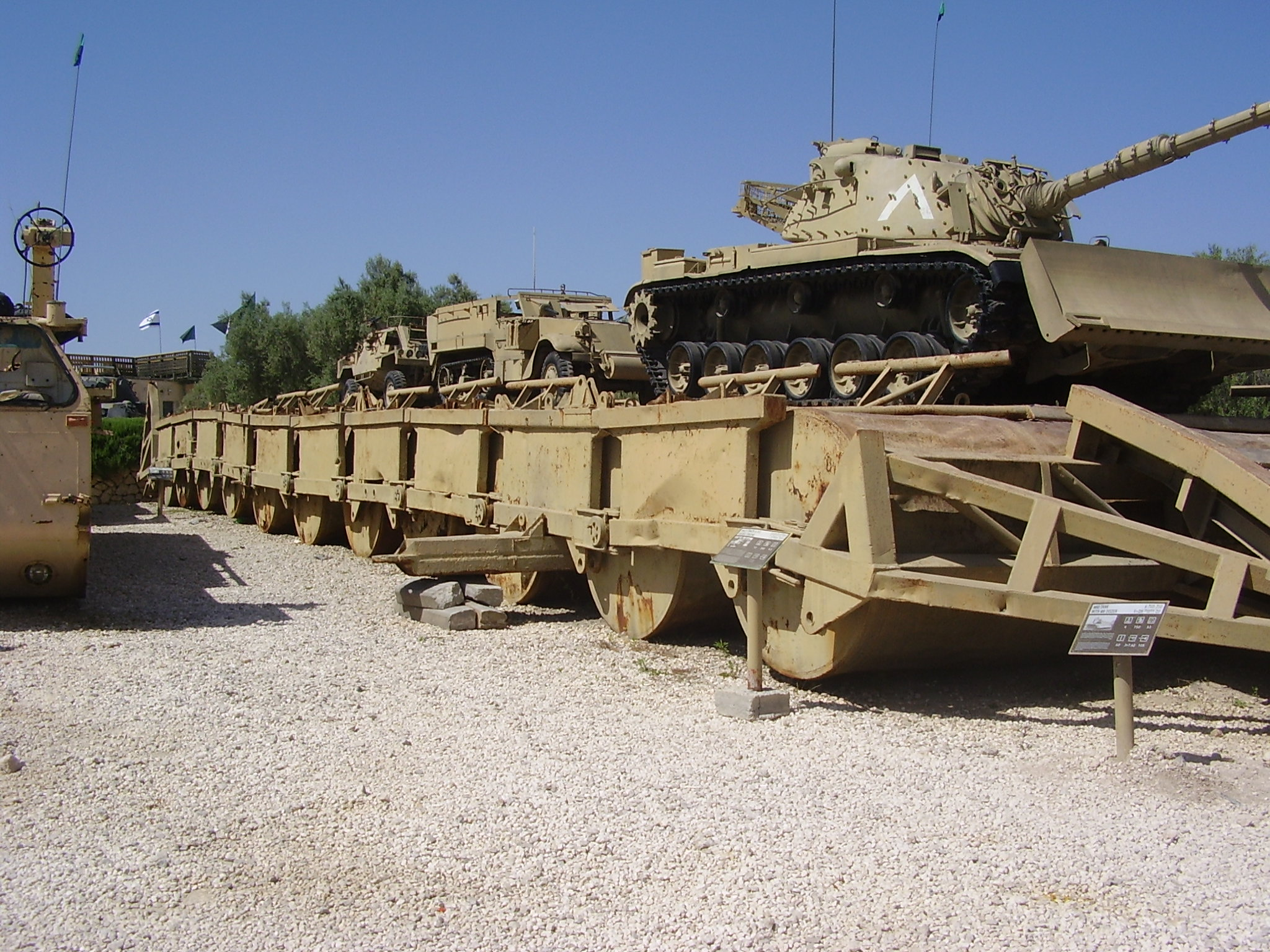
Een stuk van de Glilim Gesjer; in de praktijk bleken er overigens geen tanks over te kunnen rijden daar de constructie dan te veel golfde.

In het begin verliep de aanval voorspoedig. Zonder ontdekt te worden wist men heimelijk het kanaal te bereiken. De aanval naar het noorden toe reed toen echter recht de logistieke zone van de 16e ID binnen waar zich duizenden voertuigen, tenten en opslagplaatsen bevonden. Een enorme chaos was het gevolg. Gealarmeerde Egyptische troepen en tanks stroomden toe en er ontwikkelde zich een verward gevecht op korte afstand, waarin de 14e PB de helft van haar tanks verloor. Van het vrijmaken van Tirtur kon geen sprake zijn: de route bleek door de 16e Divisie gebruikt te zijn om er haar hoofdweerstandslinie langs aan te leggen. Toen het licht werd, strekten zover het oog reikte zich de smeulende resten van verbrand materieel uit. Het landschap was bezaaid met lijken, waaronder die van driehonderd Israëliërs, meer dan een tiende van de verliezen in het hele conflict. Het bleek dat de Egyptenaren, ondanks felle aanvallen door de parachutistenbrigade, boven Tirtur nog steeds de rug van de "Chinese Boerderij" hielden, zo genoemd naar een oud landbouwproject waar Japanse ingenieurs ideogrammen op de muren hadden aangebracht. Van daaruit was het maar een paar kilometer tot het Grote Bittermeer en de "corridor" naar het oversteekpunt, op het smalste punt slechts een zevenhonderd meter breed, kon dus door direct vuur van tanks en raketten bestreken worden en was meer een killing zone. Er had zich een verkeersopstopping van twintig kilometer lengte ontwikkeld en de bruggen waren ernstig vertraagd. Naar gangbare militaire maatstaven kon de operatie als mislukt gelden. Dajan stelde voor de aanval af te gelasten. Sharon was echter in de nacht al begonnen over te steken. Om 01.35 uur gingen de eerste stormboten naar voren en een bataljon parachutisten bezette een bruggenhoofd van vijf kilometer breed en twee diep. Om 06.43 uur werd met vijf naar voren gebrachte oude vlotten van het Gillois-type de eerste van een dertigtal Pattontanks overgezet. Die rapporteerden dat de westelijke oever vrijwel onverdedigd was en waaierden tot dertig kilometer uit over het landschap, onderwijl vier SAM-bases vernietigend. Bar-Lev besloot nu hoe dan ook door te zetten.

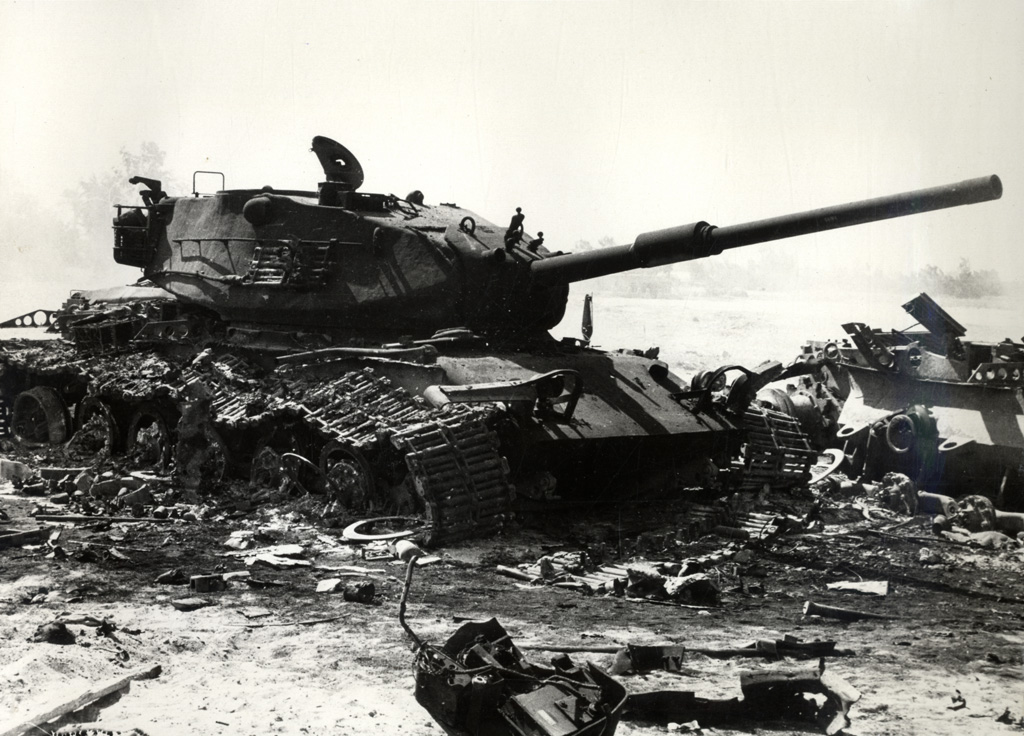
Sharon verloor een aantal kostbare M60A1 tanks bij Ismailia

Het Egyptische opperbevel wist niet wat het van deze verrassende ontwikkelingen moest denken. Sjazli stelde voor de 4e PD naar de westelijke oever te brengen en daarmee het bruggenhoofd aan te vallen. Sadat vreesde echter dat een dergelijke verzwakking van de Egyptische bruggenhoofden precies de Israëlische opzet was. De oversteek zou ook een propagandastunt kunnen zijn of wat terrein moeten veroveren dat bij onderhandelingen uitgeruild kon worden. In ieder geval had het Zuidelijke Commando zich in een zeer kwetsbare positie gebracht. Twee van de drie kerndivisies lagen nu als een worst tussen de kaken van het Tweede en Derde Leger en die hoefden maar iets dicht te klappen om Israël een, misschien beslissende, nederlaag toe te brengen. Sadat beval de 21e PD om op 17 oktober met alle macht van het noorden uit aan te vallen en de corridor te verpletteren. Tegelijk moest de 25e Pantserbrigade, uitgerust met T-62's, rond de Bittermeren trekken en de vijand van het zuiden uit aanvallen. De eerste aanval viel echter samen met een poging van de 162e Ugda om alsnog de toevoerwegen vrij te maken. Na felle strijd werden de Egyptenaren in de morgen teruggeslagen, honderd tanks achterlatend. De 25e PB werd op de oostoever van het Grote Bittermeer overvallen door de reserve van de 162e Ugda, de met Centurions uitgeruste 500e PB, en in de loop van de middag vrijwel volledig vernietigd. Om 16.00 uur werd een pontonbrug voltooid en in de nacht van 17 op 18 oktober stak Adan met zijn divisie over. In de loop van 18 oktober werd Tirtur alsnog vrijgemaakt en de prefabbrug naar voren gebracht, een enorm gevaarte van zeshonderd ton en tweehonderd meter lengte, modulair opgebouwd uit stalen rollers gevuld door schuimrubber, die een wegdek droegen. Deze rollerbrug, de Glilim Gesjer, moest door zestien Centurions worden voortgetrokken, verbonden aan de zijkanten. Het had, na op 13 oktober geassembleerd te zijn, de frontlijn nauw gevolgd en de tanks moesten regelmatig afkoppelen om aan de gevechten deel te nemen. Tegen middernacht werd het in één keer over het kanaal geschoven. Op 20 oktober was een tweede pontonbrug in werking en was de bevoorrading zeker gesteld.
Op 18 oktober vloog een zeer snelle Sovjet Mikojan-Goerevitsj MiG-25-fotoverkenner over het bruggenhoofd en nam waar dat een hele Israëlische divisie overgestoken was. Aleksej Kosygin, al drie dagen op bezoek in Caïro, wist toen Sadat te overtuigen van de noodzaak van een wapenstilstand. Op de 19e zouden ook de divisie van Sharon en de 252e Ugda onder brigade-generaal Kalman Magen die de op 13 oktober gesneuvelde Mandler vervangen had, naar Afrika oprukken. Zelfs nu weigerde Sadat zijn eigen bruggenhoofden op te geven. Wel werden de 4e Pantserdivisie en 22e PB naar de westoever gehaald; de Egyptische 23e PB was al sinds 17 oktober bezig de noordzijde van de penetratie aan te vallen. Terwijl Sharon een vergeefse poging deed Ismailia te nemen, rukten op 20 en 21 oktober Adan en rechts van hem Magen over een breed front vijftig kilometer naar het zuiden op, de Bittermeren westelijk omtrekkend en uiteindelijk de hoofdweg Caïro-Suez afsnijdend. De raketgordel werd in deze sector vernietigd en de Israëlische luchtmacht bracht zware verliezen toe aan de 4e PD. De Egyptische luchtmacht probeerde dit te voorkomen maar verloor tientallen toestellen.

### Wapenstilstand
Op 20 oktober vloog Kissinger op verzoek naar Moskou voor besprekingen over een wapenstilstand. Nadat een akkoord was bereikt, bracht de Sovjetambassadeur in Caïro om 21.00 uur aan Sadat het bericht dat er een dwingende resolutie door de Veiligheidsraad van de Verenigde Naties zou worden aangenomen. Op 21 oktober vloog Kissinger door naar Tel Aviv met dezelfde boodschap. Op 22 oktober nam de Veiligheidsraad resolutie 338 aan die voorzag in een staakt-het-vuren om 18.52 uur, op beide fronten. Dit voorkwam een zwaardere militaire nederlaag voor Egypte. Op dat moment stonden de Israëlische troepen bij kilometerpaal 101 op de weg Suez-Caïro – waarlangs ze overigens niet aan het oprukken waren. De Israëliërs probeerden op 22 oktober nog zoveel mogelijk terrein te winnen; ze bereikten wel om 18.45 uur op één punt de westelijke oever van het kanaal ten zuiden van het Kleine Bittermeer, maar niet de Golf van Suez.
Eenheden van het Derde Leger begonnen hierop naar het westen te vluchten, ook door de Israëlische posities heen. Bij pogingen deze troepen krijgsgevangen te nemen, kwam het tot vuurgevechten. De Israëliërs stelden dat de wapenstilstand hierdoor verbroken was en omsingelden nu het zuidelijke leger door naar Suez op te rukken waardoor zeventigduizend manschappen plus 250 tanks opgesloten zaten. De aanval liep na zware strijd vast in Suez zelf waaruit men zich weer moest terugtrekken. Op 23 oktober nam de Veiligheidsraad resolutie 339 aan inhoudend dat men moest terugkeren naar de posities van 22 oktober maar Israël gaf daar geen gehoor aan. Ook resolutie 340 van 25 oktober met dezelfde inhoud had eerst geen effect. Sadat deed nu een beroep op de Sovjet-Unie om een militaire interventie uit te voeren, zoals ze hadden toegezegd. Zeven luchtlandingsdivisies brachten zich volgens de VS in paraatheid. Onder druk van de VS stemde Israël op 25 oktober in met een nieuwe wapenstilstand en trok Sadat zijn beroep in. De VS verhoogden hun paraatheid van DEFCON 2 naar 3; de USSR verklaarde die nervositeit door aan te nemen dat Nixon labiel geworden was vanwege het gelijktijdige Watergateschandaal; in feite was de maatregel genomen door Kissinger. De 162e Ugda werd eind oktober over het kanaal teruggenomen om in een heimelijke aanval op 2 november alsnog het Derde Leger te vernietigen maar toen de Amerikanen hier lucht van kregen, verboden ze de operatie.
Bij de Egyptisch-Syrische coalitie sneuvelden in totaal 8528 soldaten, 19540 raakten gewond, meer dan 8400 werden krijgsgevangen genomen. De Egyptische luchtmacht verloor 235 vliegtuigen en de Syrische 135. Aan Arabische zijde werden zo'n 2200 tanks vernietigd. Aan Israëlische zijde sneuvelden 2688 soldaten en werden er 7251 zwaargewond waarvan respectievelijk 772 en 453 aan het Syrische front; 314 Israëliërs werden krijgsgevangen genomen (230 door Egypte) en zeventien zijn vermist. De eerste dagen, 6 tot 10 oktober, verloor de Israëlische strijdmacht minstens negenenveertig vliegtuigen en vijfhonderd tanks. Dat liep later op tot 103 vliegtuigen en 1063 tanks; ongeveer zeshonderd van die laatste werden weer herbouwd. De helft van de Israëlische doden betrof tankbemanningen.
Hoewel het Israëlische leger uiteindelijk de overhand kreeg, wordt de oorlog zowel aan Arabische als aan Israëlische kant meestal als een militaire nederlaag voor Israël gevoeld. De oorlog was immers met een overwinning voor Egypte begonnen, hetgeen had aangetoond dat Israël beslist niet onkwetsbaar was.

### De luchtoorlog

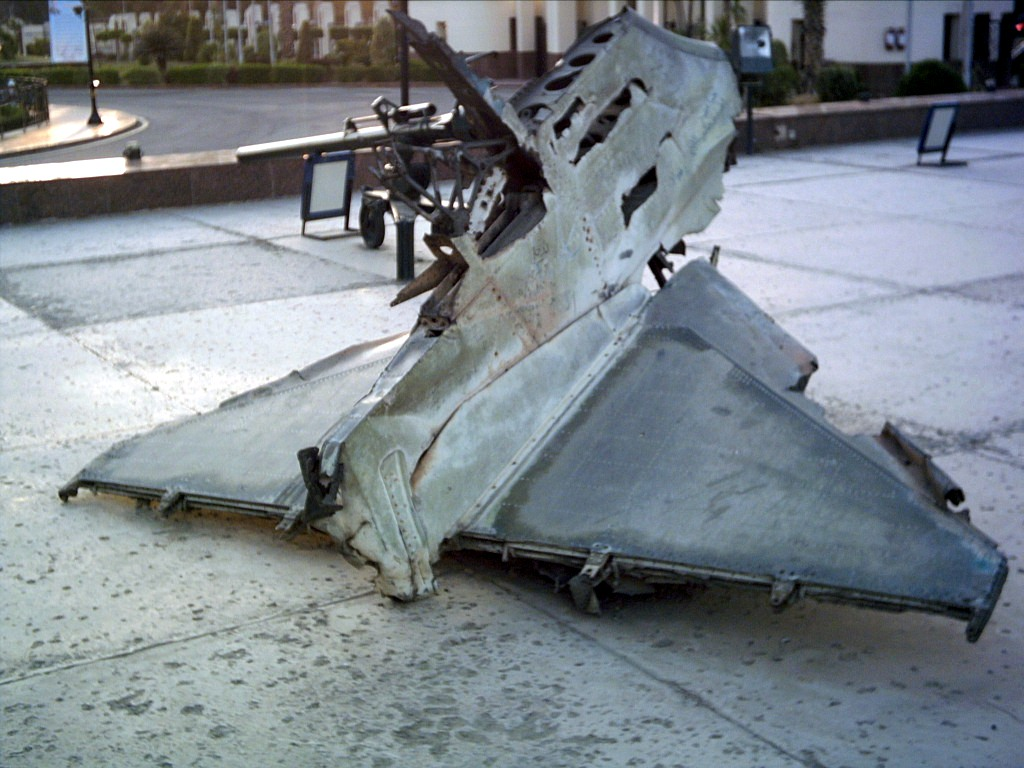
Wrak van een Israëlische A-4 Skyhawk

De luchtmachten van Egypte en Syrië hadden, inclusief 125 toestellen van andere Arabische landen, bijna driemaal zoveel operationele jachtbommenwerpers als de Israëlische luchtmacht. Dat betekende echter niet dat er zich gemiddeld ook drie keer zoveel Arabische vliegtuigen in het luchtruim bevonden. Israël voerde gedurende de oorlog 11.223 gevechtsvluchten (sorties) uit; het aantal lag aan Arabische zijde, met naar schatting 10.500 sorties (6185 Egyptische) ongeveer even hoog, zowel door zware verliezen als door een lagere sortie rate, de hoeveelheid vluchten per vliegtuig per dag die in Egypte zo laag lag als 0,6 en in Israël zo hoog als vier. De Arabische luchtmachten leverden nauwelijks een effectieve bijdrage aan het totale gevechtsverloop. Luchtgevechten plachten erg eenzijdig af te lopen met 277 neergeschoten Arabische toestellen tegenover zes jagers die Israël als verliezen heeft erkend. De Egyptische luchtmacht vermeed luchtgevechten zoveel mogelijk. Een aanwezigheid in de lucht wordt daarbij pas werkelijk nuttig als die resulteert in bombardementen. De Israëlische luchtmacht voerde 7272 bombardementsvluchten uit, ongeveer het dubbele van het Arabische totaal terwijl de bommenlast per vliegtuig veel hoger lag. De Egyptische luchtmacht verleende daarbij vrijwel geen grondsteun aan de fronttroepen. Overigens was ook het effect van de Israëlische bombardementen beperkt en slaagden die er, net als in 1967, niet in grote aantallen pantservoertuigen uit te schakelen.
In totaal gingen 442 Arabische toestellen verloren, inclusief helikopters. Israël verloor 103 jachtbommenwerpers, waaronder 32 Phantom II's, 53 Skyhawks, elf Mirages en zes Super Mystères, het merendeel door de Arabische luchtafweer waarbij de luchtdoelraketten en de luchtafweerkanonnen ieder ongeveer de helft voor hun rekening namen. Onder de raketten was vooral de "SAM-6" effectief. Gegeven het feit dat duizenden luchtdoelraketten werden afgevuurd, was de trefkans per raket slechts een paar procent. De Egyptische luchtdoelraketten schoten meer eigen toestellen neer dan Israëlische. Van de Israëlische HAWKS werden er vijfenzeventig afgevuurd die minstens twaalf Egyptische vliegtuigen troffen. Drieënvijftig Israëlische piloten zouden sneuvelen, vierenveertig raakten gevangen.
Strategische bombardementen waren, afgezien van de acties tegen Syrië, erg beperkt van omvang. Egyptische Toe-16s voerden enkele vluchten voor de Israëlische kust uit waarbij ze vijfentwintig Radoega KRS-2 of KSR-11 "AS-5 Kelt" kruisvluchtwapens afvuurden, voornamelijk op regeringsgebouwen in Tel-Aviv, maar de meeste werden neergeschoten en de schade was gering. De tactische inzet van de "Kelt" was succesvoller: op 6 oktober werd een radarinstallatie door twee van deze robotvliegtuigjes vernietigd.

### De oorlog ter zee

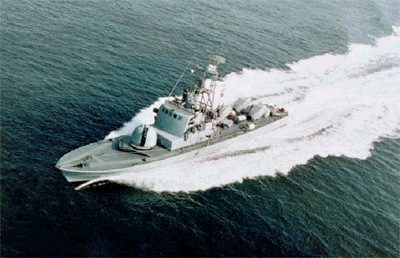
Een Sa'ar 3

De marines van de strijdende partijen waren tussen 1967 en 1973 maar weinig uitgebreid. Egypte had aan grote oppervlakteschepen vijf torpedobootjagers en drie fregatten, Israël twee torpedobootjagers. Deze schepen speelden maar een beperkte rol. Egypte zou met een flottielje de ingang van de Rode Zee blokkeren om de olietoevoer uit Iran naar Israël af te snijden. Verder bleven de zeeroutes naar Israël open en tweehonderd vrachtschepen liepen tijdens de oorlog binnen.
Ook op zee werden geleide raketten steeds belangrijker. Raketboten zouden twee belangrijke zeeslagen leveren, beide tijdens de nacht. Israël had twaalf patrouilleboten besteld in Frankrijk, die men tot raketboot wilde ombouwen. Toen Frankrijk de levering van de laatste vijf tegenhield, werden ze op 24 december 1969 door Israëlische bemanningen uit de haven van Cherbourg gesmokkeld. Op 7 oktober 1973 vielen vier Israëlische raketboten van de Sa'ar 3-klasse en een van de Sa'ar 4-klasse de Syrische havenstad Latakia aan. Ze brachten daarbij een torpedoboot en een mijnenjager tot zinken, maar ook drie Syrische raketboten. De Israëlische Gabriel antischeepsraket bleek ondanks een veel korter bereik superieur aan de Sovjet "Styx", voornamelijk doordat het lukte het geleidesysteem te storen. Ook drie vrachtschepen van neutrale landen werden in de strijd getroffen. Op 9 oktober brachten vijf Israëlische raketboten drie Egyptische tegenhangers tot zinken voor de kust van Baltim. De twee acties waren de eerste zeeslagen die voornamelijk met raketten werden uitgevochten.

## Egypte en Syrië na de oorlog
Voor Egyptenaren was de oorlog een eerherstel na de nederlaag die zij tijdens de Zesdaagse Oorlog hadden geleden. Vanaf januari 1974 begon Israël zich geleidelijk naar de Mitla- en Gidipassen terug te trekken na vele ronden "shuttlediplomatie" door Kissinger.
Uiteindelijk werd in 1978 te Camp David een verdrag getekend, op basis waarvan Israël zich zou terugtrekken naar de internationale grens van voor 1967 en de gehele Sinaï gedemilitariseerd gebied zou worden. Een jaar later werd een vredesverdrag ondertekend. De twee ondertekenaars, Menachem Begin en Sadat, kregen hiervoor de Nobelprijs voor de Vrede. Egypte werd een bondgenoot van de VS, hetgeen het land veel militaire en financiële steun zou opleveren.
Een regeling tussen Israël en Syrië bleek een nog grotere tour-de-force voor Kissinger. Israël wilde het gewonnen gebied grotendeel behouden, Syrië eiste dat de helft van de Golan werd opgegeven, nu ook een gedeelte van de Sinaï was ontruimd. Uiteindelijk kwam men overeen in het noorden van de Golan een wat bredere bufferzone dan eerst aan te houden waarin ook Quneitra zou liggen. Bunkercomplex 116, door Israël aan de oostzijde van de wapenstilstandslijn van 1967 gebouwd, werd ontruimd. Belangrijker dan deze geringe territoriale verschuivingen was een verplichting die beide landen op zich namen om geen grote parate eenheden aan de grenzen te stationeren. Verder zou Syrië geen Palestijnse acties van haar grondgebied af meer toestaan. Zelfs toen beide landen slaags raakten in de Israëlisch-Libanese Oorlog van 1982, bleef het aan de Paarse Lijn rustig. Dat zou zo blijven tot de Syrische Burgeroorlog.

## Israël na de oorlog
Direct na de Jom-kipoeroorlog kwam in Israël een protestbeweging op gang, die onafhankelijk onderzoek eiste naar de vraag hoe de verrassingsaanval mogelijk was. Nog vlak na de oorlog won de Arbeidspartij onder leiding van premier Golda Meïr de verkiezingen; dat was de laatste keer tot 1999 dat de socialisten een overtuigende verkiezingsoverwinning binnen zouden slepen.
De protesten bleven toenemen. Uiteindelijk werd de juridische commissie-Agranat opgericht. In 1974, nadat de tussenresultaten van de commissie-Agranat gepubliceerd werden, traden premier Golda Meïr en de minister van Defensie Mosjee Dajan af. Weliswaar waren de onderzoeksresultaten van de commissie niet nadelig voor hen, maar de protesten in het land namen alleen maar toe. Yitzhak Rabin en Shimon Peres, die minder belangrijke posten hadden bezet in de impopulaire regering van Meïr, werden respectievelijk minister-president en minister van Defensie. Opperbevelhebber David ("Dado") El'azar werd gedwongen om af te treden.

## Gevolgen
Door de Arabische landen werd een olie-embargo ingesteld dat gold voor de Verenigde Staten, Nederland en nog een aantal West-Europese landen. De olieprijzen werden verveelvoudigd met als gevolg de Eerste Oliecrisis. Die leidde weer tot een trendbreuk met de westerse economische groei van na de oorlog, toen in de jaren vijftig en zestig tijdens het Duitse Wirtschaftswunder en de Franse Trente Glorieuses de gemiddelde jaarlijkse groeipercentages tussen de 5% en 6% lagen.
De Jom Kipoeroorlog gaf de Arabieren zelfvertrouwen; Israel bleek niet de onoverwinnelijke tegenstander zoals het zich veronderstelde en de Arabieren zagen dat ze iets konden bereiken wanneer er sprake was van samenwerking. De oorlog was een grote klap voor Israel, waarbij 2500 soldaten het leven lieten, er sprake was van 4 miljard dollar geldverlies en het zelfvertrouwen van Israel ernstige schade opliep. Hoewel de Arabieren de oorlog aan het eind verloren, behaalden ze wel een psychologische en diplomatieke overwinning. In 1973, werd Resolutie 338 door de VN-veiligheidsraad aangenomen, dat de weg baande voor een vredesproces in het Midden-Oosten op basis van resolutie 242 waarbij Israel zich terugtrekt van bezet gebied na Arabische erkenning van de staat Israël, een resolutie die in feite ongunstig zou uitpakken voor de Palestijnen vanwege de afwezigheid van een erkenning van het Palestijnse volk. De aanvaarding van resolutie 242 door Egypte en Jordanië zorgde ervoor dat de Palestijnen er alleen voor kwamen te staan en het besluit namen om het heft in eigen handen te nemen. Als gevolg hiervan, speelde Fatah een steeds grotere rol in de Palestijnse bevrijdingsbewegingen. 
De Jom Kipoeroorlog is na de Tweede Wereldoorlog het omvangrijkste conflict waarin min of meer evenwaardige gemechaniseerde legers met elkaar slag leverden. Omdat tijdens de Koude Oorlog de militaire blokken niet daadwerkelijk met elkaar vochten, hechtten ze grote waarde aan deze praktijkervaring met hun wapensystemen en tactieken. Daarom werd de oorlog al toen hij nog gaande was nauwgezet door militaire experts bestudeerd die uit de loop der gebeurtenissen allerlei, vaak tegenstrijdige, conclusies trokken. Reeds in oktober 1973 werd door de pers het "einde van de tank" aangekondigd gezien de gebleken effectiviteit van geleide antitankraketten. De meeste westerse legers namen direct grote aantallen hiervan in hun organisatie op, als goedkope remedie tegen het numeriek tankoverwicht van het Warschaupact. Tankproducenten besloten hun product levensvatbaar te houden door dikker en meer geavanceerd pantser. Dat werd geïnspireerd door een zeer invloedrijk Israëlisch rapport dat stelde dat iedere op de Golan ingezette Centurion minstens eenmaal door een antitankwapen getroffen was.

## Voetnoten
1. 1 2  The Fourth Round - A Critical Review of 1973 Arab-Israeli War
2. ↑  Mahjoub Tobji (2006). Les officiers de Sa Majesté: Les dérives des généraux marocains 1956-2006. 107: Fayard. ISBN 978-2213630151.
3. ↑  Perez, Cuba, Between Reform and Revolution, p. 377-379
4. ↑  Bourne, Peter G. (1986). Fidel: A Biography of Fidel Castro. New York: Dodd, Mead & Company
5. 1 2  Rabinovich, p. 464-465
6. ↑  Le jour où Hassan II a bombardé Israël
7. ↑  Shazly, p. 83-84
8. ↑  Bregman (2000), p. 66
9. ↑  Bregman (2000), p. 65
10. ↑  Bregman (2000), p. 67
11. ↑  Bregman (2000), p. 68
12. ↑  Bregman (2000), p. 70
13. ↑  Bregman (2000), p. 71. Scuds zouden in augustus 1973 alsnog geleverd worden maar waren op 6 oktober nog niet operationeel
14. ↑  Bregman (2000), p. 72
15. ↑  Bregman (2000), p. 69
16. ↑  Duncan (2007), p. 17-18
17. 1 2  Rabinovich (2017), p. 50
18. ↑  Bregman (2000), p. 81 "Graniet Een" was het plan in 1972 voor de oversteek van het kanaal, "Graniet Drie" de bevrijding van de Gazastrook
19. ↑  Bregman (2000), p. 76
20. 1 2  Bregman (2000), p. 79
21. ↑  Rabinovich (2017), p. 51
22. ↑  Bar-Joseph (2012), p. 25
23. ↑  Herzog (1982), p. 228-229
24. ↑  Bregman en Zeira maakten er een punt van dat het dubbelspion betrof; Rabinovich en Bar-Joseph dachten dat het de man alleen om het geld te doen was
25. ↑  Bregman (2000), p. 73
26. ↑  Bregman (2000), p. 74
27. ↑  Bregman (2000), p. 75
28. ↑  Bregman (2000), p. 78
29. ↑  Bar-Joseph (2012), p. 26
30. ↑  Bregman (2000), p. 77
31. ↑  Rabinovich (2017), p. 20
32. ↑  Bregman (2000), p. 83
33. ↑  Rabinovich (2017), p. 94
34. ↑  Bregman (2000), p. 84
35. ↑  Bregman (2000), p. 85
36. ↑  Rabinovich (2017), p. 102
37. ↑  Rabinovich (2017), p. 38
38. ↑  Dunstan (2007), p. 30
39. ↑  Rabinovich (2017), p. 39
40. ↑  Rabinovich (2017), p. 211
41. 1 2 3  Pollack (2004), p. 125
42. ↑  Bregman (2000), p. 82
43. ↑  Rabinovich (2017), p. 18
44. ↑  Asher (2009), p. 47
45. ↑  Asher (2009), p. 46
46. ↑  Rabinovich (2017), p. 145
47. ↑  Rabinovich (2017), p. 121
48. ↑  Rabinovich (2017), p. 389
49. ↑  Herzog (1975), p. 58
50. ↑  Rabinovich (2017), p. 158
51. ↑  Kumaraswamy (2013), p. 78
52. ↑  Rabinovich (2017), p. 57
53. ↑  Trevor N. Dupuy, 1984, Elusive Victory: The Arab-Israeli Wars, 1947-1974, Hero Books, Fairfax, p. 439
54. ↑  Rabinovich (2017), p. 159
55. ↑  Herzog (1975), p. 61
56. ↑  Herzog (1975), p. 59
57. ↑  Asher (1987), p. 105
58. ↑  Duncan (2007), p. 134
59. ↑  Bar-Joseph (2012), p. 214
60. ↑  Rabinovich (2017), p. 162
61. ↑  Asher (1987), p. 107
62. ↑  Asher (1987), p. 118
63. ↑  Asher (1987), p. 171-172
64. ↑  Rabinovich (2017), p. 177
65. ↑  Rabinovich (2017), p. 189
66. ↑  Bar-Joseph (2012), p. 230
67. ↑  Rabinovich (2017), p. 195
68. ↑  Bar-Joseph (2012), p. 220
69. ↑  Bar-Joseph (2012), p. 223
70. ↑  Rabinovich (2017), p. 247
71. ↑  Rabinovich (2017), p. 199-200
72. ↑  Asher (2016), p. 199-202
73. ↑  Asher (2016), p. 213-214
74. ↑  Hersh, Seymour, 1991, The Samson Option: Israel's Nuclear Arsenal and American Foreign Policy, Random House
75. ↑  Rabinovich (2017), p. 246
76. ↑  Zeev Maoz, 2006, Defending the Holy Land — A Critical Analysis of Israel's Security and Foreign Policy, University of Michigan Press, p. 164
77. ↑  Richard B. Parker (ed.), 2001, The October War—A Retrospective Gainsville: University of Florida Press, p. 102–3; p. 119
78. ↑  Herzog (1975), p. 98
79. ↑  Rabinovich (2017), p. 179
80. ↑  Asher (1987), p. 138
81. ↑  Asher (2016), p. 205
82. ↑  Bar-Joseph (2012), p. 227
83. ↑  Rabinovich (2017), p. 218
84. ↑  Asher (2016), p. 203
85. ↑  Rabinovich (2017), p. 213
86. ↑  Asher (2016), p. 212-213
87. ↑  Asher (2016), p. 207
88. ↑  Asher (2016), p. 214-215
89. ↑  Rabinovich (2017), p. 148
90. ↑  Rabinovich (2017), p. 268
91. 1 2  Rabinovich (2017), p. 41
92. ↑  Rabinovich (2017), p. 183
93. ↑  Rabinovich (2017), p. 282
94. ↑  Rabinovich (2017), p. 369
95. ↑  Rabinovich (2017), p. 370
96. ↑  Rabinovich (2017), p. 364
97. 1 2  Rabinovich (2017), p. 199
98. ↑  Rabinovich (2017), p. 362
99. ↑  David Kochav, 1975, "The Economics of Defense". In: Louis Williams (ed.), Military Aspects of the Israeli-Arab Conflict, Transaction Publishers, ISBN 1412828686, 978 1412828680
100. ↑  Asher (2016), p. 299
101. ↑  Asher (2016), p. 301
102. ↑  Asher (2016), p. 217
103. ↑  Asher (2016), p. 297
104. ↑  Asher (2016), p. 293
105. ↑  Asher (2016), p. 302
106. ↑  Asher (2016), p. 313
107. ↑  Asher (2016), p. 313-314
108. ↑  Asher (2016), p. 291
109. ↑  Asher (2016), p. 312
110. 1 2  Asher (2016), p. 316
111. ↑  Asher (2016), p. 305
112. ↑  Asher (2016), p. 307-309
113. ↑  Asher (1987), p. 261
114. ↑  Rabinovich (2017), p. 288
115. ↑  Asher (2016), p. 317-318
116. ↑  Rabinovich (2017), p. 355
117. ↑  Rabinovich (2017), p. 386
118. ↑  Rabinovich (2017), p. 390
119. ↑  Rabinovich (2017), p. 426
120. ↑  Pollack (2004), p. 123
121. ↑  Pollack (2004), p. 124
122. ↑  David Rodman, 2013, Sword and Shield of Zion: The Israel Air Force in the Arab–Israeli Conflict 1948–2012, Sussex Academic Press, p. 37
123. 1 2  Rabinovich (2017), p. 374
124. ↑  Rabinovich (2017), p. 42
125. ↑  Erakat, Noura (2019). Justice for some: law and the question of Palestine. Stanford University Press, Stanford (Calif.), p. 93. ISBN 978-0-8047-9825-9.
126. ↑  Erakat, Noura (2019). Justice for some: law and the question of Palestine. Stanford University Press, Stanford, California, p. 120. ISBN 978-0-8047-9825-9.
127. ↑  Erakat, Noura (2019). Justice for some: law and the question of Palestine. Stanford University Press, Stanford, California, p. 92. ISBN 978-0-8047-9825-9.